# Donald Trump
Donald John Trump, noto solamente come Donald Trump o Donald J. Trump (New York, 14 giugno 1946), è un politico, imprenditore e personaggio televisivo statunitense, 47º Presidente degli Stati Uniti d'America dal 2025. In precedenza è stato 45º presidente degli Stati Uniti d'America dal 2017 al 2021.
Membro del Partito Repubblicano e presidente della Trump Organization dal 1971, il suo patrimonio stimato ammonta attorno ai 5,9 miliardi di dollari nel 2025. Le sue strategie di gestione del marchio, i libri da lui scritti e pubblicati ed il suo stile di vita lo hanno reso un personaggio celebre, la cui fama è stata accresciuta da camei e partecipazioni in film e trasmissioni televisive.
Candidato alle elezioni presidenziali del 2016, ha battuto la sfidante del Partito Democratico Hillary Clinton. Le posizioni politiche di Trump sono state descritte come populiste, protezionistiche, isolazioniste, nazionaliste, razziste o di natura discriminatoria. Durante la prima campagna elettorale e la prima presidenza, Trump ha fatto largo uso dei social network per diffondere teorie cospirazioniste e notizie non supportate da fonti.
In politica estera e migratoria Trump ha assunto posizioni isolazioniste, imponendo il divieto di accesso negli Stati Uniti a cittadini provenienti da diversi Paesi a predominanza musulmana, promuovendo il rafforzamento del muro eretto al confine tra Messico e Stati Uniti, rinegoziando l'Accordo nordamericano per il libero scambio e quello tra Stati Uniti-Messico-Canada e ritirandosi dal Partenariato Trans-Pacifico, dall'Accordo di Parigi sui cambiamenti climatici e dall'Accordo sul nucleare iraniano. Nel 2019 è stato coinvolto in uno scandalo denominato Ucrainagate per il quale viene messo in stato d'accusa dal Congresso, mentre l'anno successivo ha affrontato la pandemia di COVID-19 sottovalutando i rischi per la salute, ignorando o contestando le raccomandazioni di medici ed esperti e promuovendo false informazioni su trattamenti medici alternativi.
Ricandidatosi alle elezioni del 2020, viene sconfitto dal rivale democratico Joe Biden, ma si rifiuta di riconoscere l’esito delle votazioni e la vittoria dello sfidante, annunciando ricorsi legali per presunti brogli. Tutti i ricorsi, tra cui il caso Texas contro Pennsylvania, sono stati respinti dagli organismi giudicanti di competenza. Per aver sobillato i manifestanti che, il 6 gennaio 2021, hanno messo in atto l'assalto del Campidoglio viene nuovamente messo in stato d'accusa per "incitamento all'insurrezione", diventando l'unico presidente nella storia del paese ad essere stato sottoposto a due procedure di impeachment, seppur uscendone assolto in entrambi i casi. Tuttavia, nel dicembre 2022, la commissione d'inchiesta sui fatti di Capitol Hill ha raccomandato di perseguire penalmente Trump con l'accusa di aver ostacolato un procedimento ufficiale, di aver cospirato contro gli Stati Uniti e di aver incitato a un'insurrezione.
Nel novembre 2022 ha annunciato la candidatura per le primarie repubblicane alle elezioni presidenziali del 2024. Nel marzo 2023, un gran giurì di Manhattan lo ha incriminato per 34 capi d'accusa per falsificazione di documenti aziendali, e a giugno un gran giurì federale lo ha incriminato per 37 capi d'accusa relativi al furto di documenti presidenziali contenenti informazioni nucleari e top-secret, che avrebbe dovuto consegnare al National Archives and Records Administration dopo il termine del suo mandato presidenziale, avvenuto il 20 gennaio 2021. Trump è il primo ex presidente nella storia americana ad essere stato incriminato.
Viene nuovamente eletto presidente in seguito alla vittoria nelle elezioni del 2024, sconfiggendo la candidata democratica Kamala Harris (già vicepresidente nell'amministrazione uscente), e divenendo al contempo, 132 anni dopo Grover Cleveland, il secondo presidente degli Stati Uniti (e il primo Repubblicano) a essere eletto per due mandati non consecutivi; è stato anche il primo candidato repubblicano a vincere il voto popolare dalle elezioni del 2004.

## Biografia

### Primi anni, studi e New York Military Academy

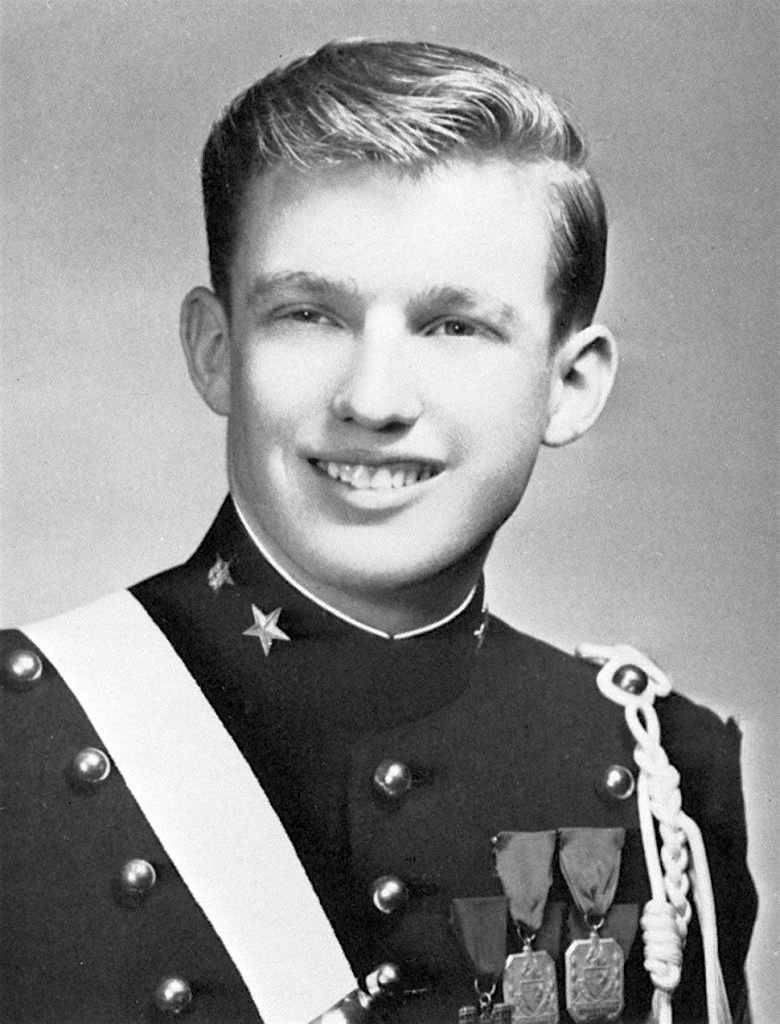
Trump all'età di 18 anni presso la New York Military Academy il 30 giugno 1964

Donald Trump nacque il 14 giugno 1946 a Jamaica Estates nel Queens, sobborgo di New York, quarto di cinque figli: ha due sorelle maggiori, Maryanne (1937-2023) ed Elizabeth (nata nel 1942), e due fratelli, Robert (1948-2020), ed il fratello maggiore, Fred Jr. (1938-1981), che morì a causa di problemi legati all'alcolismo, fatto che spinse lo stesso Trump a rifuggire dal consumo di alcool e sigarette.
Trump proviene da antenati tedeschi per parte di padre e scozzesi per parte di madre; tutti e quattro i suoi nonni nacquero in Europa: il nonno Frederick Trump (nato come Drumpf), cugino dell’imprenditore alimentare Henry John Heinz, fu il capostipite della famiglia Trump. Nacque a Kallstadt in Renania nel 1869 e nel 1885 emigrò negli Stati Uniti, lavorando a New York come barbiere. Quell'anno coi soldi guadagnati aprì hotel e ristoranti sulle spiagge dell'oceano Pacifico e nello Yukon, durante la corsa all'oro del Klondike. Ritornato a New York, sposò Elizabeth Christ, dalla quale ebbe, in ordine cronologico, Elizabeth Trump Walters, Fred Trump e John George Trump.
Il padre Fred (1905-1999), nato nel Queens, divenne uno dei più noti immobiliaristi di New York. Sua madre, Mary MacLeod (1912-2000), era nata nel villaggio di Tong, presso Lewis, in Scozia. I due si erano incontrati a New York e si sposarono nel 1936, andando a vivere insieme nel Queens. Suo zio John George Trump, professore al Massachusetts Institute of Technology dal 1936 al 1973, fu coinvolto nelle ricerche sul radar per gli Alleati nella seconda guerra mondiale, aiutando l'esercito a progettare le prime macchine radiografiche a raggi X, che consentirono di salvare diverse vite di pazienti affetti da cancro, tanto che nel 1943 l'FBI gli chiese di esaminare le carte di Nikola Tesla e l'equipaggiamento ritrovato nella stanza d'albergo del New Yorker Hotel in cui era morto. Lo zio è stato spesso citato da Trump anche durante la sua campagna elettorale.
Il cognome originario della famiglia, Drumpf, in tedesco è molto simile a "Trumpf", che significa "carta vincente" o "risorsa preziosa" (come l’inglese “Trump”). “Drumpf” si evolse in Trump durante la guerra dei trent'anni nel XVII secolo. Trump si è detto più volte orgoglioso delle sue origini tedesche; nel 1999 fu nominato gran maresciallo alla German-American Steuben Parade tenutasi a New York. Nel 1987 pubblicò il libro Trump: L'arte di fare affari, dove fu obbligato a scrivere che suo padre fosse di origini svedesi: in realtà, entrambi i nonni paterni di Donald Trump erano nati in Germania, ma il padre di Donald, negli anni dopo la seconda guerra mondiale, preferì affermare una discendenza da antenati svedesi per allontanare dalla famiglia l'onta di un'associazione alla Germania nazista; secondo un parente, John Walter, il padre di Trump "aveva diversi tenutari di origine ebraica e per l'epoca non era buona cosa dirsi di parentela tedesca".
La famiglia di Trump viveva in una villa di stile Tudor revival a Wareham Place, presso Jamaica Estates, dove lo stesso Trump visse frequentando la Kew-Forest School. Nel 1983, Fred Trump dichiarò in un'intervista che Donald "era una piccola peste da bambino". Su spinta del padre, Trump lasciò la Kew-Forest a tredici anni e si iscrisse presso la New York Military Academy (NYMA), dove compì tutti gli studi fino al diploma delle superiori; a dispetto del nome, la NYMA era un collegio privato non affiliato direttamente con le forze armate statunitensi, che ricalcava però l'ambiente militare con uniformi, disciplina e regolamenti. Entro il sistema di "gradi" in uso all'interno del collegio, Trump raggiunse quello di capitano. Nel 2015 ha dichiarato al suo biografo che l'esperienza alla NYMA gli diede "ben più di un semplice allenamento militare, come accade [invece] a tanti ragazzi che si buttano nell'esercito".
Trump frequentò quindi la Fordham University nel Bronx per due anni, incominciando gli studi nell'agosto del 1964, per poi trasferirsi alla Wharton School of Finance and Commerce dell'Università della Pennsylvania, dove frequentò una delle migliori facoltà di economia fra tutte le università statunitensi. Durante questi anni di studio incominciò a lavorare nell'industria di famiglia, la Elizabeth Trump & Son, che prendeva il nome da sua nonna paterna. Trump conseguì a Wharton, nel maggio del 1968, il baccalaureato in economia.
Trump non partecipò alla guerra del Vietnam e non ha mai fatto parte ad alcun titolo delle forze militari statunitensi. Mentre era al college dal 1964 al 1968 ottenne il rinvio (deferment) dell'arruolamento coatto, dal momento che risultava in corso di studi superiori. Nel 1966 fu ritenuto idoneo al servizio dall'apposita commissione medica, ricevendo un giudizio di codice "1-A", "abile a tutti i servizi", valutazione che fu dapprima confermata a una nuova visita nel 1966, ma che, nello stesso anno, fu poi riformata in "1-Y", codice che lo rendeva soggetto ad arruolamento solo in caso di emergenza. In un'intervista concessa nel 2015 per una sua biografia, attribuì questa revisione medica alla presenza di una «spina calcaneare» della quale, a suo dire, avrebbe continuato a soffrire anche in seguito. La lotteria della leva del 1969 - un sistema che a ciascun giorno dell'anno associava un numero progressivo da 1 a 366, stabilendo la priorità di chiamata dei nati in ciascun giorno (quelli con i numeri minori per primi) - riservò al 14 giugno, data di nascita di Trump, il numero 356, il che rendeva pressoché impossibile la sua coscrizione.

### Carriera imprenditoriale
Un'analisi della carriera imprenditoriale di Trump fatta da The Economist nel 2016 ha concluso che i suoi risultati dal 1985 al 2016 sono stati mediocri se paragonati a quelli di altri proprietari di New York, ma nemmeno tanto bassi da portarlo al fallimento; tuttavia, un'analisi completa non può essere fatta perché, come sottolineato dalla stessa rivista, "le informazioni sugli affari del signor Trump sono appena abbozzate. Egli non è solito farne pubblicità..."; è certo è che i primi successi di Trump furono collegati essenzialmente all'attività già avviata dal padre, sebbene il giornale economico ritenga che "il miglior periodo per Trump possa essere considerato quello dal 1985 in poi, cioè quando Trump incominciò ad agire senza la figura di suo padre". Una successiva analisi condotta dal Washington Post suggerì un'immagine di Trump come "un misto di millanteria, fallimenti in affari e reale successo".
Fin dal 2006 è il più importante testimonial della multinazionale delle telecomunicazioni e dell'energia ACN, Inc.

#### Inizio della carriera

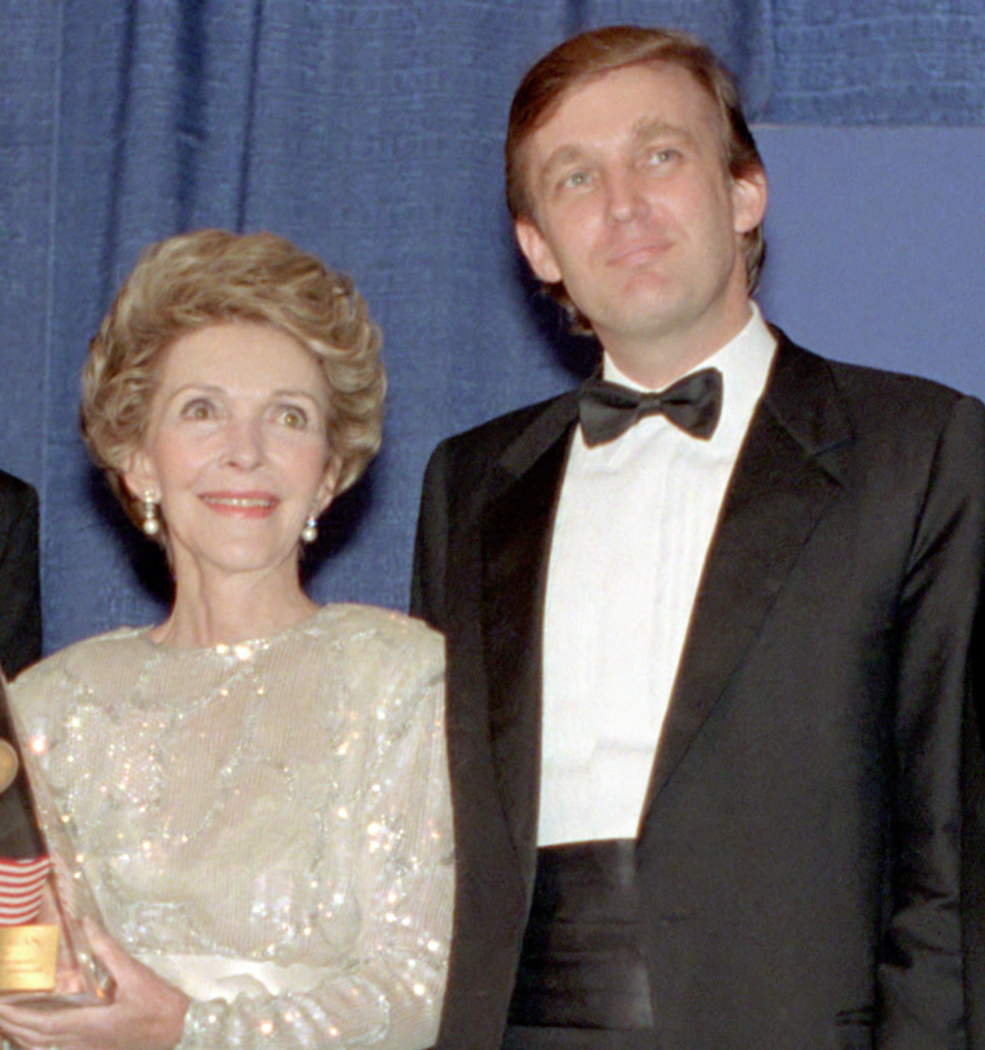
Donald Trump con la first lady Nancy Reagan, 1985

Incominciò la sua carriera lavorativa, prima ancora di diplomarsi al college, nell'azienda del padre, la Elizabeth Trump & Son, che era focalizzata sul mondo dell'edilizia borghese a New York e nei sobborghi di Brooklyn, Queens e Staten Island. Uno dei primi progetti di Trump quando era ancora al college fu il rilancio del complesso Swifton Village a Cincinnati, dove nel 1962 suo padre aveva investito 5,7 milioni di dollari. Nel progetto furono coinvolti Fred e Donald Trump e, con cinquecentomila dollari d'investimento, entro due anni riuscirono ad azzerare il tasso di sfitto dei 1.200 appartamenti, che inizialmente era pari al 66%. Nel 1972 la Trump Organization vendette Swifton Village per 6,75 milioni di dollari. All'età di ventitré anni fu coinvolto in un progetto commerciale per sostenere, come produttore, una commedia di Broadway, Paris Is Out!, con un investimento di settantamila dollari.
Nel 1971 divenne presidente della società e uno dei suoi primi atti fu rinominarla come The Trump Organization. In quell'anno si trasferì inoltre a Manhattan e fu coinvolto in un grande programma di costruzione e si servì di quel progetto architettonico per ottenere riconoscimento pubblico. Comprò e valorizzò l'Old Penn Central per sessanta milioni di dollari senza impegno economico.
Dal 1973 divenne presidente della Trump Organization, che gestiva quattordicimila appartamenti tra Brooklyn, Queens e Staten Island. Nel 1977 sposò la modella ceca Ivana Zelníčková, che gli diede tre figli e dalla quale divorziò nel 1992.

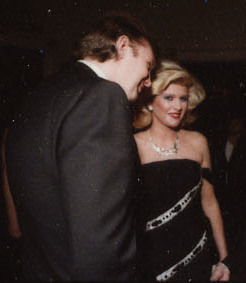
Donald e Ivana Trump nel 1985

Il primo, grande affare di Trump a Manhattan fu la rivitalizzazione del Grand Hyatt Hotel nel 1978, proprio accanto al Grand Central Terminal. L'ormai antiquata facciata in mattoni del Commodore Hotel fu sostituita con una nuova a vetri, creando anche l'atrio spazioso che tuttora contraddistingue il complesso. Il Commodore fu riaperto nel settembre del 1980, riscuotendo un notevole successo tra il pubblico. In quest'iniziativa suo fratello Fred fu un partner silenzioso e poco esposto mediaticamente, fatto che fece percepire Donald il vero rappresentante dell'intera operazione. Secondo il giornalista Wayne Barrett, fu il ruolo giocato da Fred, con la sua pluridecennale amicizia con l'imprenditore Ben Holloway, a essere uno dei motivi che aiutarono lo sviluppo fondamentale del progetto. Donald fu comunque in grado di negoziare, con la città di New York, un abbattimento quarantennale delle tasse per l'albergo, fatto che aiutò a ridurre i rischi imprenditoriali del progetto e incentivò gli investitori a parteciparvi.
Nel 1981 Trump acquistò e rinnovò la struttura che sarebbe poi divenuta il Trump Plaza, sulla Third Avenue di New York. Trump rese possibile tutto ciò creando una cooperativa nella quale gli inquilini erano in parte proprietari della struttura in cui vivevano.

#### Trump Tower

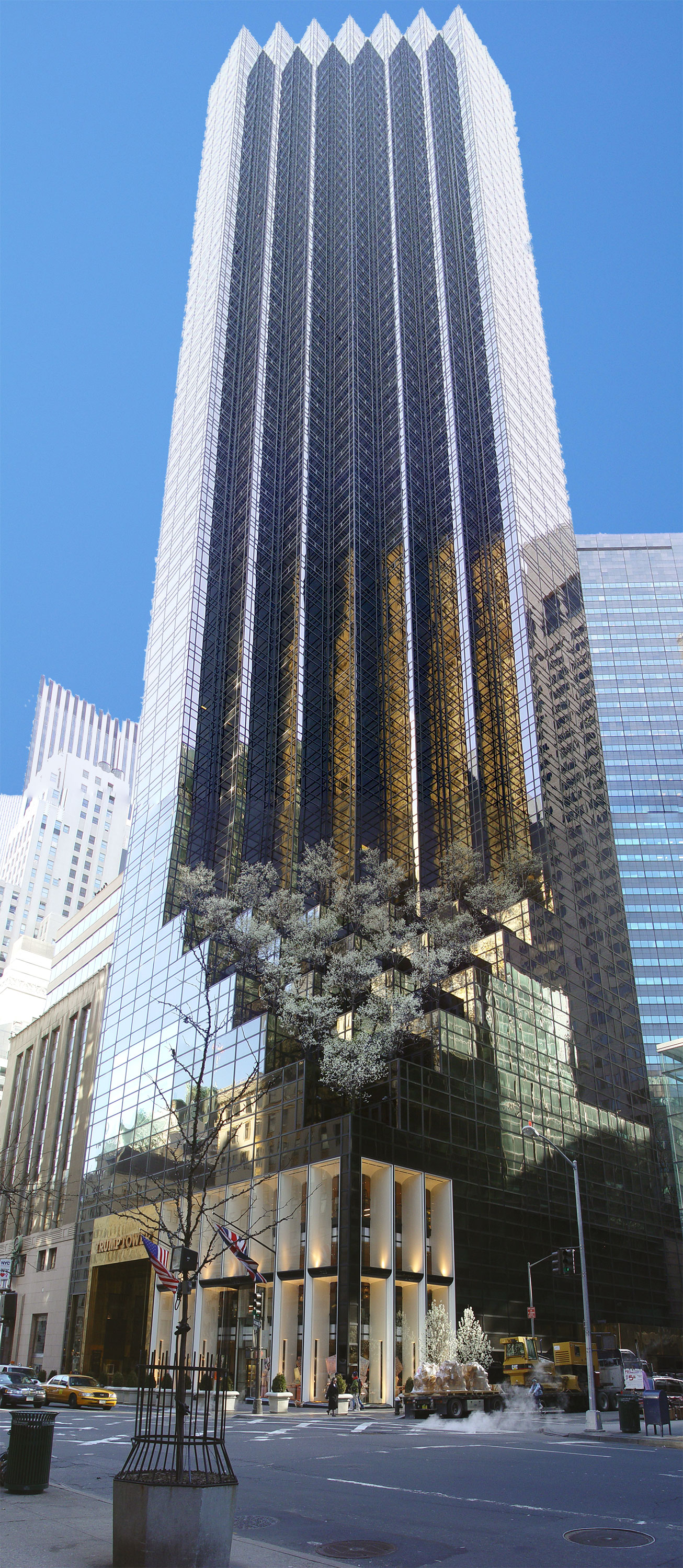
La Trump Tower sulla Fifth Avenue a Midtown Manhattan

Nel 1983, Trump completò lo sviluppo della Trump Tower, un grattacielo di cinquantotto piani a Midtown Manhattan. È un edificio a utilizzo promiscuo, in cui vi sono sia uffici sia appartamenti residenziali; fu l'edificio più alto di questa categoria fino alla costruzione della Trump World Tower. Fin dalla sua inaugurazione, è la sede operativa della Trump Organization. È considerato come uno degli edifici più emblematici della città di New York.

#### Espansione

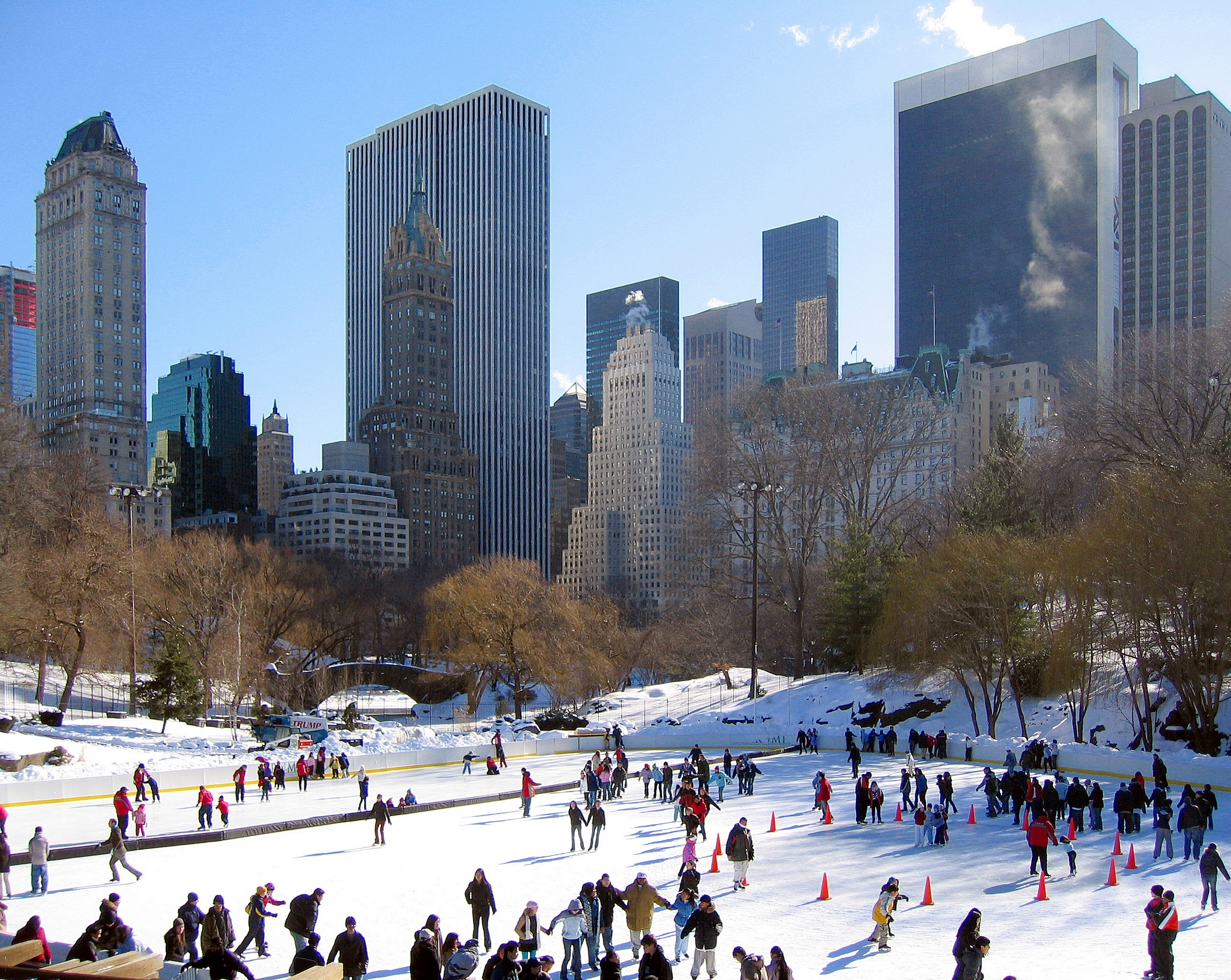
Wollman Rink a Central Park

Nel 1984 aprì il Trump Plaza Hotel and Casino ad Atlantic City. L'hotel/casinò era stato costruito da Trump con finanziamenti da parte dell'Holiday Corp. I risultati mediocri ottenuti dal casinò locale portarono a diverbi tra Trump e l'Holiday Corp. Quasi contemporaneamente, sempre ad Atlantic City, Trump acquisì dalla Hilton Corporation, per 320.000 dollari, parte di una struttura che fu da lui completata nel 1985 per divenire un hotel/casinò col nome di Trump Castle. La moglie di Trump, Ivana, gestì direttamente la proprietà.
Nel 1985 Trump decise di acquistare la residenza di Mar-a-Lago a Palm Beach, in Florida, per cinque milioni di dollari, più altri tre milioni per il mobilio interno. Sempre a Palm Beach acquisì un condominio con Lee Iacocca che divenne poi il Trump Plaza a Palm Beach. I lavori di ristrutturazione del Wollman Rink a Central Park, costruito nel 1955, incominciarono nel 1980 grazie a un acquirente non collegato a Trump con un progetto della durata di un paio d'anni massimo, ma la struttura era ancora incompleta al 1986. Trump prese il progetto, acquisendo l'intero complesso e completando i lavori in tre mesi.

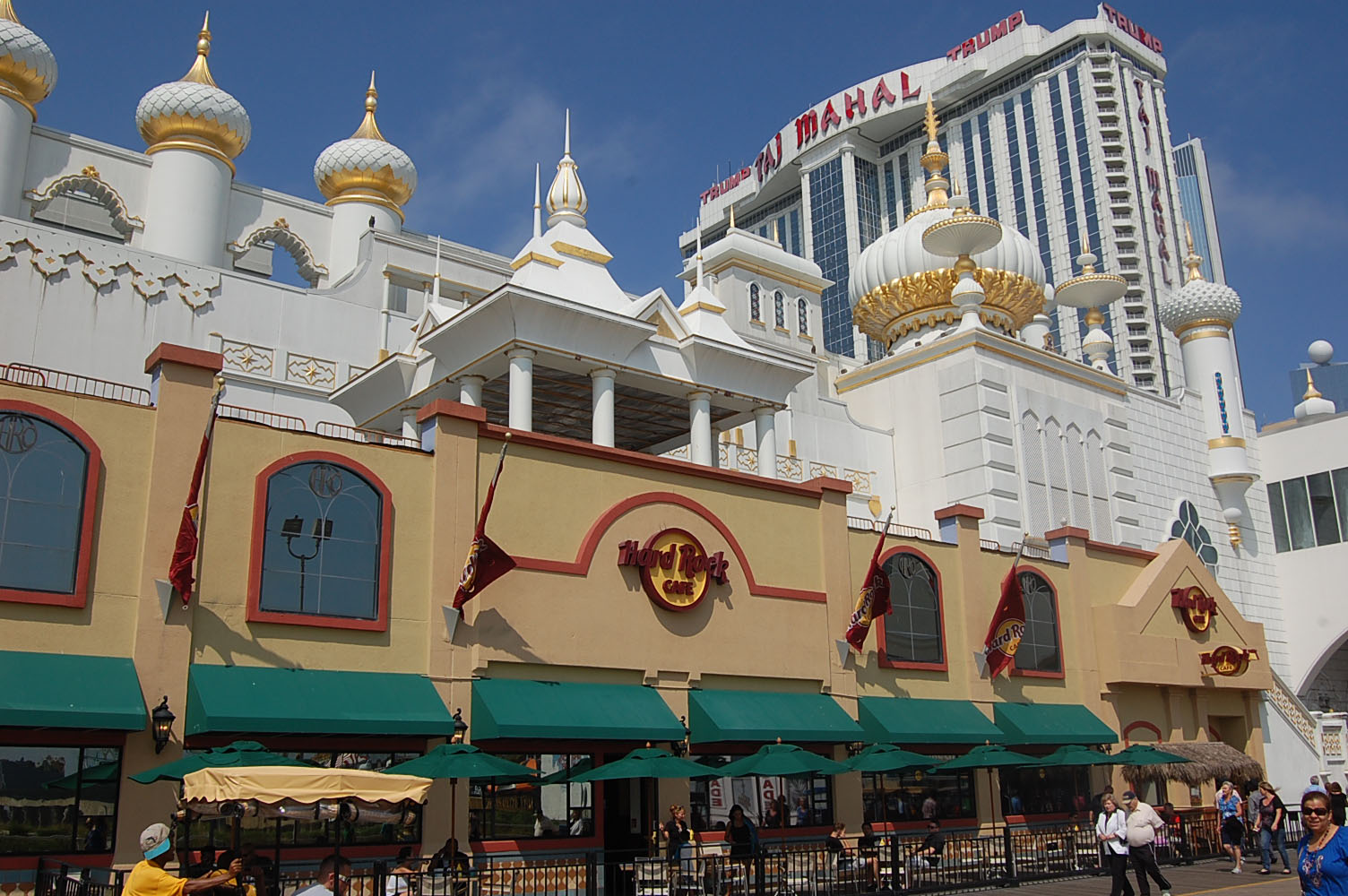
Trump Taj Mahal, al numero 1000 di Boardwalk ad Atlantic City, New Jersey

Trump acquisì quindi il Plaza Hotel di Manhattan nel 1988 per la cifra di 407,5 milioni di dollari e ancora una volta lo affidò a Ivana per ristrutturarlo e poi gestirlo. Sul finire del 1988 Trump acquisì il Taj Mahal Casino ad Atlantic City, New Jersey, in una transazione con Merv Griffin e la Resorts International. Il casinò aprì i battenti nell'aprile del 1990 e venne ristrutturato con la spesa di un miliardo di dollari.
Le strabilianti spese per questo progetto portarono l'organizzazione quasi al fallimento e il Taj Mahal riuscì a emergervi solo il 5 ottobre 1991, quando Trump cedette il 50% della proprietà alle banche finanziatrici in cambio di una riduzione dei tassi d'interesse. Egli fu costretto a vendere anche il Trump Shuttle e il suo megayacht di ottantasei metri, la Trump Princess. La proprietà venne riacquistata nel 1996 e consolidata nella Trump Hotels & Casino Resorts, la quale si sottopose alla procedura fallimentare. Trump si ritrovò questa volta con solamente il 10% della proprietà in pugno.

#### Attività incorse nel fallimento
Anche se Trump non è mai andato in fallimento a titolo personale, hotel e casinò di sua proprietà sono finiti per sei volte in questo stato tra il 1991 e il 2009, in gran parte a causa dell'incapacità di saldare i debiti contratti o di rinegoziare i debiti con le banche, i proprietari e i piccoli creditori. Al settimanale Newsweek nel 2011 Trump dichiarò: "Ho sempre giocato con le leggi fallimentari - vanno molto bene per me".
O sei fallimenti tra Atlantic City e New York furono Trump Taj Mahal (1991), Trump Plaza Hotel and Casino (1992), Hotel Plaza (1992), Trump Castle Hotel and Casino (1992), Trump Hotels and Casino Resorts (2004) e il Trump Entertainment Resorts (2009). Trump disse a tal proposito: "Ho utilizzato le leggi di questo paese per pagare i miei debiti... Be', abbiamo un'azienda. Metteremo tutto a bilancio. Negozieremo con le banche. Faremo un grande affare. Sapete, è come a The Apprentice. Non è nulla di personale. Solo affari".

#### Ulteriori acquisizioni
Nel 1996 Trump acquisì, a Manhattan, un grattacielo di settanta piani al numero 40 di Wall Street che, dopo lavori di completo e rinnovamento della struttura, fu ribattezzato Trump Building. Dopo la morte di suo padre, avvenuta nel 1999, Trump e i fratelli ricevettero parti eguali dell'eredità del padre, stimata in duecentocinquanta-trecento milioni di dollari.
Nel 2001 Trump ha completato quella che ora è la Trump World Tower, un grattacielo residenziale di settantadue piani nel quartiere delle Nazioni Unite. Trump diede inizio, inoltre, alla costruzione del Trump Place nei pressi del fiume Hudson. Continuò inoltre lo sviluppo di un proprio spazio commerciale presso la Trump International Hotel and Tower, un edificio di quarantaquattro piani a uso misto (hotel e condominio) presso il Columbus Circle, che acquisì nel 1996,
Nel 2002 ha acquisito l'Hotel Delmonico di Manhattan, riaperto nel 2004 col nome di Trump Park Avenue e dotato di trentacinque piani adibiti a condominio di lusso. Trump ha registrato il proprio nome e la propria immagine come marchi commerciali per i suoi numerosi progetti e strutture.

#### Marchi e concessioni
Trump ha investito anche sulla propria immagine, concedendo il proprio nome a un gran numero di progetti architettonici, prodotti commerciali e servizi, ottenendo successo anche da questo. Nel 2011 la rivista Forbes, con i suoi esperti di finanza, ha stimato il valore del marchio Trump in duecento milioni di dollari, anche se lo stesso Trump ha ribadito che questo valore è stato di molto ridotto e in realtà sarebbe di tre miliardi di dollari.
Molti produttori pagano comunque Trump per commercializzare i loro prodotti con il suo marchio. È per questa ragione, ad esempio, che molte strutture che portano il nome di Trump in realtà non appartengono a lui, ma i veri proprietari ne sfruttano unicamente il nome. Secondo Forbes questa porzione dell'impero di Trump, gestita dai suoi figli, ha un valore di 562 milioni di dollari. Un esempio sono le Trump Towers Istanbul, la cui proprietà pagava Trump per l'uso del suo nome; nel dicembre del 2015 gli amministratori turchi si sono dissociati dalle dichiarazioni di Trump, in qualità di candidato presidente, contro i musulmani.

#### Patrimonio netto

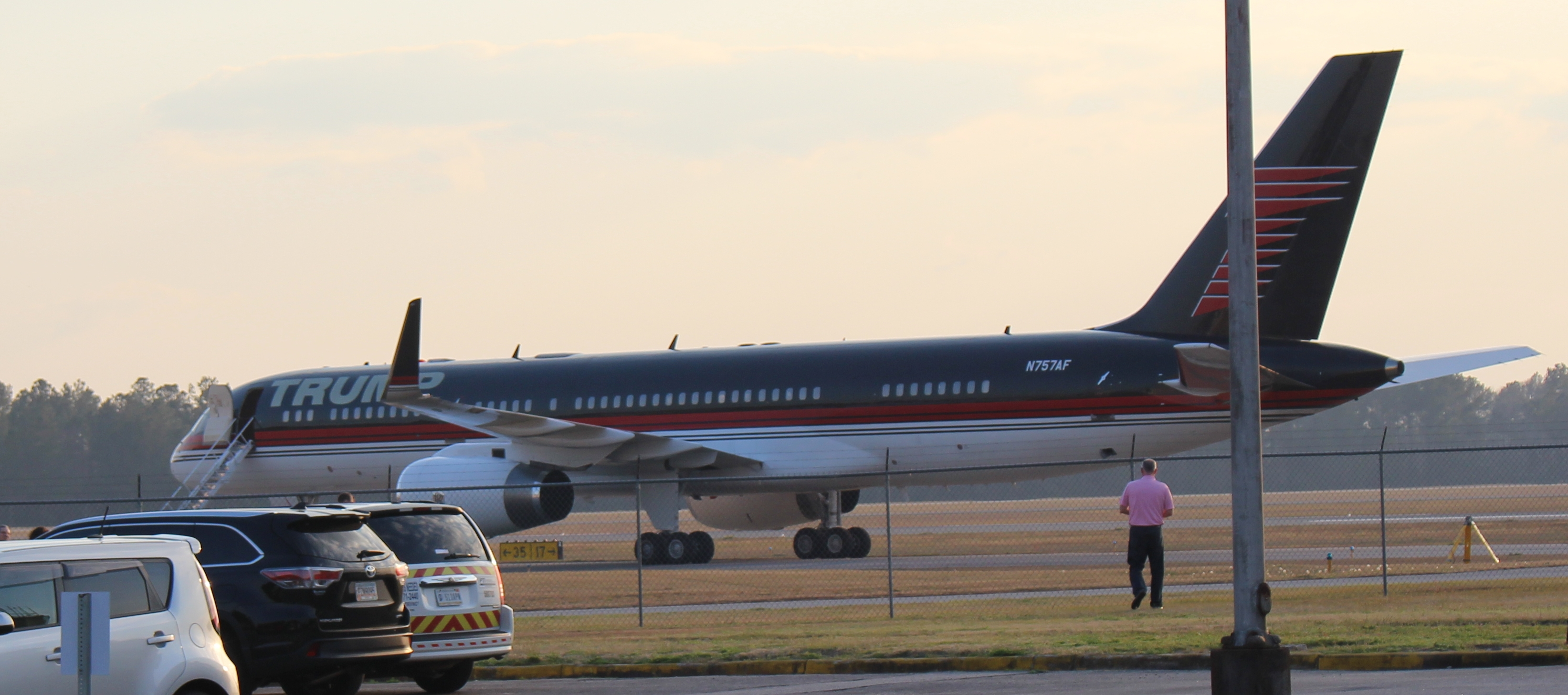
Il Boeing 757 di Trump, soprannominato Trump Force One durante la campagna presidenziale del 2016

Nel 2016 Forbes ha stimato il patrimonio netto di Trump in 3,7 miliardi di dollari, mentre Bloomberg lo ha stimato in tre miliardi. Queste stime lo rendono comunque uno dei politici più ricchi della storia degli Stati Uniti. Trump ha più volte ribadito di avere un patrimonio di più di dieci miliardi di dollari, ma questo dato è controverso, in parte per l'incertezza sul valore di quanto egli possiede e in parte per le variazioni di valore del suo marchio personale. Al 2016 Forbes ha indicato Trump come la 156ª persona più ricca degli Stati Uniti e la 324ª nel mondo.
Secondo Forbes nel 2022 il suo patrimonio si aggirerebbe intorno a 3.2 miliardi di dollari

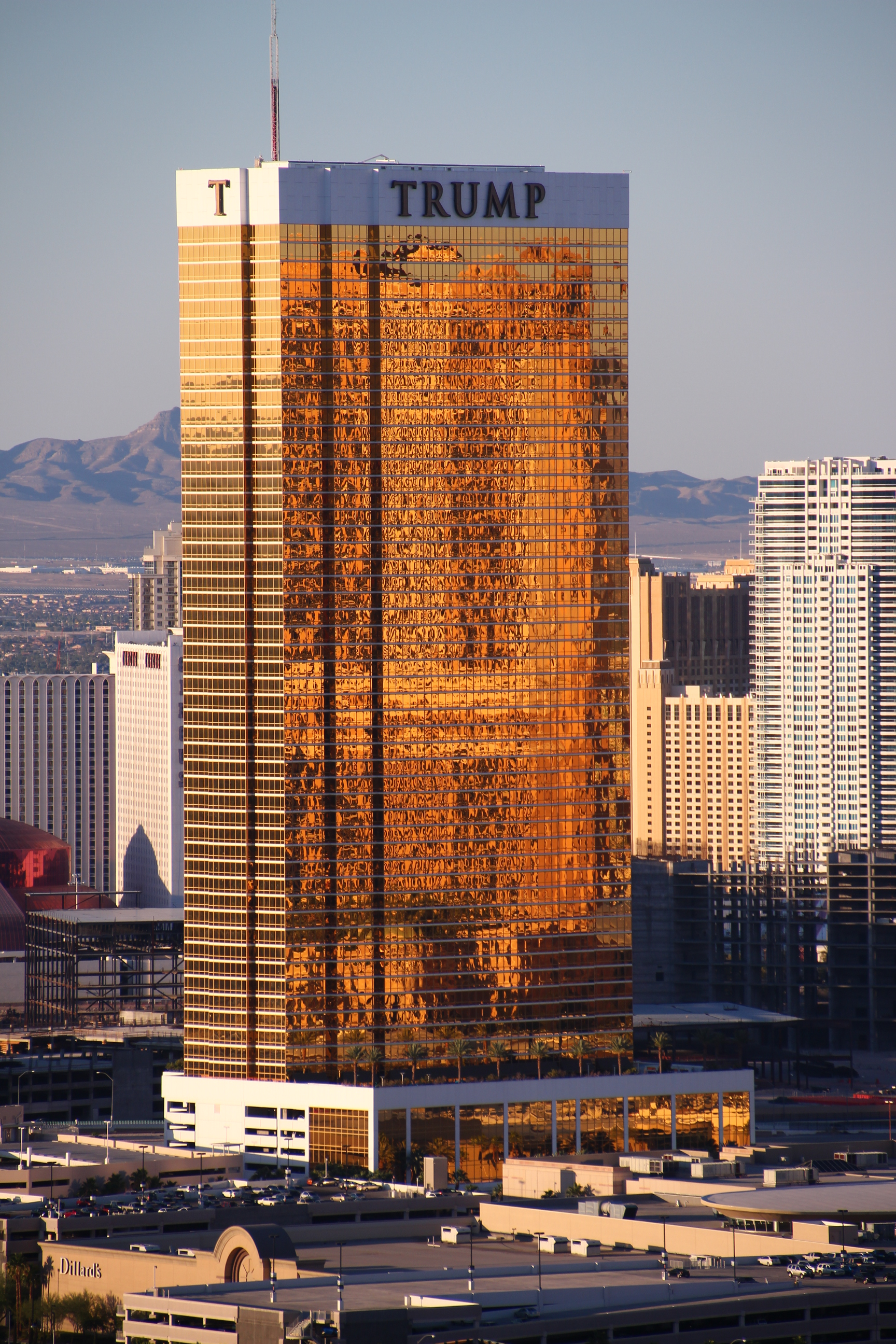
Il Trump Hotel Las Vegas. Il versante esterno delle finestre è dorato con un sottile strato trasparente di oro a ventiquattro carati

Il 16 giugno 2015, poco prima dell'annuncio della sua candidatura alla corsa alla Casa Bianca, Trump ha rilasciato una pagina intera del proprio resoconto finanziario "per trasparenza" attribuendosi un patrimonio netto di 8 737 540 000 dollari. Forbes a tal proposito ha giudicato che i quasi nove miliardi di dollari di patrimonio siano un'esagerazione e che tale patrimonio è più realisticamente quantificato attorno ai 4,1 miliardi di dollari. Nel giugno del 2015 Business Insider ha pubblicato il resoconto finanziario di Trump al giugno 2014, sottolineando come tre miliardi del suo patrimonio siano indicati come provenienti dall'immagine personale del tycoon e dalla sua commercializzazione.
Trump è stato incluso nella lista di Forbes dal 1982, quando la fortuna di suo padre, stimata in duecento milioni di dollari, passò a lui come patrimonio netto. All'inizio della campagna presidenziale Trump ha più volte ribadito di aver incominciato con un "solo piccolo milione di dollari" ricevuti da suo padre, accompagnando tale affermazione con la frase: "Non è stato facile per me".
Forbes ha ridotto la stima sul patrimonio netto di Trump di centoventicinque milioni di dollari, dopo le sue controverse posizioni prese nel 2015 sugli immigrati illegali messicani, che hanno portato all'estinzione di contratti con NBCUniversal, Univision, Macy's, Sertã, PVH Corporation e Perfumania.
Il valore del marchio Trump è probabilmente calato anche a causa della sua campagna presidenziale. Molti consumatori hanno infatti smesso di comprare i suoi prodotti come protesta contro di lui e le sue idee politiche. Un calo è stato subito anche a causa delle sue affermazioni sulle donne, proprio durante la stessa campagna presidenziale del 2016. Il calo totale all'ottobre del 2016 è stato valutato come un 13% in meno rispetto allo stesso periodo dell'anno precedente.

### Investimenti nello sport

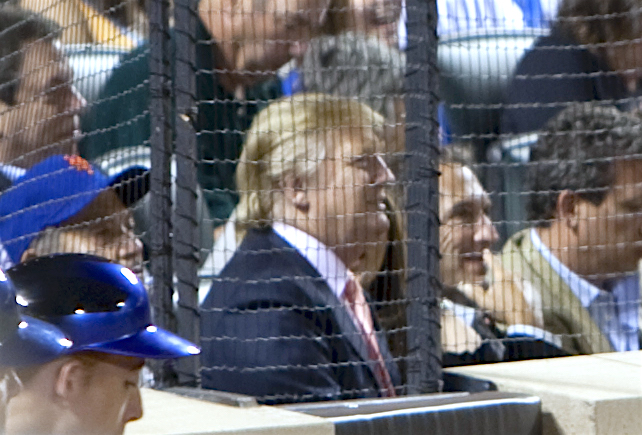
Trump a una partita di baseball nel 2009

#### Football americano
Nel 1983 la squadra New Jersey Generals di Trump si affiliò alla United States Football League (USFL). Prima dell'inizio della stagione inaugurale del 1983 Trump la vendette al magnate petroliere dell'Oklahoma, J. Walter Duncan, e la ricomprò dopo la stagione. Tentò quindi d'ingaggiare Don Shula, allenatore dei Miami Dolphins, ma l'accordo fallì per l'opposizione di Trump a cedere alla richiesta di Shula di ottenere un appartamento nella Trump Tower; Trump assunse allora Walt Michaels, allenatore dei New York Jets. L'USFL giocò le sue prime tre stagioni tra la primavera e l'estate di quell'anno, ma Trump convinse i sostenitori che era necessario fondersi con la National Football League (NFL), fatto che avrebbe potuto far crescere significativamente i loro investimenti.
Prima della stagione 1985 Trump siglò un contratto d'oro con Doug Flutie. Dopo la stagione i Generals si unirono agli Houston Gamblers. Trump era proprietario al 50% della nuova squadra, che si spostò nel New Jersey.
Trump tentò di acquistare i Buffalo Bills nel 2014, tuttavia senza successo, mentre già nel 1983 aveva espresso interesse per acquistare i Cleveland Indians, per la tredici milioni di dollari, con una lettera inviata da Kenneth Molloy al presidente della squadra, Gabe Paul.
Il 9 febbraio 2025 Trump si recò allo stadio Caesears Superdom per assistere al Super Bowl LIX in qualità di Presidente degli Stati Uniti, rendendolo il primo presidente nella storia ad assistere a un'edizione del Super Bowl.

#### Pugilato
Dal 1985 al 1989 Trump organizzò in qualità di sponsor diversi incontri di pugilato di alto livello con protagonista l'astro nascente dell'epoca Mike Tyson. Tra questi ebbe grande risalto il combattimento per il titolo mondiale tra Tyson e Michael Spinks nel 1988, vinto dal primo e disputatosi all'Historic Atlantic City Convention Hall. Trump sborsò 11 milioni di dollari per aggiudicarsene la gestione, dato che la sede era adiacente al Trump Plaza Hotel and Casino di sua proprietà, dunque con l'intenzione di dargli risalto mediatico ospitandovi attività connesse all'evento come conferenze stampa, scommesse e soggiorno per i due protagonisti dell'incontro, che fu poi ritenuto dall'opinione pubblica un successo organizzativo per Trump.

#### Ciclismo
Nel 1989 e nel 1990 Trump diede il suo nome al Tour de Trump, una corsa ciclistica a tappe organizzata negli Stati Uniti e denominata per assonanza alle celebri competizioni europee come il Tour de France o il Giro d'Italia. Il nome gli venne suggerito dal suo socio in affari, il commentatore di pallacanestro Billy Packer, che inizialmente aveva pensato di chiamarlo Tour de New Jersey. La prima tappa della gara terminò al college di New Paltz, New York. La seconda tappa incominciò a New York City; il sindaco Ed Koch, che aveva denunciato Trump come "uno dei più grandi imbonitori", boicottò l'evento.

#### Wrestling
Appassionato di wrestling da lungo tempo, Trump è amico del proprietario della WWE Vince McMahon, tanto che nel 1988 e 1989 ospitò due edizioni di WrestleMania al Trump Plaza e partecipò anche a qualche spettacolo in veste di ospite. Nel 1991 apparve tra il pubblico a WrestleMania VII e venne intervistato da Jesse Ventura a bordo ring durante WrestleMania XX nel marzo 2004. In tempi più recenti è stato impegnato per qualche tempo in una rivalità con lo stesso McMahon che è stata ribattezzata Battle of Billionaires e culminata a WrestleMania 23 il 1º aprile 2007, quando Bobby Lashley (scelto da Trump come suo rappresentante sul ring) sconfisse Umaga (che rappresentava McMahon) in un «hair vs. hair» match (arbitrato da Steve Austin), poiché il perdente avrebbe dovuto tagliarsi a zero la chioma e infatti McMahon si ritrovò senza capelli. Il 25 febbraio 2013 il sito ufficiale della WWE ha ufficializzato l'ingresso di Trump nella WWE Hall of Fame.

#### Golf

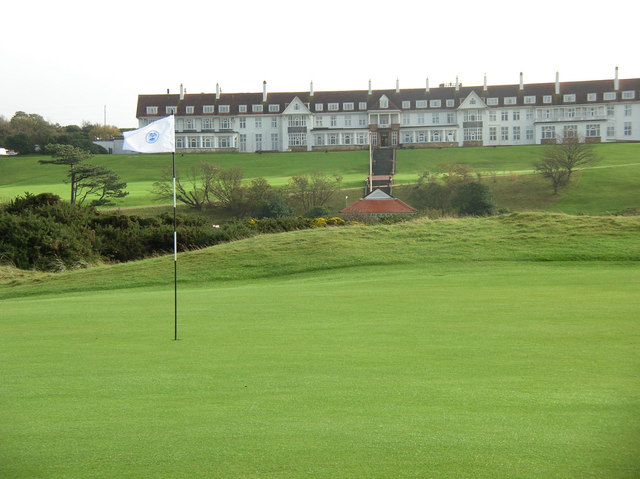
Vista del Turnberry Hotel, presso Ayrshire, in Scozia

Secondo il settimanale Golfweek la Trump Organization gestisce diversi campi da golf e resort negli Stati Uniti e nel mondo, per un totale di diciotto. Il bilancio personale di Trump per le sue attività legate al golf relative all'anno 2015 e presentate nell'ambito della campagna elettorale hanno evidenziato una rendita di 382 milioni di dollari.
Nel 2006 Trump ha comprato la Menie Estate a Balmedie, Aberdeenshire, in Scozia, impiantandovi un campo da golf contro il volere dei residenti locali su un'area designata come Sito di Speciale Interesse Scientifico. Il documentario indipendente del 2011 You've Been Trumped, diretto dal regista britannico Anthony Baxter, raccontava la storia della costruzione del resort per il golf e dei successivi attriti tra la popolazione e l'imprenditore. Malgrado la promessa di Trump di dare seimila posti di lavoro, al 2016, per sua stessa ammissione, i corsi di golf hanno fruttato solo duecento posti.
Nell'aprile del 2014 Trump ha acquistato il Turnberry hotel e golf resort di Ayrshire, in Scozia, uno degli impianti dell'Open Championship.

#### Arti marziali miste
L'ingresso di Trump nel mondo nelle MMA avvenne nel 2001 quando offrì all'Ultimate Fighting Championship, organizzatrice degli incontri, il casinò Trump Taj Mahal come sede. La mossa si rivelò vincente per l'UFC in un periodo di scarsa popolarità rilanciandone l'immagine e permettendone di fatto lo sdoganamento presso il grande pubblico.
Nel 2008 diventò socio dell'Affliction Entertainment, organizzazione parallela all'UFC, della quale Trump intendeva diventare rivale. Dopo un promettente inizio in cui ha sfruttato la presenza del russo Fëdor Vladimirovič Emel'janenko, considerato il più forte di sempre nelle MMA, gli elevati costi di gestione decretarono il fallimento dell'AE nel 2009.

### Concorsi di bellezza
Dal 1996 al 2015 Trump è stato socio delle compagnie che organizzavano alcuni concorsi di bellezza negli Stati Uniti, fra i quali Miss Universo, Miss USA e Miss Teen USA.
Trump si dimostrò insoddisfatto di come la compagnia televisiva CBS scegliesse le partecipanti e pertanto spostò la produzione di Miss Universo e Miss USA alla rivale NBC nel 2002. Nel 2006 la vincitrice di Miss USA Tara Conner venne trovata positiva all'analisi sull'uso di cocaina, ma Trump decise di lasciarle la corona e il titolo, intenzionato a concederle una seconda opportunità. La decisione di Trump venne criticata da Rosie O'Donnell, fatto che portò a una controrisposta di Trump con un attacco personale alla O'Donnell. Nel 2012 Trump vinse la causa da cinque milioni di dollari contro un contestatore che aveva dichiarato che il concorso era truccato.
Nel 2015 la NBC e la Univision decisero di porre fine alle loro relazioni con l'organizzazione di Miss Universo dopo le controverse dichiarazioni di Trump durante la campagna elettorale presidenziale sugli immigrati clandestini messicani. Trump successivamente ha intentato una causa da cinquecento milioni di dollari alla Univision per diffamazione. La causa contro la Univision si è conclusa nel febbraio del 2016, ma senza che siano stati resi pubblici termini della stessa.
L'11 settembre 2015 Trump ha annunciato di essere rimasto il solo proprietario del concorso di Miss Universo avendo acquisito le quote della NBC. Poco dopo ha venduto i diritti sul concorso di sua proprietà alle compagnie WME/IMG.

### Trump University
La Trump University, fondata nel 2005 da Donald Trump, Michael Sexton e Jonathan Spitalny, è stata chiusa nel 2010 dopo diverse controversie legali.

### Donald J. Trump Foundation
La Donald J. Trump Foundation è una fondazione privata fondata nel 1988

## Attività politica
Trump è stato descritto politicamente in modi diversi nel tempo. Il settimanale Politico lo ha definito "eclettico, improvvisato e spesso contraddittorio". Egli negli anni ha infatti avuto numerose e differenti affiliazioni partitiche ed è stato preso in considerazione come candidato anche dal Partito Riformista. Nel tempo ha cambiato la propria posizione su un gran numero di argomenti come la tassazione, l'aborto e il coinvolgimento del governo nell'assistenzialismo alla salute.

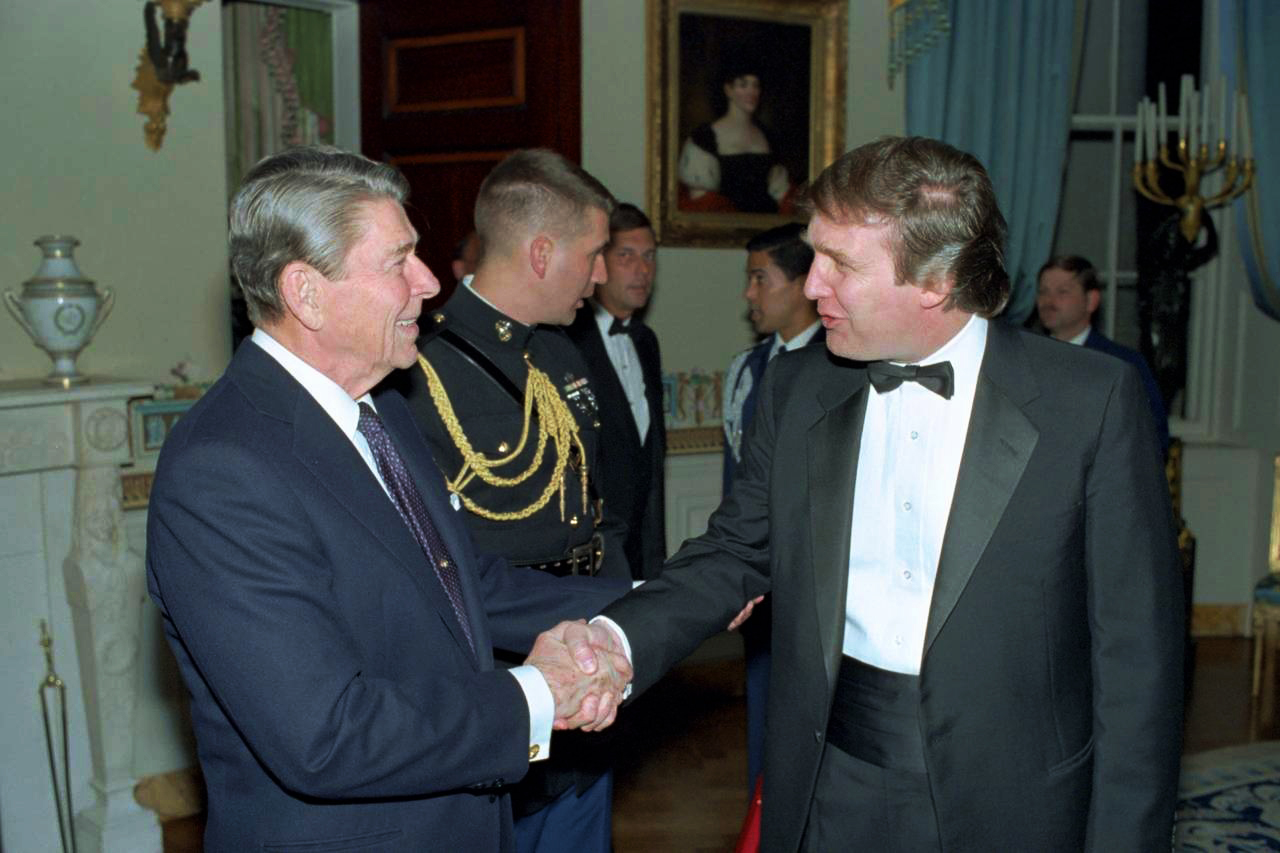
Incontro con il presidente Ronald Reagan alla Casa Bianca nel 1987

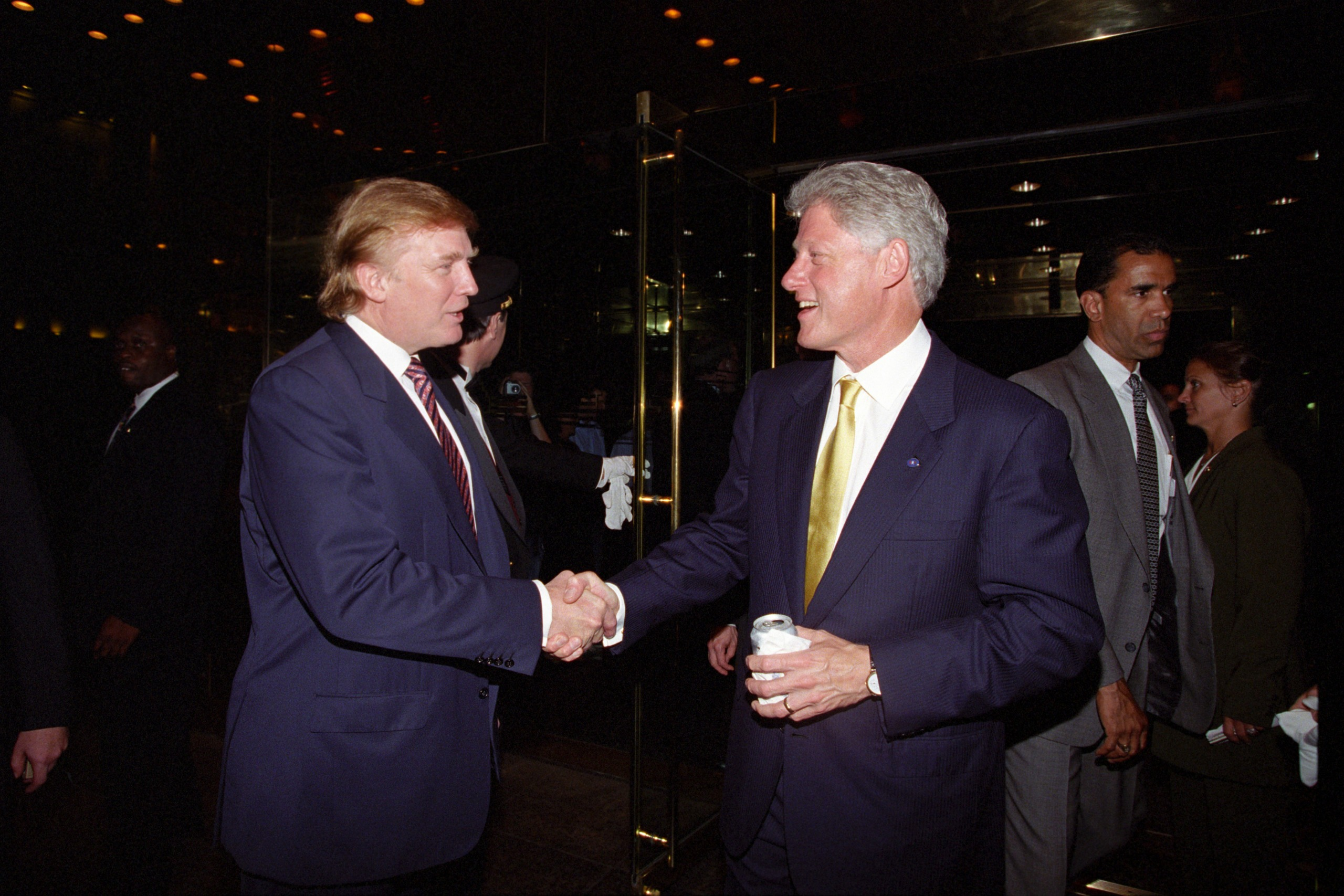
Trump con il presidente Bill Clinton alla Trump Tower nel 2000

Anche se l'affiliazione politica di Trump prima del 1987 rimane tuttora poco chiara, è certo che Trump fu tra i primi sostenitori del repubblicano Ronald Reagan nella sua corsa alla presidenza della Casa Bianca sul finire degli anni settanta. Dal 1987 si schierò coi repubblicani. Nel 1999 Trump passò al Partito Riformista per tre anni, ma lo lasciò nel 2001 per scontri con David Duke, Pat Buchanan, Lenora Fulani e col partito stesso. Nel 2000 i mezzi di comunicazione di massa statunitensi ipotizzarono una possibile candidatura di Trump alla presidenza degli Stati Uniti per il Partito della Riforma (che nella tornata elettorale precedente aveva candidato il miliardario texano Ross Perot, già candidato indipendente nel 1992) alle presidenziali del 2000: invece la candidatura del partito andò a Pat Buchanan (in corsa con Ezola B. Foster come suo vice).
Dal 2001 al 2008 si dimostrò favorevole ai democratici; tuttavia nel 2008 appoggiò il repubblicano John McCain alla carica di presidente, tesserandosi tra i repubblicani nel 2009. Nel dicembre 2011 Trump divenne indipendente per cinque mesi, per poi tornare nelle file del Partito Repubblicano dove si trova tuttora.
Trump ha comunque sempre contribuito alle campagne presidenziali repubblicane o democratiche a seconda dei periodi e delle affiliazioni del momento, appoggiando sei presidenti democratici e quattro repubblicani.
Dopo il 2011 i suoi contributi si sono in gran parte orientati verso i repubblicani.
Nel febbraio 2012 Trump sostenne il repubblicano Mitt Romney nella corsa alla Casa Bianca.
Nel 2015, quando gli venne chiesto quale dei presidenti recenti fosse il suo preferito, Trump spiazzò tutti manifestando simpatia per il democratico Bill Clinton.
Nella puntata del 17 settembre 2008 del Larry King Live Trump ha ufficialmente dato il suo appoggio al senatore repubblicano John McCain in occasione delle presidenziali del 2008.
Il 4 ottobre 2010 Trump dichiarò ad American Morning (trasmissione televisiva mattutina di successo della CNN) che egli stava seriamente considerando la possibilità di candidarsi per la Casa Bianca nel 2012 per i repubblicani.

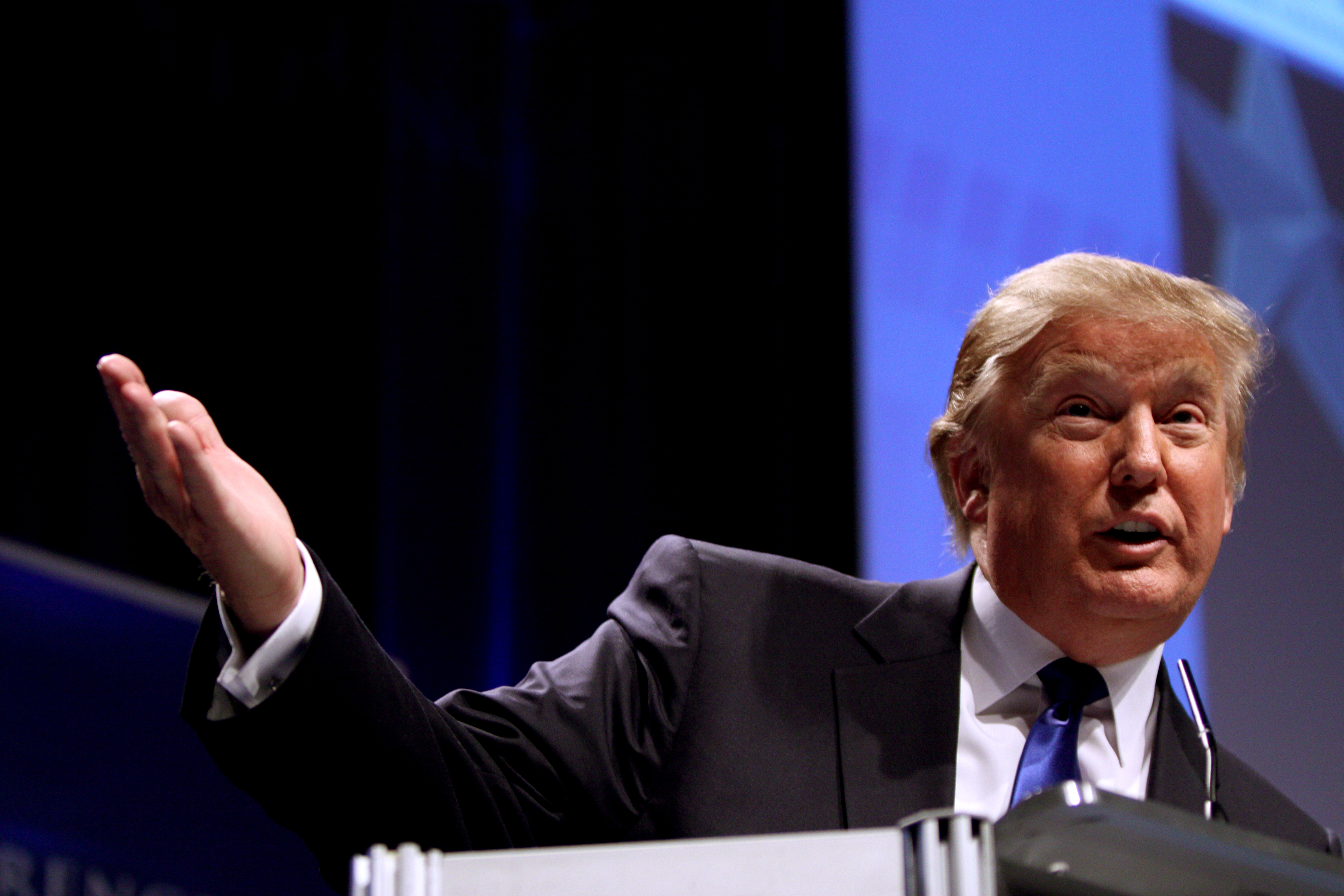
Trump parla alla Conservative Political Action Conference nel 2011

Il 10 febbraio 2011 Trump ha tenuto un discorso presso la Conservative Political Action Conference in cui ha espresso le proprie posizioni politiche e si è principalmente dichiarato come:
- contrario a qualunque provvedimento di innalzamento della pressione tributaria
- contrario al controllo delle armi (quindi favorevole alle tesi propagandate dalla NRA)
- contrario agli aiuti internazionali
- contrario all'Obamacare (quindi favorevole alla sua abolizione e di conseguenza alla sua sostituzione con una nuova legge)
- favorevole all'idea che la Cina comunista dovrebbe essere trattata dagli Stati Uniti d'America come un nemico e quindi sottoposta a pesanti dazi all'importazione[181]

Il 16 maggio 2011 Trump ha annunciato che non si sarebbe offerto per la candidatura repubblicana nelle elezioni americane del 2012, "non essendo pronto a lasciare il settore privato", mentre pare che la decisione sia stata presa a seguito di un clamoroso flop nei sondaggi: il 71% dei cittadini statunitensi ritennero Trump "inadeguato come presidente". Agli inizi di febbraio 2012 Trump ha dichiarato il proprio sostegno al candidato ultraconservatore Newt Gingrich contro Mitt Romney nelle primarie repubblicane.

Logo della campagna di Trump e Pence 2016

### Elezioni presidenziali del 2016

#### Elezioni primarie

Trump è stato il primo candidato alla presidenza repubblicana a vincere in Pennsylvania, Michigan e Wisconsin, a partire dal 1980

Il 16 giugno 2015 Trump ha annunciato formalmente la propria candidatura alle presidenziali del 2016 con un evento a New York nella sua Trump Tower nel quale ha attaccato il presidente Obama, il pericolo crescente rappresentato dal terrorismo islamico e dalla forza economica cinese, affermando che gli Stati Uniti hanno bisogno di un vero leader per ritornare grande (Make America Great Again è appunto il motto della sua campagna elettorale).
Entrando così nella campagna per la nomination alla presidenza contro altri 16 candidati repubblicani, la più grande campagna presidenziale nella storia americana, Trump ha partecipato a undici dei dodici dibattiti sulla nomina per il presidente del partito repubblicano, saltando l'ultimo dibattito prima del voto delle primarie. Il procedimento è stato seguito da un folto pubblico televisivo, che ha aumentato notevolmente la visibilità della campagna di Trump.
Nei caucus in Iowa del 1º febbraio 2016 Trump si è collocato al secondo posto col 24% di voti; il 9 febbraio nel New Hampshire ha ottenuto la prima vittoria col 35,3% di voti; il 20 febbraio ha conseguito il 32,5% di voti vincendo le primarie della Carolina del Sud, a cui è seguita il 23 febbraio la netta vittoria ai caucus del Nevada col 45,9%. Nel Supermartedì del 1º marzo, dove votano gli Stati, Trump si è aggiudicato sette primarie: Alabama, Georgia, Tennessee, Arkansas, Virginia, Vermont e Massachusetts. Nel secondo Supermartedì dell'8 marzo ha vinto le primarie in Mississippi (47,3%), Michigan (36,5%) e i caucus alle Hawaii (42,4%), mentre è arrivato secondo ai caucus in Idaho (28,1%).
Il 26 maggio Trump si è aggiudicato ufficialmente le primarie repubblicane, conquistando i delegati necessari per la nomination alla Casa Bianca. Trump è stato il candidato più votato della storia del Partito Repubblicano con tredici milioni e quattrocentoseimila voti, battendo il precedente primato di Bush che nelle primarie del 2000 aveva ottenuto dodici milioni di voti.

#### Campagna elettorale
Dopo essere diventato il presumibile candidato del partito repubblicano, Trump si dedicò alle elezioni generali, invitando gli elettori che avevano votato alle primarie di "salvare il loro voto nelle elezioni generali". Trump si è concentrato su Hillary Clinton, che nel frattempo era diventata il candidato del Partito Democratico il 6 giugno 2016, e ha esteso la campagna in tutto il paese. Un mese prima della Convention Nazionale Repubblicana, fu sventato un tentativo di assassinio di Trump, durante uno degli incontri a Las Vegas, dove un cittadino britannico di 20 anni, certo Michael Steven Sandford, che viveva illegalmente negli Stati Uniti, tentò di sottrarre la rivoltella a un agente della Polizia Metropolitana di Las Vegas per utilizzarla contro Trump.
Hillary Clinton aveva avuto un significativo vantaggio nei sondaggi nazionali e nella maggior parte dell'anno 2016. Ai primi di luglio, l'avanzata di Hillary Clinton scese nei sondaggi nazionali a causa dell'annunciata riapertura delle indagini da parte dell'FBI sulla controversia riguardante l'uso della posta elettronica come Segretario di Stato durante la prima Presidenza di Barack Obama. Il Direttore dell'FBI James Comey, ha concluso che Hillary Clinton aveva avuto una "grave colpa" nella gestione dei documenti, classificati come governativi.
Il 15 luglio 2016 Trump ha annunciato, dopo aver valutato per lo stesso ruolo il già Speaker della Camera Newt Gingrich e il Governatore del New Jersey, che il governatore dell'Indiana, Mike Pence sarebbe stato il candidato alla vice-presidenza degli Stati Uniti: Trump e Pence sono stati ufficialmente nominati dal partito repubblicano il 19 luglio 2016 nella Convention Nazionale Repubblicana. L'elenco dei relatori e partecipanti al convegno comprendeva l'ex candidato presidenziale Bob Dole, ma altri candidati nominati in precedenza non hanno partecipato al convegno, anche se John McCain aveva sostenuto Trump prima della Convention.
Due giorni dopo, Trump ha accettato ufficialmente la candidatura in un discorso di 76 minuti ispirato al discorso di Richard Nixon del 1968, nel quale Nixon accettava la candidatura presidenziale. Al discorso di, lunghezza senza precedenti da parte Trump, hanno assistito quasi 35 milioni di persone ed è stato valutato con diverse reazioni, prevalentemente negative da parte degli spettatori, secondo i sondaggi della televisione CNN e dell'Istituto di sondaggi Gallup.
Alla fine di luglio, Trump si è avvicinato alla Clinton nei sondaggi nazionali a causa dell'aumento di 3-4 punti percentuali di sostegno dopo la Convention Nazionale del Partito Repubblicano, secondo l'aumento medio della popolarità dei candidati dopo le convention del 2004, anche se questo aumento era piccolo per gli standard storici. L'aumento del 7% nel sostegno popolare a Hillary Clinton, come la Convenzione Nazionale del Partito Democratico, ha aumentato significativamente il distacco fra i candidati nei sondaggi nazionali dei primi di agosto.

#### Dibattito presidenziale

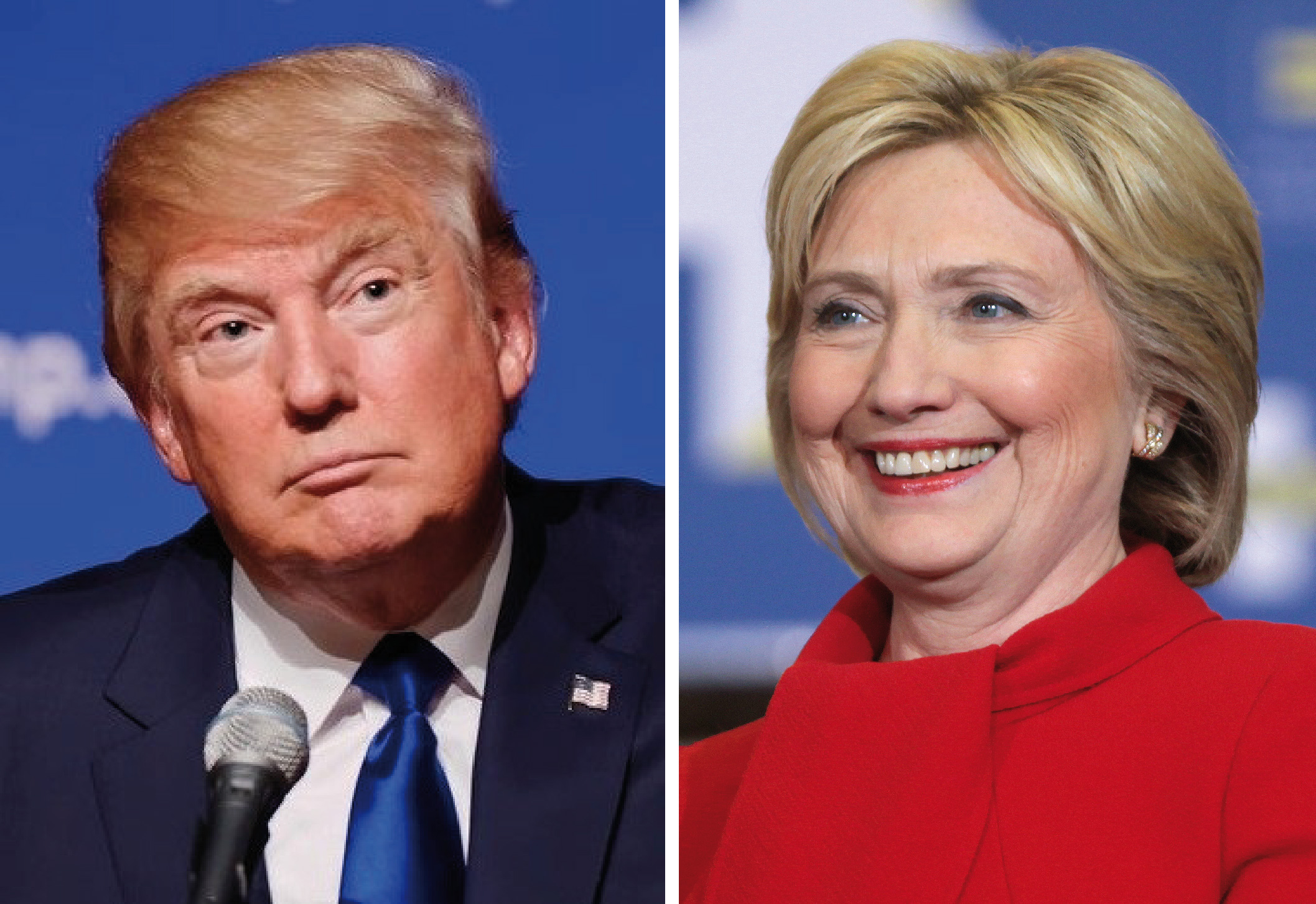
Donald Trump e Hillary Clinton.

Il 26 settembre 2016, Donald Trump e Hillary Clinton si sono scontrati nel primo dibattito presidenziale alla Hofstra University di Hempstead. Il moderatore è stato Lester Holt, giornalista televisivo di NBC News. Questo è stato il dibattito presidenziale cui ha assistito il maggior numero di telespettatori nella storia degli Stati Uniti.
Il secondo dibattito presidenziale ha avuto luogo il 9 ottobre alla Università Washington di Saint Louis a Missouri City. I discorsi iniziali in questo dibattito hanno visto prevalere Trump con il record di commenti indecenti sulle donne (vedi sotto) e contro le accuse mosse sugli scandali sessuali di Bill Clinton. Prima di questo dibattito Trump ha tenuto una conferenza stampa alla quale sono state invitate quattro donne, che hanno accusato l'ex presidente Bill Clinton di molestie sessuali.
Il dibattito presidenziale finale si è tenuto il 19 ottobre 2016 presso l'Università del Nevada a Las Vegas. Il rifiuto di Trump di dire se, in caso di sconfitta, avrebbe accettato il risultato delle elezioni presidenziali ha attirato l'attenzione da parte dei media.

#### Vittoria alle elezioni presidenziali
Dopo una campagna elettorale segnata da toni molto aspri, smentendo gran parte delle previsioni il 9 novembre 2016 Donald Trump è diventato presidente eletto ottenendo il voto della maggioranza, e precisamente di 304, dei 538 grandi elettori che compongono il Collegio elettorale (numero inferiore a quelli ottenuti dal predecessore democratico Barack Obama nelle due precedenti elezioni, ma superiore a quelli del repubblicano George W. Bush nel 2000 e nel 2004). Hillary Clinton è stata invece la più votata a livello popolare, con quasi tre milioni di preferenze in più dell'avversario. Per la quinta volta nella storia degli Stati Uniti e per la seconda volta dal 2000 il candidato più votato non ha coinciso con il vincitore delle elezioni.

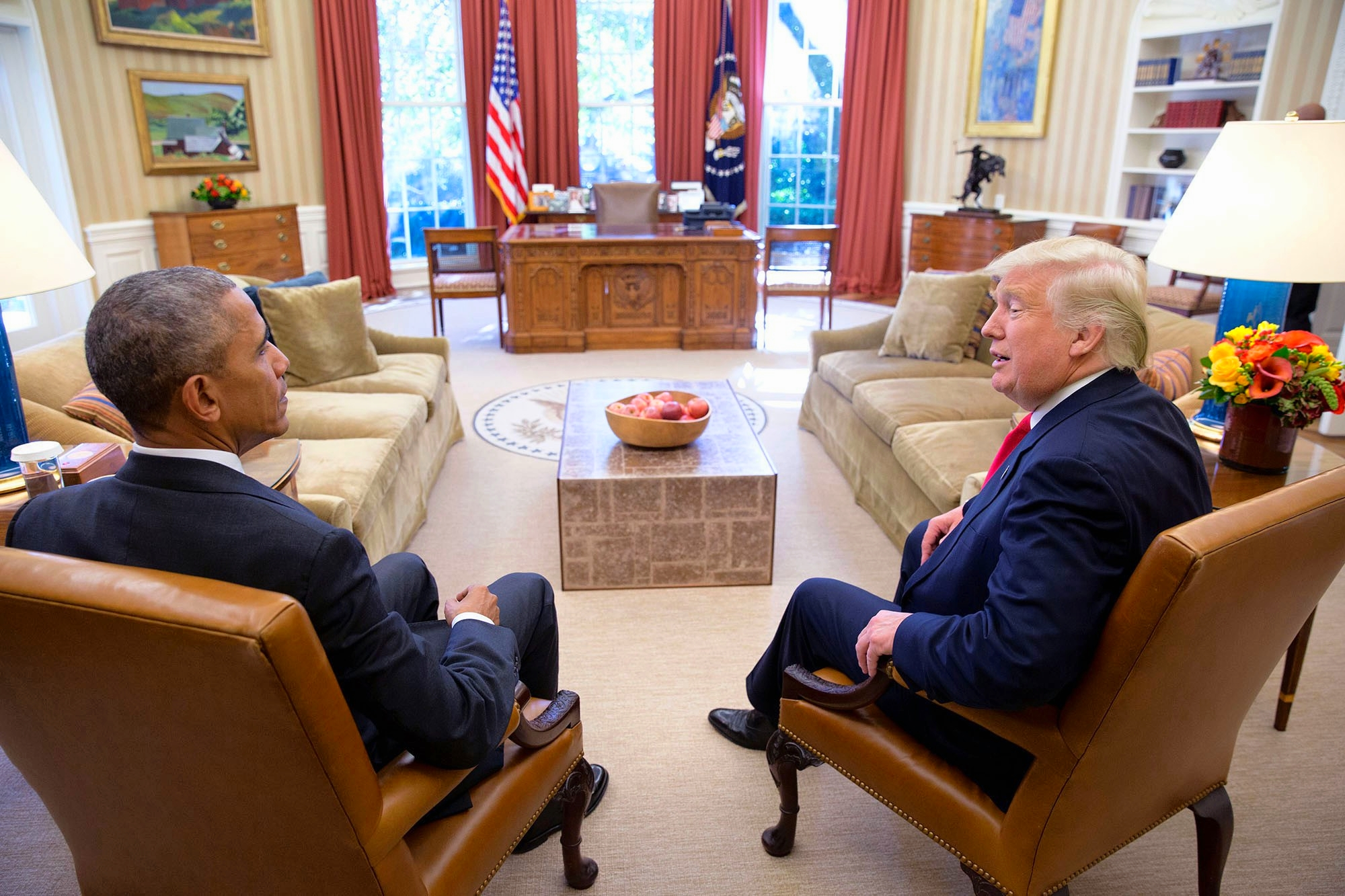
Il Presidente eletto Donald J. Trump con il Presidente uscente Barack Obama

Quando i cittadini, concedendogli il loro voto, lo hanno eletto presidente in novembre, Trump ha stabilito cinque primati, concretizzati il 20 gennaio 2017 all'inizio del mandato:
- primo presidente a non aver mai ricoperto in precedenza una carica politica, amministrativa o ad aver militato nelle forze armate statunitensi;
- primo presidente sostenuto dalla maggioranza di membri eletti, in Congresso e Senato, del suo stesso partito all'inizio del suo mandato presidenziale;
- primo presidente che rifiuta lo stipendio statale all'inizio del suo mandato presidenziale;
- presidente più vecchio, avendo superato i settant'anni di età al momento dell'elezione;
- presidente più ricco per patrimonio finanziario personale.

#### Proteste

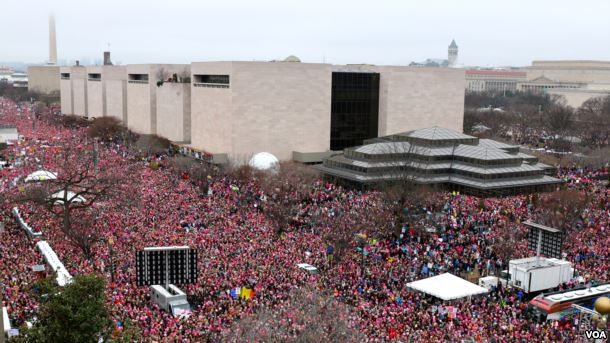
Marcia delle donne a Washington

La vittoria di Trump ha scatenato le proteste negli Stati Uniti e in tutto il mondo. I democratici in fila con altri avversari di Trump sono scesi in strada per amplificare la loro opposizione alle idee di Trump e condannare le sue dichiarazioni infiammatorie. Essi hanno sostenuto che la vittoria di Hillary Clinton nel voto popolare dimostra che Trump non è davvero un presidente democraticamente eletto e deve essere considerato un presidente illegittimo. Trump inizialmente ha detto su Twitter che le proteste sono state causate da "manifestanti professionali incitati dai media" e sono stati "sleali", ma più tardi ha detto che ammirava la loro passione per il paese. Al contrario, della rielezione di Obama come presidente nel 2012, Trump ha scritto su Twitter "Non possiamo lasciare che questo accada. Dobbiamo marciare su Washington e porre fine a questa presa in giro. La nostra nazione è completamente divisa!".
Sabato, il giorno dopo la solenne inaugurazione di Trump, ci furono manifestazioni di massa negli Stati Uniti e in tutto il mondo, dove i manifestanti hanno protestato contro Trump; un totale di circa 2 600 000 persone hanno partecipato alla marcia delle donne in tutto il mondo. L'insieme più notevole delle donne hanno marciato a Washington, in cui più di 500 000 persone hanno protestato contro il presidente Donald Trump. A questa marcia hanno partecipato molte celebrità. Il numero di donne e contestatori che hanno marciato è stato tre volte di più che il numero di persone che hanno partecipato al discorso inaugurale di Trump, secondo un gruppo di scienziati della Manchester Metropolitan University.

## Prima presidenza (2017-2021)

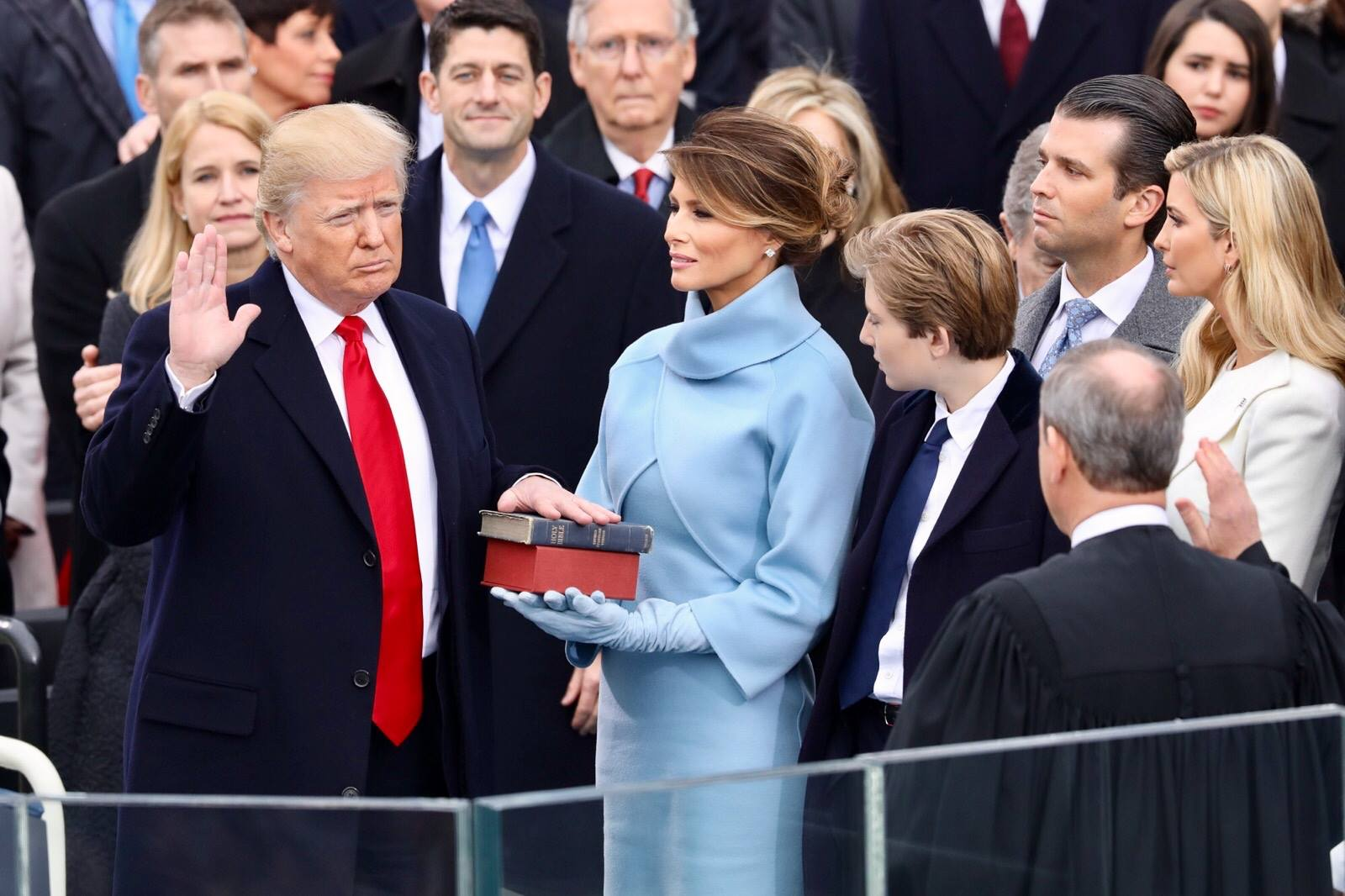
Giuramento da presidente degli Stati Uniti di Donald Trump il 20 gennaio 2017; la Bibbia su cui giura è sostenuta dalla moglie Melania

Il 20 gennaio 2017, con la cerimonia di insediamento presso il Campidoglio, sede del Congresso, Donald Trump è diventato il 45º Presidente degli Stati Uniti d'America. Il suo primo discorso da presidente è stato fortemente improntato a tematiche autarchiche, isolazioniste e patriottiche. Il giorno seguente si è svolta la Women's March, una marcia contro Trump a cui hanno partecipato più di mezzo milione di persone. Secondo alcuni sondaggi condotti tra storici e politologi americani, Trump sarebbe uno dei peggiori presidenti della storia statunitense.

### Primi 100 giorni

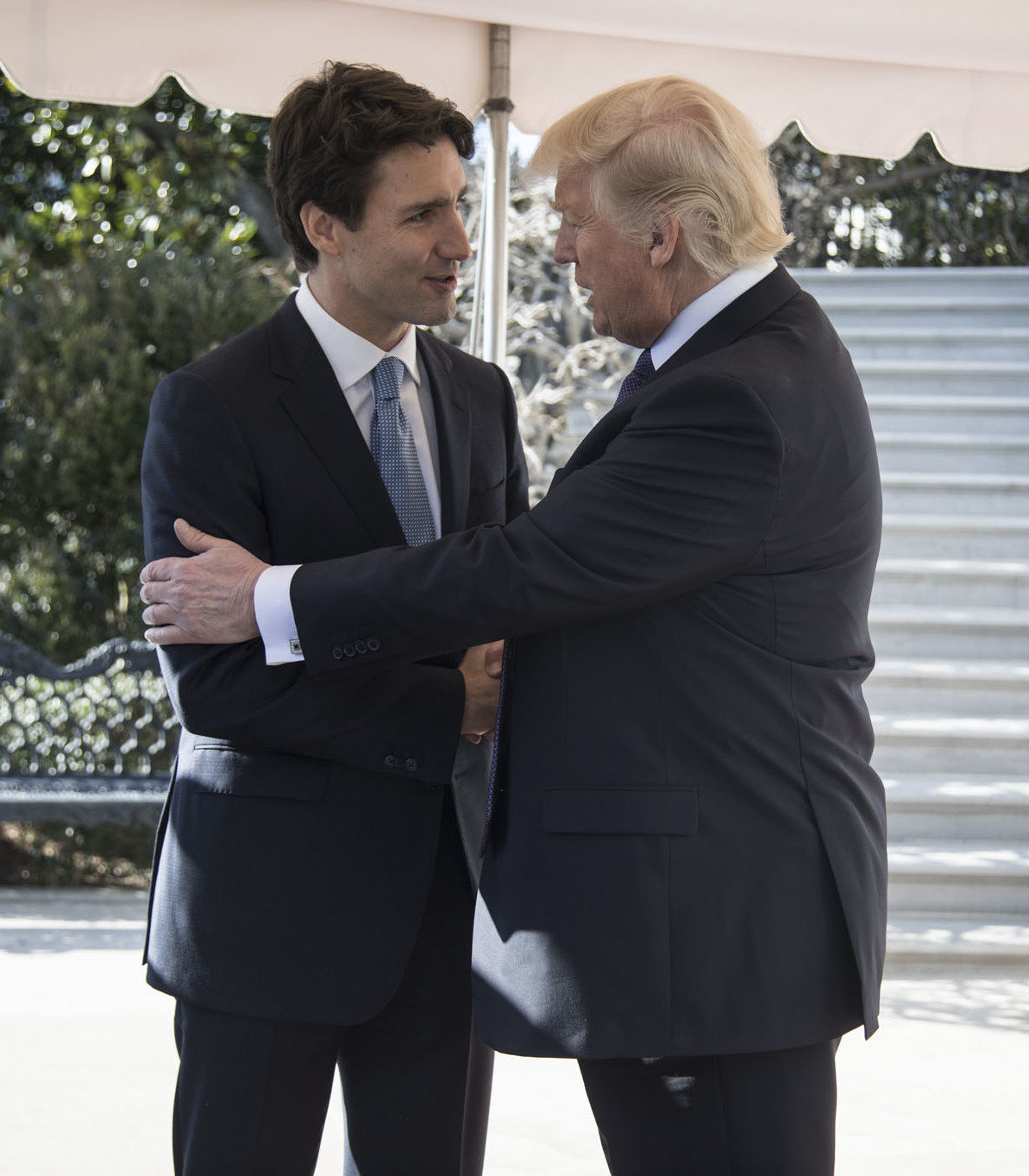
Trump e il Primo ministro canadese Justin Trudeau, il 13 febbraio 2017

Nella sua prima settimana come presidente, Trump ha firmato sei ordini esecutivi. Il suo primo ordine come presidente ha stabilito procedure interinali in attesa di abrogare la legge sulla protezione del paziente e la cura conveniente (Obamacare). Quella stessa settimana, Trump ha ritirato gli Stati Uniti dal Partenariato Trans-Pacifico, ha riaperto i progetti di costruzione di Keystone XL e Dakota Access Pipeline e ha firmato un ordine esecutivo per incominciare la progettazione e la costruzione lungo il confine con il Messico di un muro e rafforzare la sicurezza delle frontiere. Ha, inoltre, promulgato un decreto di congelamento delle assunzioni nell'amministrazione federale.
Il 31 gennaio, Trump ha nominato il magistrato Neil Gorsuch giudice degli Stati Uniti per coprire il posto vacante nella Corte Suprema dalla morte di Antonin Scalia. Il Senato ha confermato la nomina il 7 aprile, con un voto di 54-45.

#### Ordini sull'immigrazione

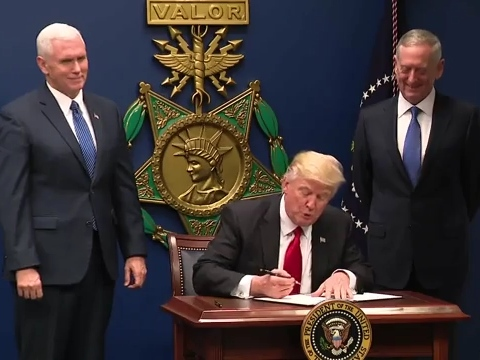
Trump firma l'Ordine esecutivo 13769 al Pentagono con il Vice Presidente Mike Pence e il Segretario della Difesa James Mattis, il 27 gennaio 2017

Il 27 gennaio, il presidente Trump ha firmato un ordine esecutivo che ha sospeso l'ammissione di rifugiati per 120 giorni e ha negato l'accesso ai cittadini dell'Iraq, Iran, Libia, Somalia, Sudan, Siria e Yemen per 90 giorni, citando preoccupazioni di sicurezza sul terrorismo. L'ordine, che è entrato in vigore immediatamente, ha causato caos in molti aeroporti, in quanto i viaggiatori sono stati arrestati all'arrivo negli Stati Uniti o è stato impedito loro di imbarcarsi sugli aerei statunitensi. Il giorno seguente, migliaia di manifestanti si sono riuniti negli aeroporti e in altre località di tutto il mondo per protestare contro la firma dell'ordine e della detenzione di cittadini stranieri. L'amministrazione ha poi chiarito che i visitatori con una carta verde erano esenti dal divieto. Sono state immediatamente depositate molteplici controversie legali e il 5 febbraio un tribunale federale ha impedito l'esecuzione di importanti disposizioni dell'ordine.
Il 6 marzo 2017, Trump ha emesso un ordine esecutivo rivisto che, tra le altre differenze con l'ordine originale, ha esentato i cittadini iracheni, i titolari di visti e i residenti permanenti dalla sospensione temporanea e non ha differenziato i profughi siriani dai rifugiati provenienti da altri paesi. Un tribunale federale ha bloccato l'ordine prima che entrasse in vigore. Il 26 giugno 2017 la Corte Suprema ha consentito l'esecuzione parziale dell'ordine esecutivo e ha previsto un'audizione completa per l'ottobre 2017.

#### Licenziamento di James Comey
Il 9 maggio 2017, Trump ha licenziato il direttore dell'FBI James Comey. Ha attribuito l'azione alle raccomandazioni del Procuratore Generale Jeff Sessions e del Vice AG Rod Rosenstein, che ha criticato il comportamento di Comey nell'indagine sulle e-mail di Hillary Clinton. L'11 maggio, Trump dichiarò di essere preoccupato per la "cosa in Russia" in corso. e che avrebbe voluto silurare Comey prima.
Secondo un comunicato di Comey di una conversazione privata del 14 febbraio 2017, Trump disse che "sperava" che Comey limitasse l'inchiesta su Michael Flynn, che era stato costretto a dimettersi come consigliere per la sicurezza nazionale dopo che si scoprì che aveva ingannato il vice presidente sugli scambi avuti con l'ambasciatore russo Sergey Kislyak. Per Trump, queste indagini danneggiavano la sua presidenza, per cui chiese a Comey di dichiarare l'assenza di inchieste sul presidente. Chiese anche al DNI Dan Coats e al direttore della NSA Michael Rogers di pubblicare dichiarazioni che affermassero la non esistenza di prove che la sua campagna si sia concordata con la Russia durante le elezioni del 2016. Entrambi rifiutarono, considerando questa una richiesta inadeguata, anche se non illegale.
Comey ha testimoniato l'8 giugno che mentre era direttore, le indagini dell'FBI non erano su Trump stesso. ABC News ha successivamente segnalato che il consulente speciale stava raccogliendo informazioni preliminari su un possibile intralcio alla giustizia da parte di Trump, ma non ha avviato un'indagine su vasta scala.
Trump attirò l'attenzione per aver implicato di avere "nastri" di conversazioni con Comey, prima di negare l'esistenza di tali nastri.

### Politica interna

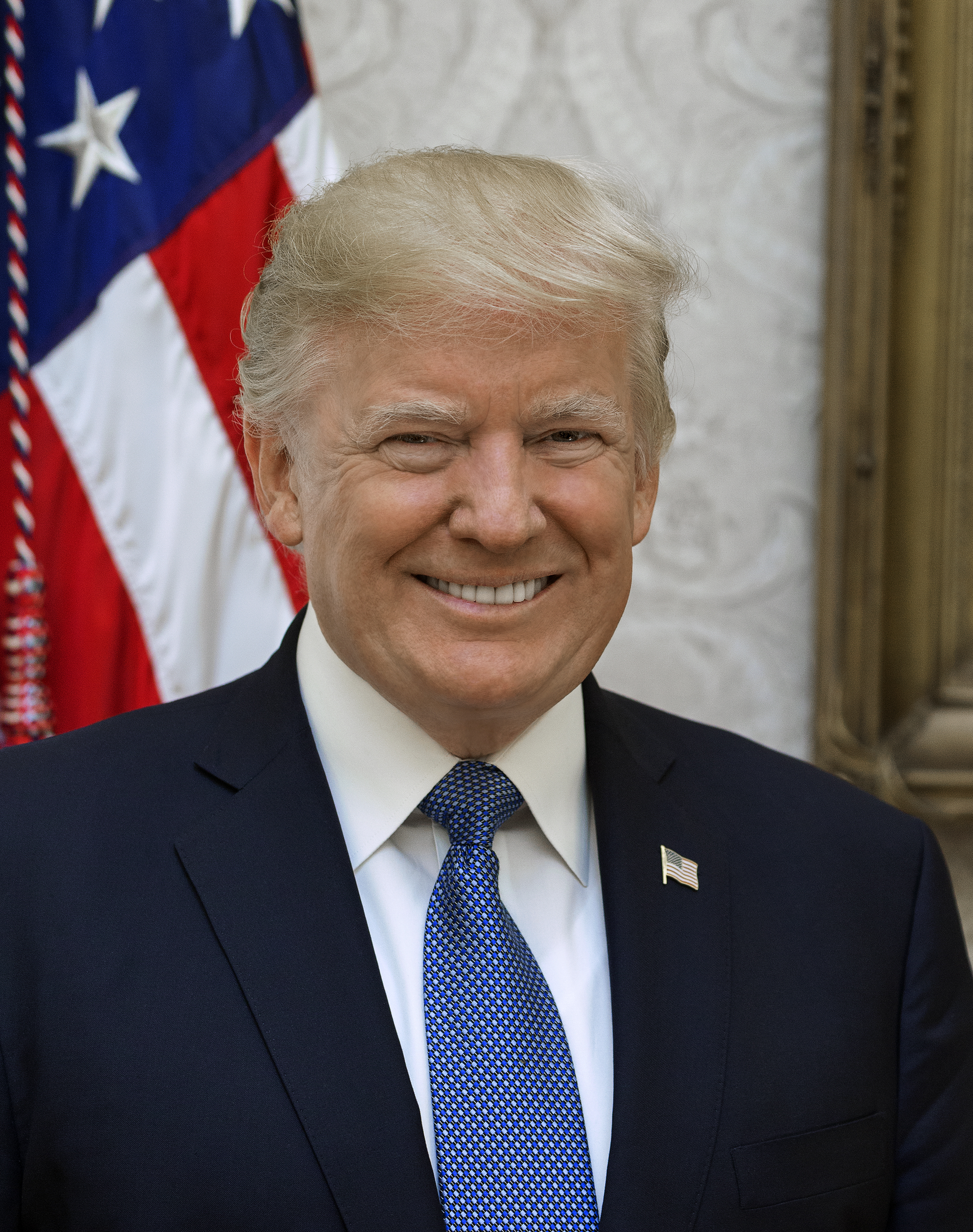
Ritratto ufficiale della prima presidenza Trump, 2017

#### Energia
La politica energetica di Trump sostiene il sostegno industriale nazionale per le fonti energetiche fossili e rinnovabili, al fine di frenare la fiducia nel petrolio medio-orientale e forse trasformare gli Stati Uniti in un esportatore di energia netta. I suoi consiglieri nominati favoriscono un mercato energetico meno regolamentato e, poiché non considerano il cambiamento climatico una minaccia, non vedono necessità di un'azione immediata.

#### Cambiamento climatico
Trump non accetta il consenso scientifico sul cambiamento climatico. Nel 2012, ha affermato che il riscaldamento globale è stato un falso inventato dai cinesi, ma in seguito ha detto che stava scherzando. Ha definito l'Environmental Protection Agency (EPA) una "disgrazia" e ha minacciato di ridurre il proprio contributo al bilancio. Trump si è impegnato a eliminare il piano di energia pulita e a ritirarsi dall'accordo di Parigi siglato nella XXI Conferenza delle Parti dell'UNFCCC, che chiede riduzioni delle emissioni di carbonio in più di 170 paesi. Dopo aver ottenuto la presidenza, Trump ha dichiarato di avere "una mente aperta" verso l'accordo di Parigi ma il 1º giugno 2017 ha annunciato che gli Stati Uniti si ritireranno dall'accordo di Parigi, rendendo gli Stati Uniti l'unica nazione a non esserne membro.

#### Immigrazione

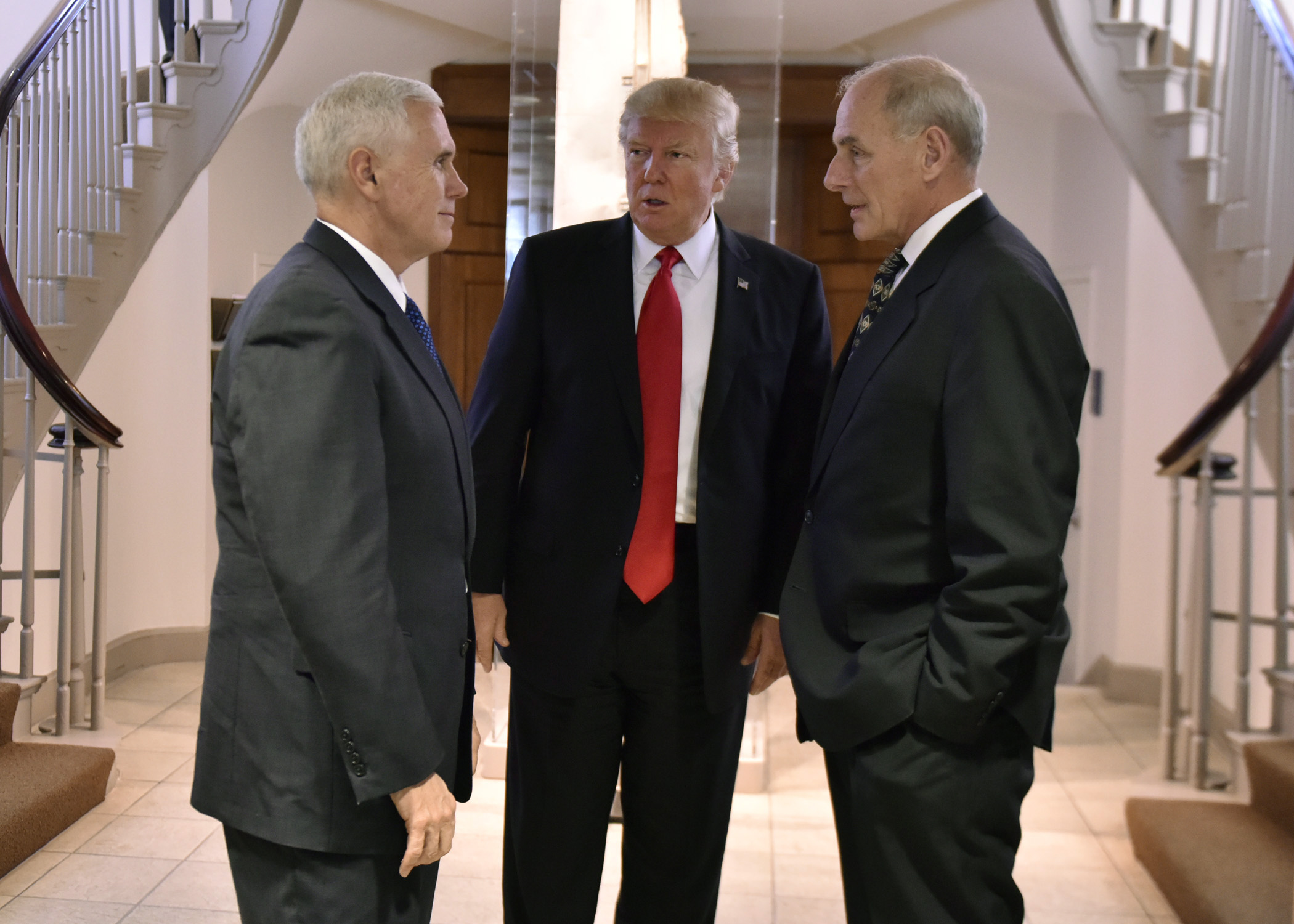
Trump durante una discussione con il Vice Presidente Mike Pence e il Segretario della Sicurezza Interna John F. Kelly (25 gennaio 2017)

Le politiche sull'immigrazione di Trump sono state discusse intensamente durante la campagna. Trump si è impegnato a costruire un muro più consistente sul confine tra Messico e Stati Uniti per impedire agli immigrati clandestini di oltrepassarlo, un muro il cui costo Trump ha promesso che verrà pagato dal Messico. Si è impegnato a riportare in patria massicci immigrati clandestini residenti negli Stati Uniti e ha criticato la cittadinanza data dai diritti di nascita, poiché crea "bambini-àncora" (Anchor babies, termine dispregiativo con il quale si indicano i bambini nati sul territorio degli Stati Uniti, e quindi cittadini americani in base al vigente jus soli, da madri che vi si trovano illegalmente, le quali sperano di ottenere la cittadinanza in quanto madri di cittadini americani). Ha affermato che nel mirino della deportazione ci saranno i criminali, coloro che hanno superato il tempo di permanenza previsto dai loro visti e altre "minacce alla sicurezza".
Dopo gli attentati di Parigi del novembre 2015, Trump ha presentato una proposta controversa per impedire totalmente ai cittadini musulmani di altri Paesi di entrare negli Stati Uniti fino a quando non potranno essere attuati sistemi di controllo più forti. Più tardi, nel 2016, egli affermò che il divieto si applicherebbe solo a persone provenienti da paesi con una "storia collaudata di terrorismo contro gli Stati Uniti o i suoi alleati", o paesi "compromessi con il terrorismo".

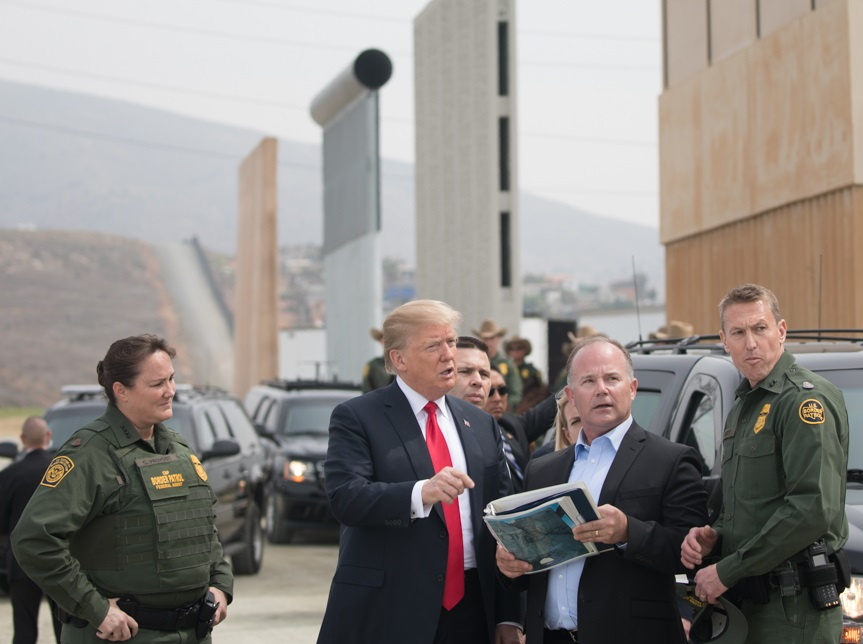
Donald Trump visita il muro di confine con il Messico di San Diego

Alla fine di gennaio 2017 Trump ha emesso un ordine esecutivo che vieta l'ammissione di immigrati provenienti da sette paesi prevalentemente musulmani. L'ordine è stato imposto senza preavviso e ha avuto effetto immediato. La confusione e le proteste hanno causato il caos in molti aeroporti. Molte contestazioni legali sono state presentate contro questa disposizione e un tribunale federale ha bloccato la sua attuazione. All'inizio di marzo del 2017 Trump ha emesso un ordine riveduto che ha escluso l'Iraq dai paesi in questione, ha concesso esenzioni specifiche per i residenti permanenti, ha rimosso le priorità per le minoranze religiose (ad esempio i rifugiati cristiani) e ha concesso una settimana per l'attuazione della disposizione di legge. Anche i tribunali federali hanno bloccato la sua attuazione. Il 26 giugno 2017, la Corte Suprema degli Stati Uniti ha smentito i tribunali di rango inferiore e ha permesso a una parte dell'ordine esecutivo di entrare in vigore. La Corte suprema ha dichiarato che il divieto di Trump per i visitatori provenienti dall'Iran, dalla Libia, dalla Somalia, dal Sudan, dalla Siria e dallo Yemen può essere applicato se questi visitatori non dispongono della "credibile affermazione di una buona relazione con una persona o un ente residente negli Stati Uniti". Il tribunale ha fissato una data a ottobre per discutere l'altra parte del divieto di ingresso, nella quale un individuo potrebbe rivendicare un rapporto buono con una persona o un ente negli Stati Uniti. Il divieto dovrebbe durare solo 120 giorni, il che potrebbe rendere l'intera applicazione vana, per cui alla data del mese di ottobre la sentenza potrebbe non avere più luogo.

#### Questioni sociali
Trump è conservatore, si descrive come un pro-vita e si oppone in genere all'aborto; sono previste eccezioni in caso di stupro, incesto e circostanze che compromettano la salute della madre. Ha affermato di essere impegnato nella nomina di giudici che tentano di rovesciare la sentenza di Roe vs. Wade.
Sostiene personalmente "il matrimonio tradizionale", ma considera la legalizzazione nazionale del matrimonio fra persone dello stesso sesso una questione "risolta". Nel 2019, durante il mese dell'orgoglio gay (LGBT Pride Month), si è espresso a favore della decriminalizzazione dell'omosessualità a livello mondiale, sostenendo il totale appoggio della sua amministrazione a tale scopo.
Trump sostiene un'estensiva interpretazione del secondo emendamento e afferma di essere contrario al controllo delle armi in generale, sebbene le sue vedute in merito siano mutate nel corso del tempo. Trump si oppone alla legalizzazione della marijuana per diletto ma sostiene quella per motivi medici. È favorevole alla pena capitale, e all'uso del waterboarding. Nel luglio 2020 l'amministrazione Trump, attraverso il suo Procuratore Generale William Pelham Barr e con l'avallo della Corte Suprema, ha dato nuovamente il via dopo diciassette anni di interruzione all'esecuzione delle condanne a morte dei detenuti destinati alla pena capitale da verdetti emessi dai tribunali federali

#### Assistenza sanitaria

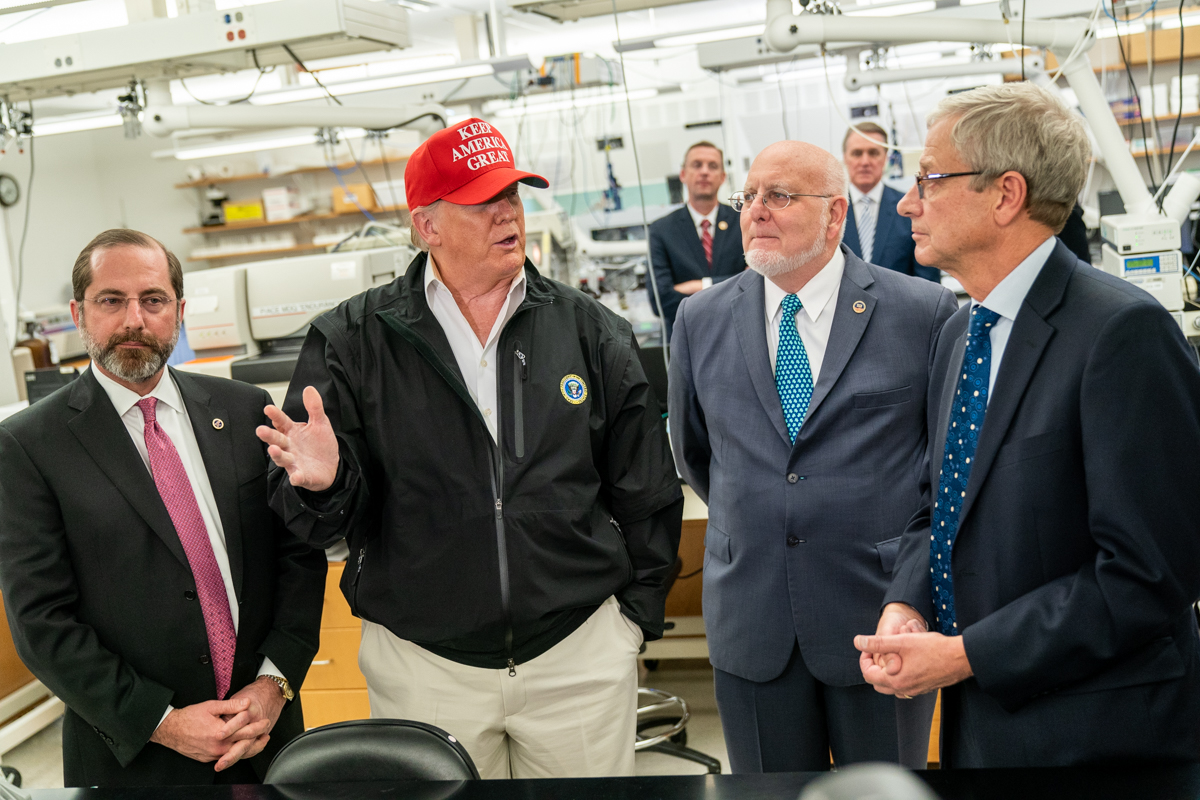
Donald Trump presso i Centri per il controllo e la prevenzione delle malattie

Nel 1999, Trump spiegò a Larry King Live che "crede nell'assistenza sanitaria per tutti"." Il libro di Trump, The America We Deserve, ha sostenuto fortemente un sistema sanitario, con un unico pagatore, basato sul modello canadese e ha espresso l'ammirazione per il Servizio sanitario nazionale scozzese.
Come candidato Trump ha ripetutamente promesso di abrogare e sostituire l'Obamacare. A partire dalla sua presidenza ha invitato il Congresso ad abrogarlo e sostituirlo. Nel maggio la Camera dei rappresentanti degli Stati Uniti ha votato per abrogare l'ACA. Tuttavia, in Senato ha provato per diversi mesi, ma non è stato in grado di far passare alcuna delle diverse versioni di una legge di abrogazione.
Trump mira a razionalizzare il Dipartimento degli Affari dei Veterani, velocizzare le liste di attesa e aggiornare le strutture pertinenti.

#### Istruzione

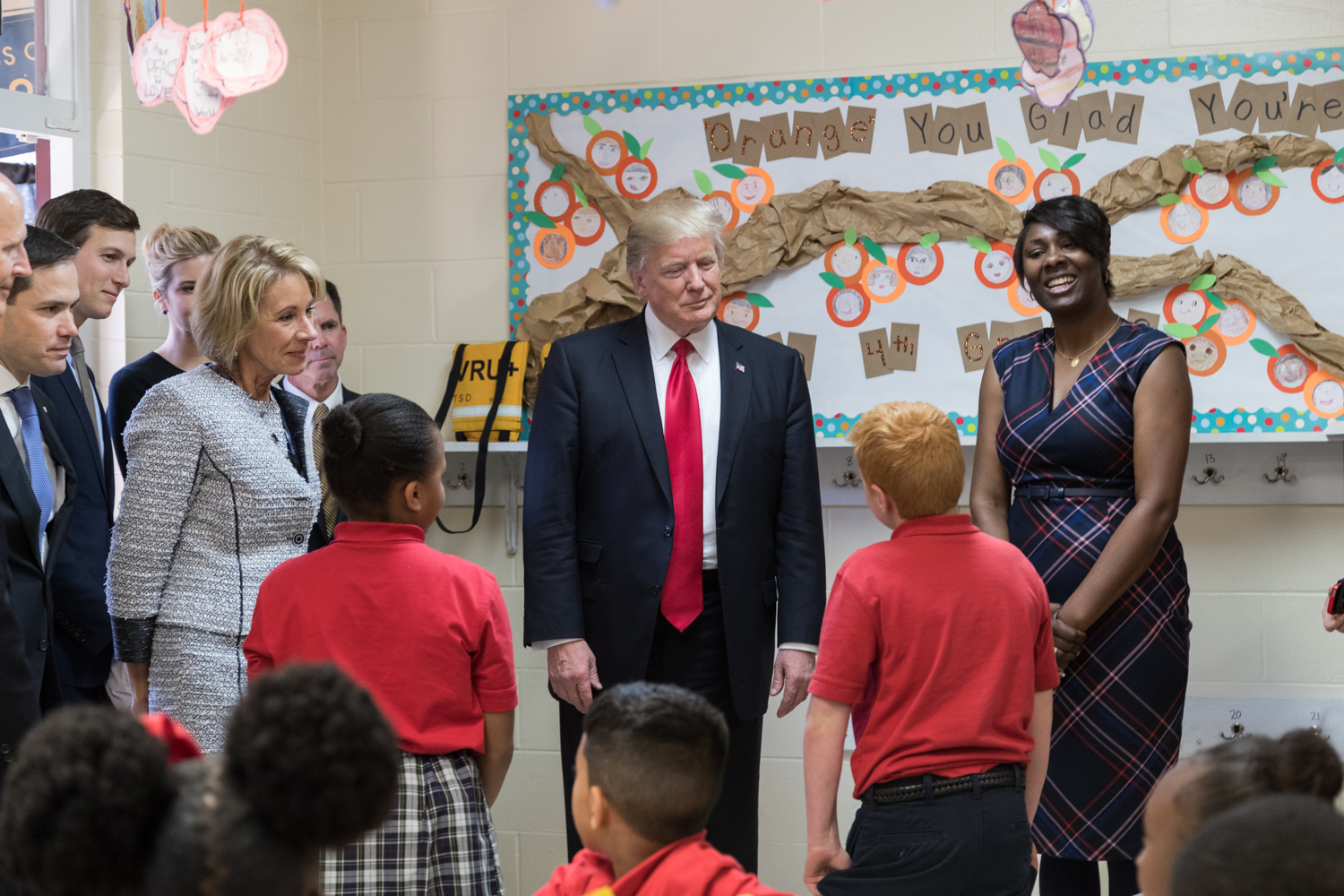
Il segretario dell'istruzione Betsy DeVos e il presidente Trump visitano la scuola cattolica di Sant'Andrea a Orlando, in Florida, il 3 marzo 2017

Trump ha dichiarato il suo sostegno alla scelta scolastica e al controllo locale per le scuole primarie e secondarie. Si oppone all'Iniziativa per le Norme Generali di Stato di Base per le scuole primarie e secondarie e ha definito il Common Core "un disastro" cui si deve porre termine. Ha affermato di voler abolire tutto o parte del Dipartimento dell'Istruzione.

#### Economia e commercio

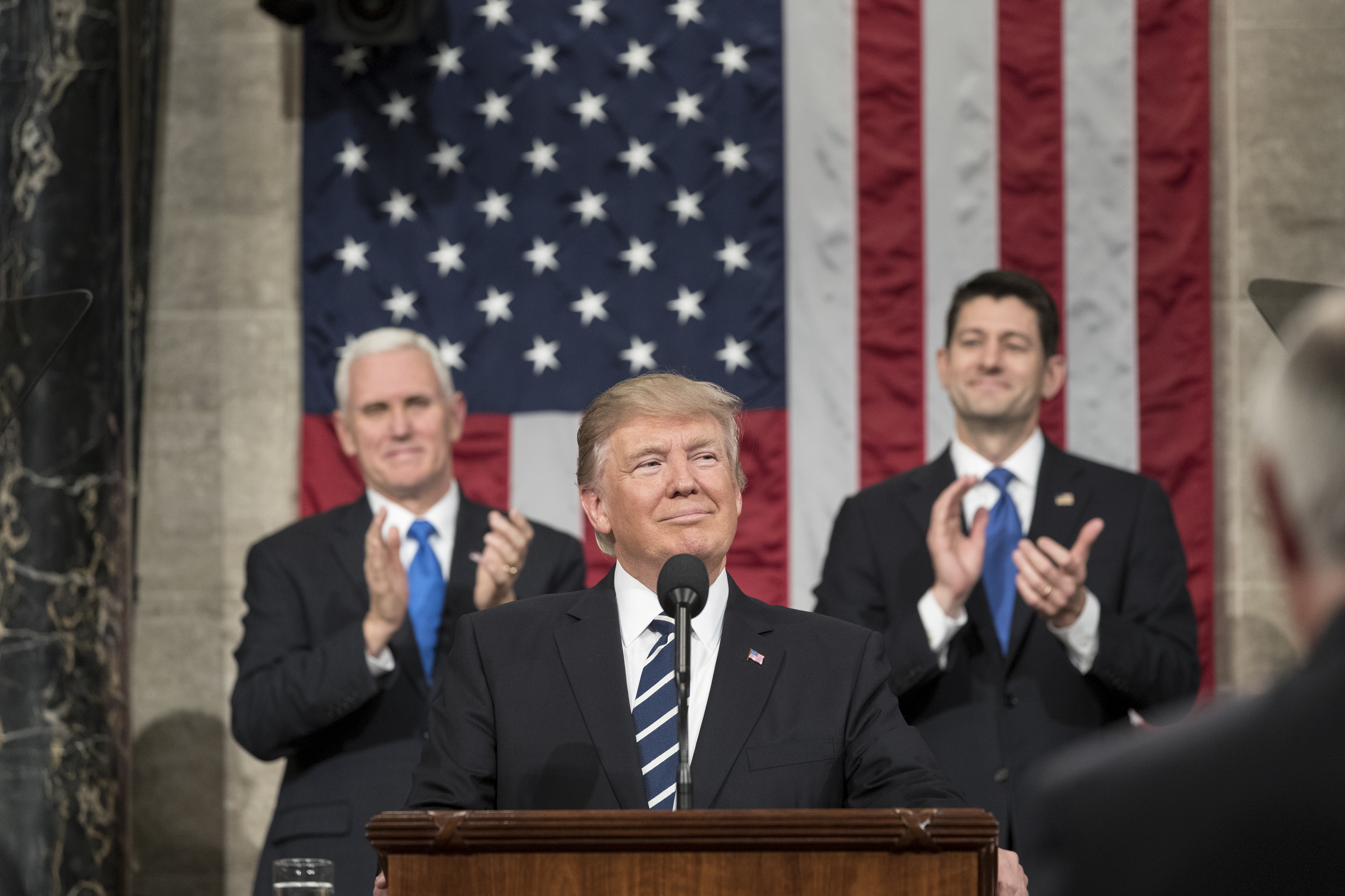
Donald Trump durante il suo discorso al Congresso degli Stati Uniti il 28 febbraio 2017

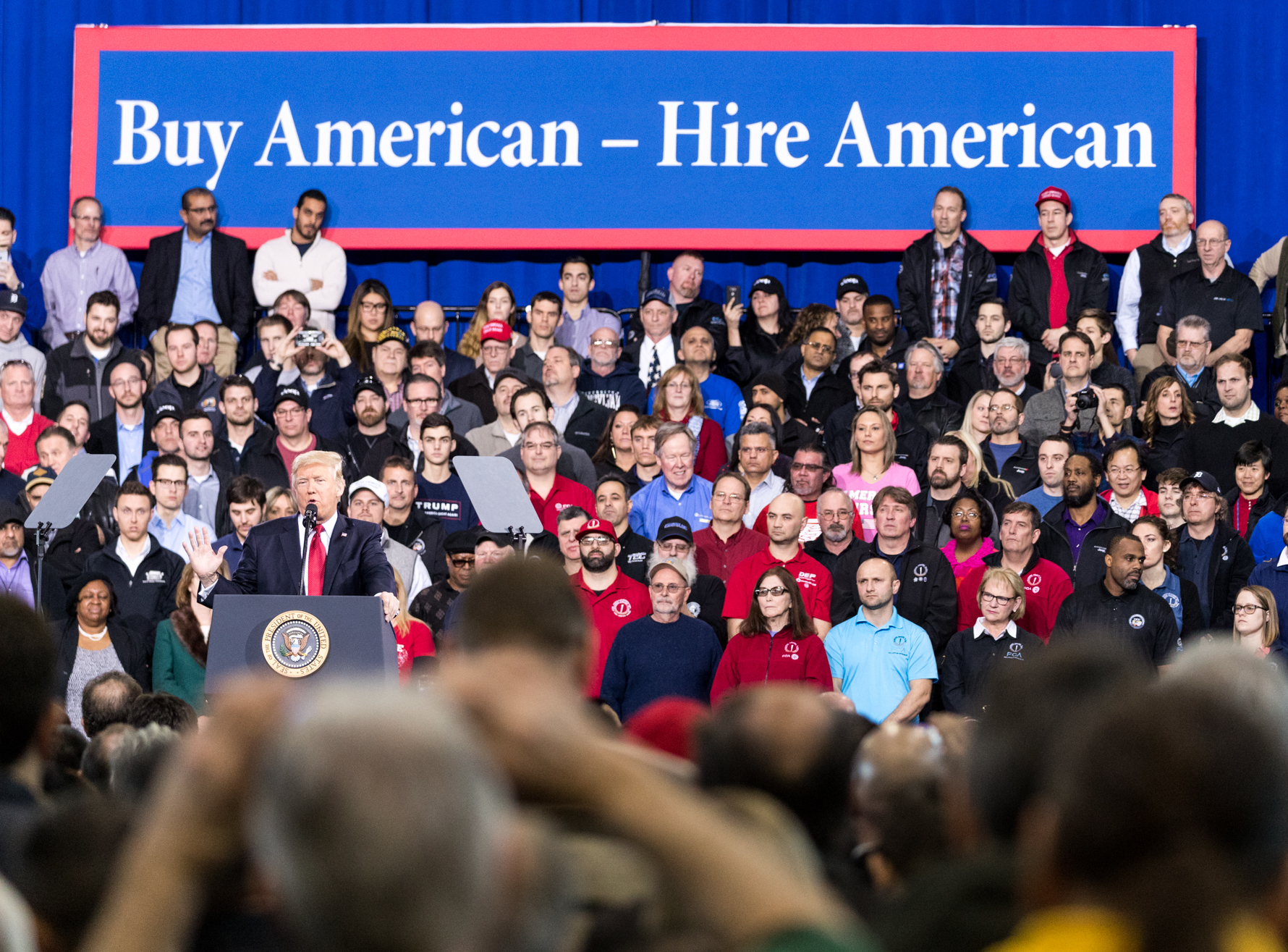
Trump parla ai lavoratori automobilistici del Michigan nel marzo 2017

Il piano fiscale della campagna di Trump prevedeva di livellare l'aliquota dell'imposta sul reddito fino al 15%, eliminando varie scappatoie e detrazioni commerciali e di ridurre il numero di scaglioni per l'imposta sul reddito: l'aliquota fiscale massima sarebbe diminuita dal 39,6% al 25%, verrebbe istituito un ampio, primo scaglione, ad "aliquota zero" e le alternative imposta minima e imposta sul patrimonio (che viene correntemente applicata a patrimoni superiori a 5.45 milioni di dollari o 10,9 milioni per coppia sposata) verrebbero eliminate. I suoi commenti sul salario minimo sono stati incoerenti.
Trump s'identifica come un "libero commerciante", ma dice che il commercio dev'essere "ragionevolmente giusto". È stato spesso chiamato "protezionista", per la sua critica al NAFTA, il partenariato Trans-Pacifico (TPP), e la sua proposta di aumentare le tariffe sulle esportazioni cinesi e messicane negli Stati Uniti in modo significativo. Ha anche criticato l'Organizzazione mondiale del commercio (OMC), minacciando di lasciarla, a meno che le tariffe proposte da lui non vengano accettate. Ha sostenuto l'uscita del Regno Unito dall'Unione europea e promesso al premier Boris Johnson di concludere un accordo commerciale bilaterale, dallo stesso definito vantaggioso e "buono per entrambe le parti".

##### La risposta alla crisi economica legata alla COVID-19

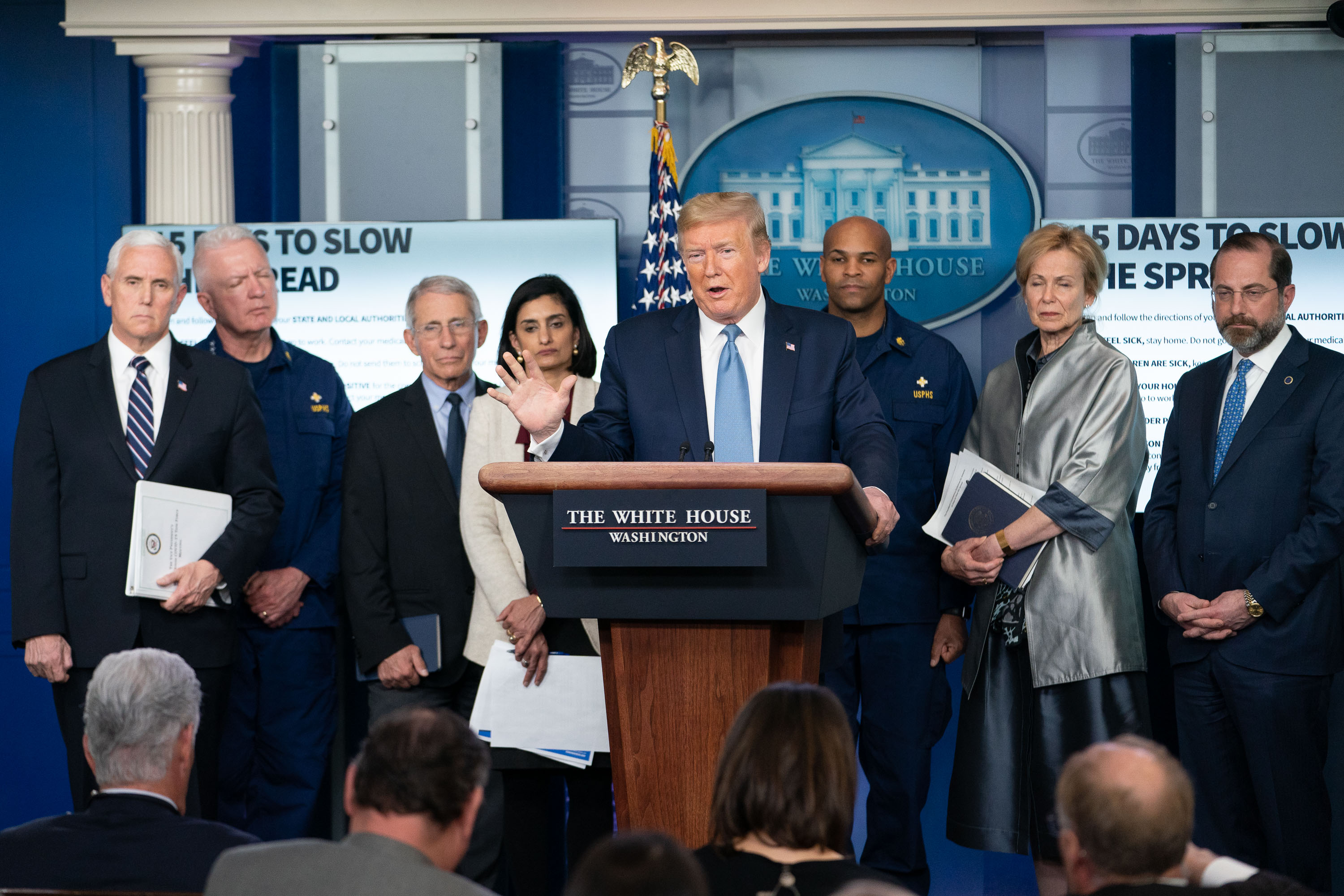
Conferenza stampa alla Casa Bianca della White House Coronavirus Task Force

Nel 2020, in occasione dell'arrivo della pandemia di COVID-19 negli Stati Uniti d'America, l'amministrazione Trump si è mossa per evitare che l'estensione del contagio e le necessarie misure di distanziamento sociale finalizzate al contenimento del coronavirus provocassero un crollo dell'economia statunitense. Dopo un aspro confronto tra repubblicani e democratici e dopo l'intervento emergenziale della Federal Reserve, il Congresso ha dato via libera a uno stimulus package dal valore di oltre 2 trilioni di dollari. Il programma economico emergenziale, dettato dall'aumento del tasso di disoccupazione e dalla portata globale della crisi, definito di stampo keynesiano, è stato costruito da amministrazione e Congresso in modo tale da contenere un piano di aumento dei fondi per la sicurezza e la sanità pubblica, dal rafforzamento degli ospedali al potenziamento dei programmi di food stamps, fondi per la garanzia alla liquidità delle imprese e per il sostentamento dei settori in crisi e misure di elicottero monetario per il sostegno dei redditi delle famiglie a rischio povertà ed esclusione sociale. Imputando alla Cina la responsabilità per la diffusione della pandemia, inoltre, in più occasioni Trump ha ventilato l'ipotesi di una causa in sede internazionale contro Pechino, rivale strategico per eccellenza della sua amministrazione accusata di voler capitalizzare politicamente nel periodo della diffusione della COVID-19 oltre Pacifico, per ottenere un risarcimento volto a compensare i danni economici della crisi.

#### Dimensione del governo e deregolamentazione

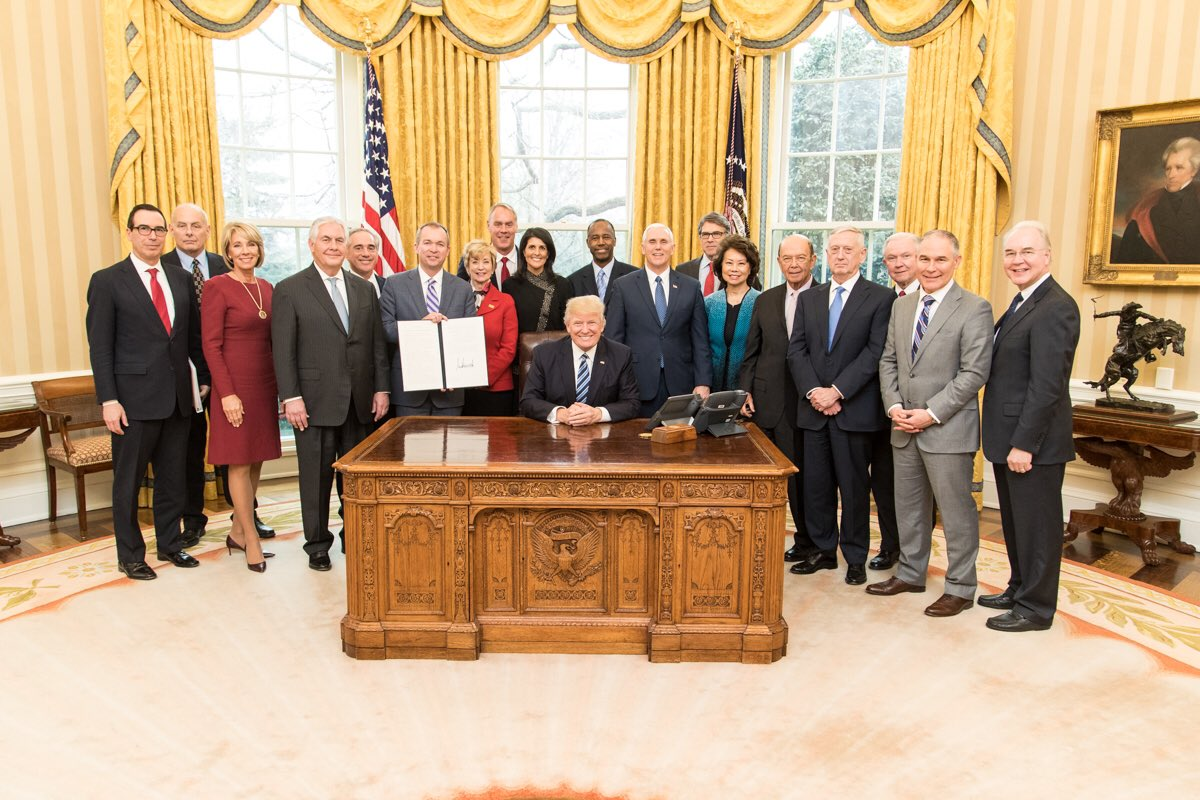
Il presidente Donald Trump con il suo gabinetto.

Le prime politiche di Trump hanno favorito la deregolamentazione e l'intervento del governo federale ridotto. È diventato il primo presidente in sedici anni a firmare una delibera di disapprovazione della Revisione del Congresso; la legge era stata utilizzata in precedenza solo una volta. Durante le prime sei settimane di carica, ha abolito novanta regolamenti federali.
Il 23 gennaio 2017, Trump ha ordinato un congelamento temporaneo di assunzioni di personale a livello governativo, che consente eccezioni, soprattutto per i posti di lavoro ritenuti vitali per motivi di sicurezza nazionale o di sicurezza pubblica. Il Comptroller General dell'Ufficio per la Contabilità del governo ha informato un comitato della Camera che il "congelamento" delle nuove assunzioni non si è dimostrato efficace nel ridurre i costi. A differenza di alcuni "congelamenti" passati, l'attuale provvedimento impedisce alle agenzie governative di sostituire i dipendenti che lasciano il lavoro con altre persone con contratti di consulenza.
Una settimana dopo Trump firmò l'Ordine esecutivo 13771, imponendo alle agenzie amministrative di abrogare due regolamenti esistenti per ogni nuovo regolamento che emettono. Il professore di legge dell'Harvard Law School Jody Freeman ha affermato che l'ordine non farà altro che rallentare il processo di regolamentazione, perché può non bloccare le regole previste legalmente dallo statuto.
Il 24 febbraio 2017, Trump ha ordinato alle agenzie governative di creare forze di lavoro per determinare quali norme siano considerate gravose per l'economia Usa. I difensori dell'agenzia hanno espresso opposizione alle critiche di Trump, dicendo che la burocrazia esiste per proteggere la gente contro gruppi di interesse ben organizzati e ben finanziati.

### Politica estera

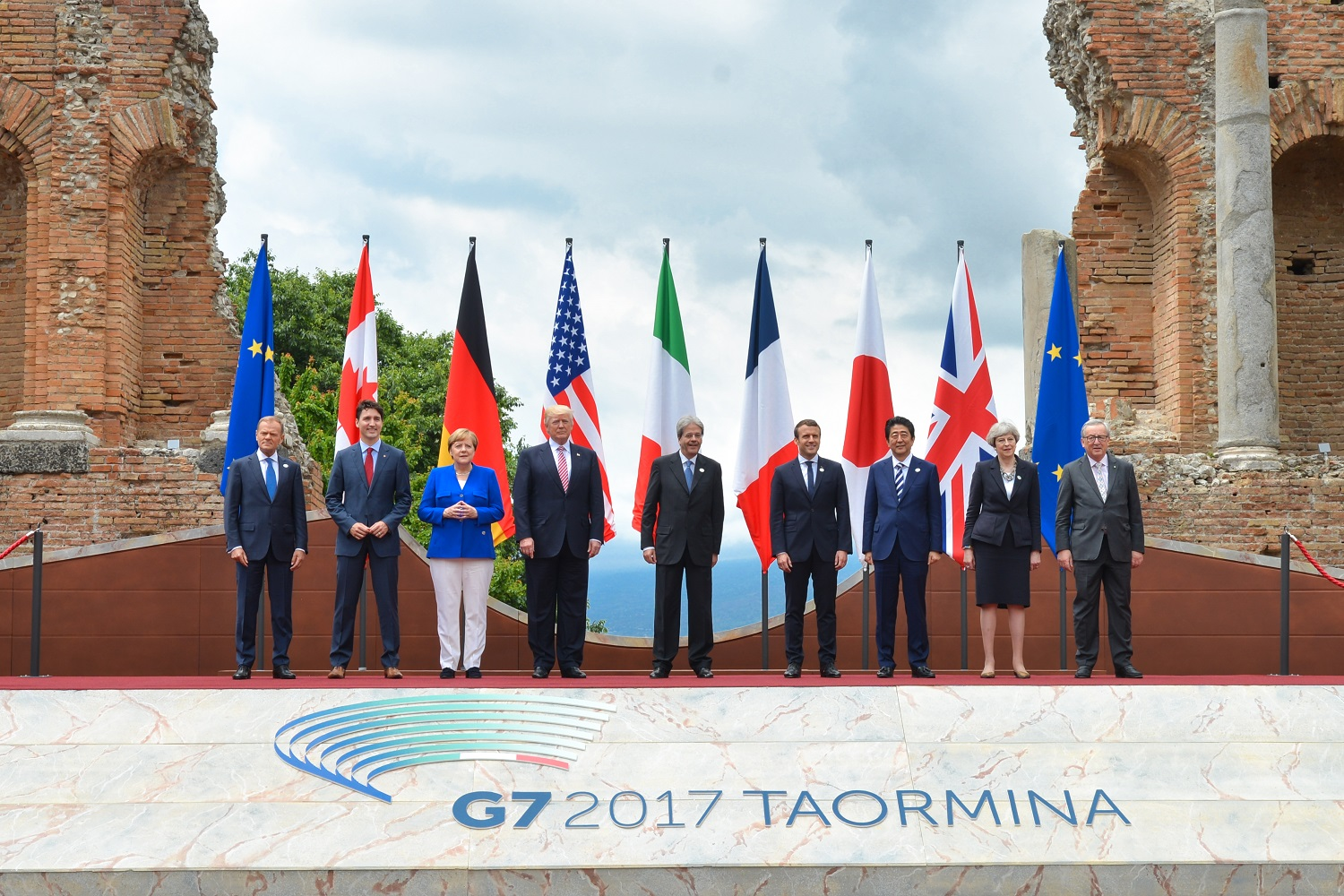
Il presidente Trump insieme con altri leader al 43° vertice del G7 a Taormina (Sicilia), Italia nel maggio 2017

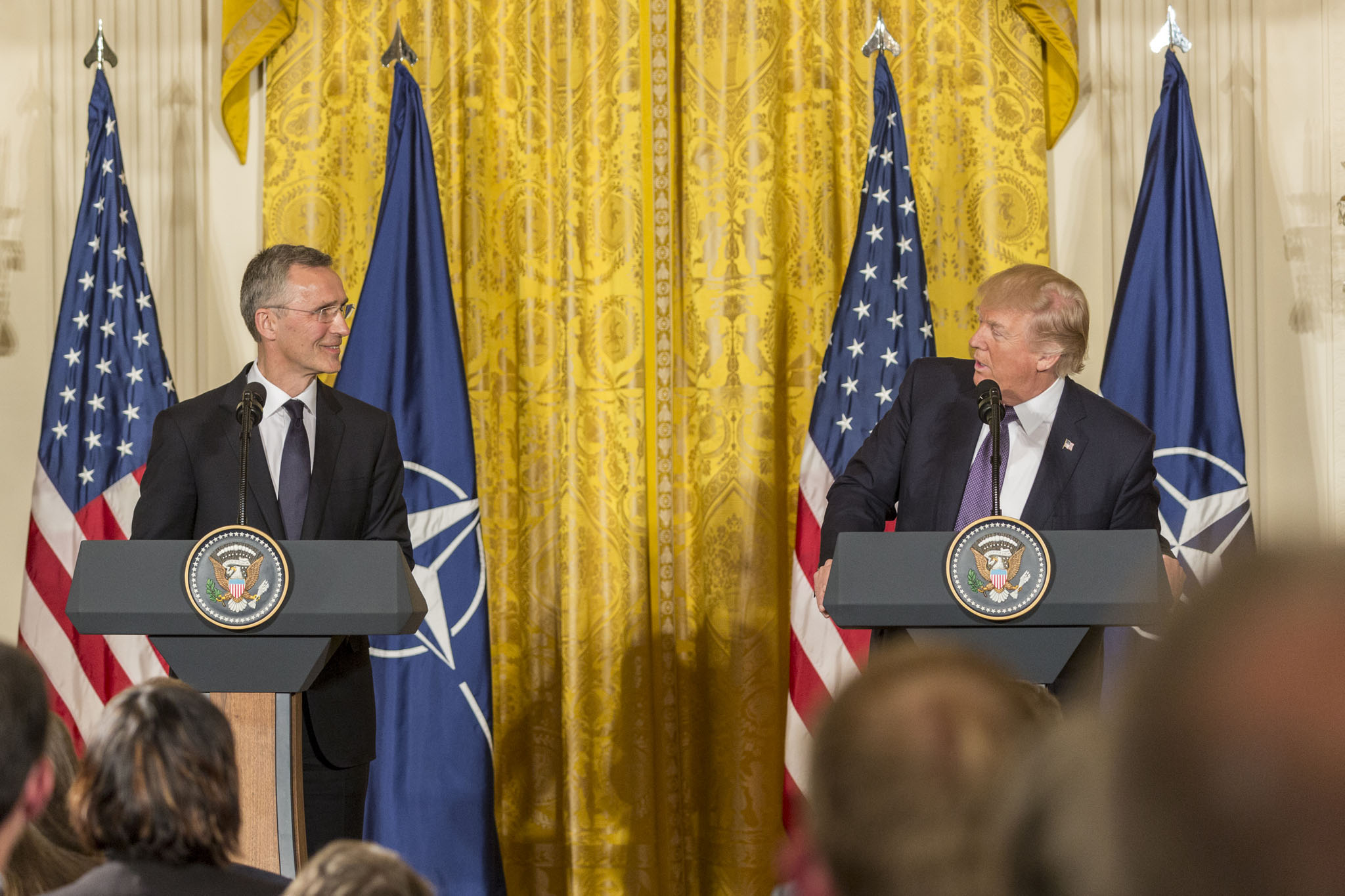
Il segretario generale della NATO, Jens Stoltenberg, e Donald Trump, il 12 aprile 2017

Trump è stato descritto come non interventista e nazionalista. Ha ripetutamente affermato di sostenere la politica estera America First, cioè "Prima l'America".

#### Rapporti con la NATO

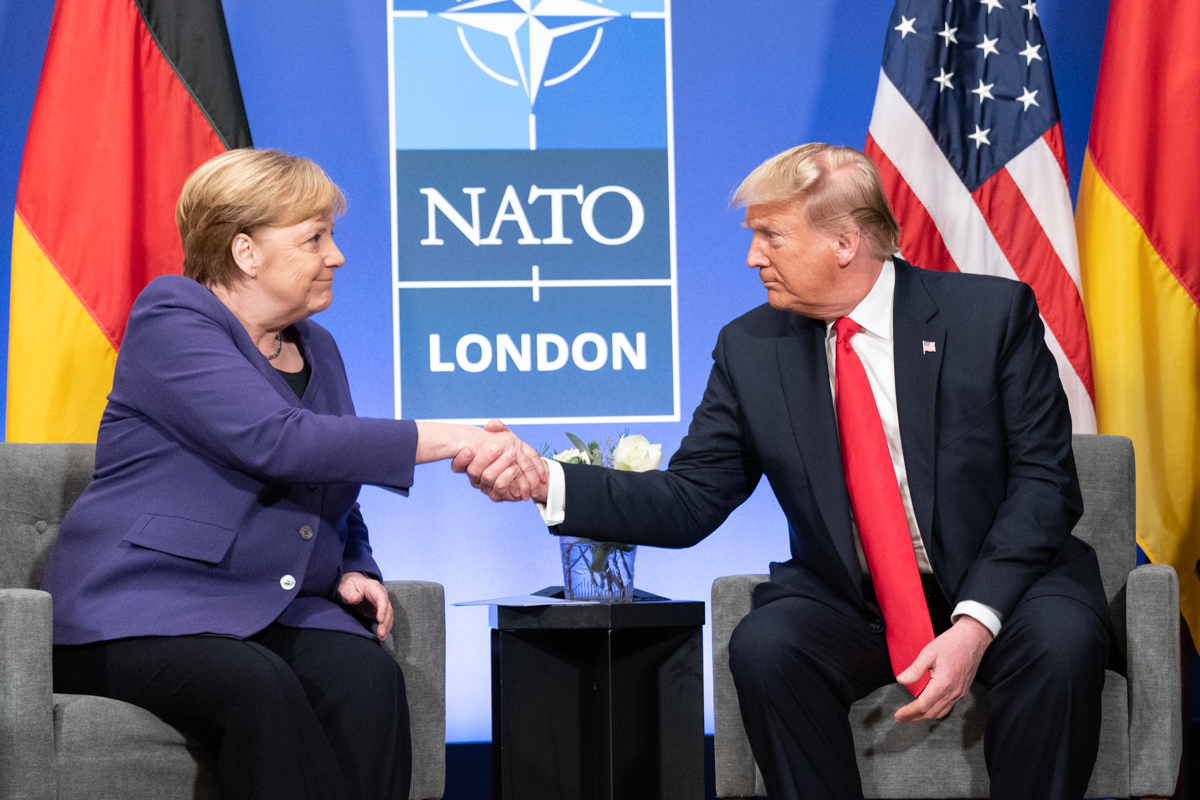
Donald Trump stringe la mano alla cancelliera federale tedesca Angela Merkel durante l'incontro per il 70º anniversario della NATO nel 2019

Donald Trump sostiene una spesa crescente della difesa militare degli Stati Uniti, ma favorisce la diminuzione della spesa statunitense per la NATO e per la regione del Pacifico. Dice che l'America dovrebbe guardarsi verso l'interno, smettere di "costruire la nazione" e ri-orientare le sue risorse verso le esigenze nazionali. Come candidato ha messo in dubbio se egli, come presidente, avrebbe automaticamente esteso le garanzie di sicurezza ai membri della NATO e suggerì di lasciare la NATO a meno che non venissero apportate modifiche all'alleanza, ma come presidente ha ribadito l'impegno degli Stati Uniti nella NATO.

#### Israele, Iran e Medio Oriente

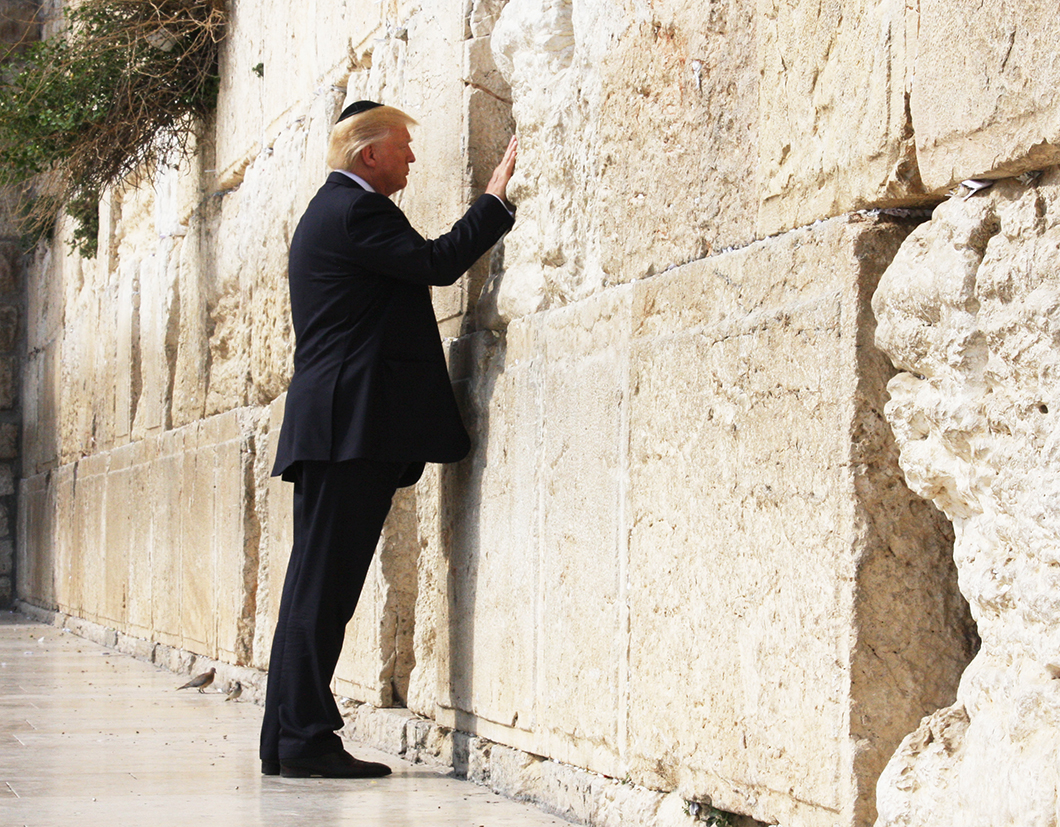
Il presidente Donald Trump pone la sua mano sul Muro del Pianto a Gerusalemme, 22 maggio 2017, prima di collocare una preghiera tra i blocchi di pietra del sito religioso.

Per affrontare gli stati islamici dell'Iraq e della Siria (ISIS), Trump, nel 2015, ha chiesto di sequestrare il petrolio nelle aree occupate dall'ISIS, utilizzando le forze aeree statunitensi e le truppe terrestri. Nel 2016, Trump avrebbe sostenuto di inviare nella regione da 20 000 a 30 000 soldati americani. Per quanto riguarda il conflitto israelo-palestinese, Trump ha dichiarato l'importanza di essere un partito neutrale durante i potenziali negoziati, pur avendo dichiarato di essere "un grande fan di Israele". Durante la campagna ha detto che avrebbe trasferito l'ambasciata statunitense in Israele dalla sua posizione attuale, in Tel Aviv, a Gerusalemme. Il 22 maggio 2017 Trump è stato il primo presidente Usa a visitare il Muro occidentale a Gerusalemme, durante il suo primo viaggio estero, visitando Israele, Italia, il Vaticano e il Belgio.
Nel dicembre 2017 Trump ha annunciato che non avrebbe rinnovato la sospensione semestrale dello spostamento dell'ambasciata statunitense da Tel Aviv a Gerusalemme, sospensione che i precedenti presidenti americani hanno sempre rinnovato dopo che nel 1995 il Congresso americano decise lo spostamento dell'ambasciata. Sono seguite proteste anche violente da parte dei palestinesi.
Su richiesta di Israele, a maggio 2018 Donald Trump stracciò l'accordo sul nucleare iraniano (siglato pochi anni prima dall'amministrazione Obama), impose durissime sanzioni economiche contro l'Iran e inserì i pasdaran nella lista delle organizzazioni terroristiche. Inoltre a gennaio 2020 ordinò l'uccisione del generale iraniano Qasem Soleimani, portando i due paesi ad un passo dalla guerra.
Nel corso del suo mandato, ha fortemente sostenuto la coalizione guidata dall'Arabia Saudita nella guerra civile nello Yemen. La Camera ed il Senato nel 2019 avevano approvato, in virtù del War Powers Act del 1973, una risoluzione che imponeva l'interruzione delle operazioni militari statunitensi in favore dell'Arabia Saudita, ma nell'aprile del 2019 ha posto il diritto di veto sulla risoluzione, rivendicando la legittimità dell'intervento armato.
Nell'estate 2020 ha svolto la funzione di mediatore dei cosiddetti "Accordi di Abramo", che hanno portato all'accordo di pace e alla normalizzazione delle relazioni tra Israele da una parte ed Emirati Arabi Uniti e Bahrein dall'altra, sancite da due trattati siglati alla Casa Bianca il 15 settembre 2020.

#### Russia

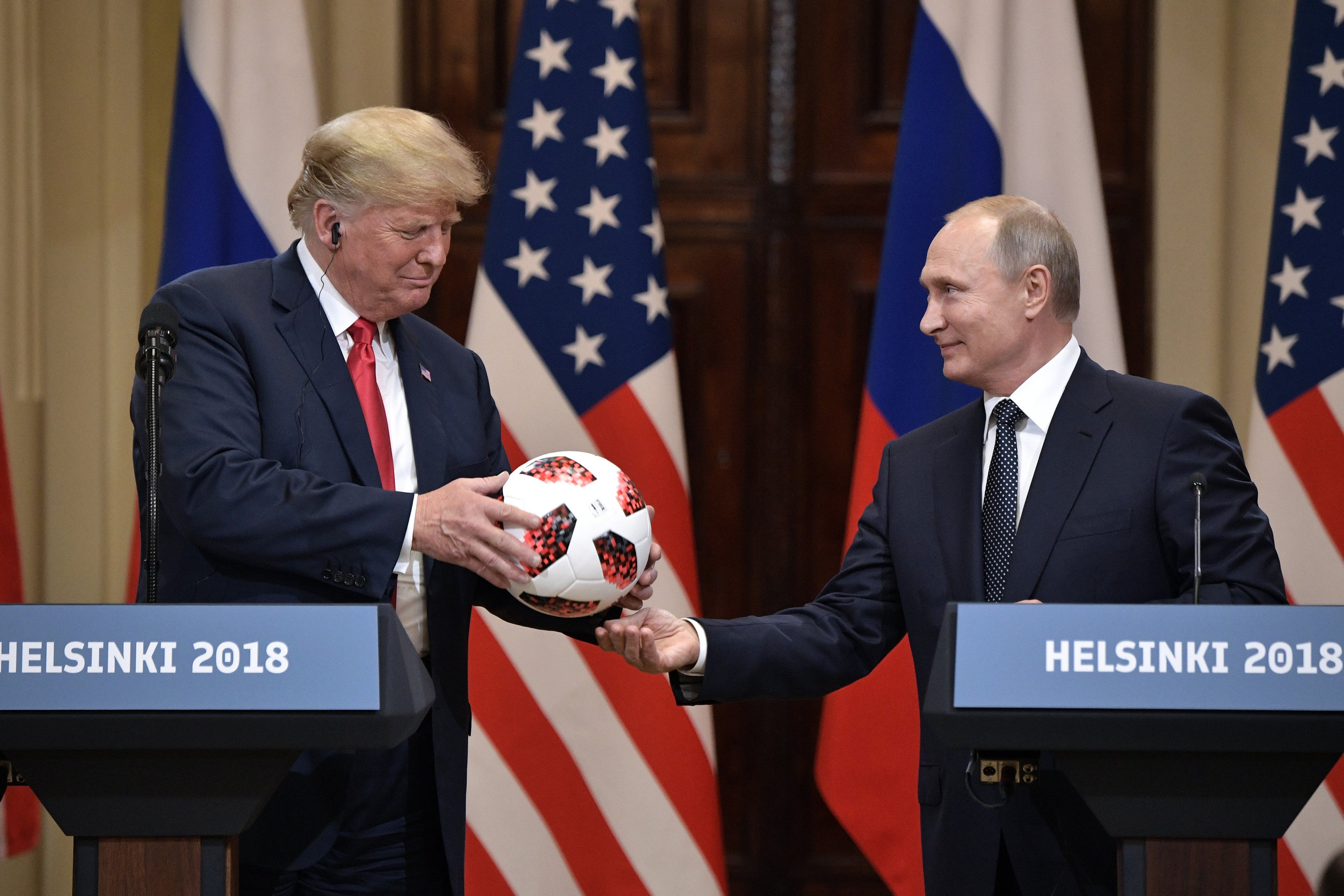
Vladimir Putin consegna a Donald Trump il pallone ufficiale della Coppa del Mondo FIFA 2018 e augura agli Stati Uniti d'America di ospitare con successo la Coppa del Mondo 2026

Sia come candidato sia come presidente, Trump ripetutamente ha dichiarato di volere un buon rapporto con la Russia. Trump si è impegnato a tenere un incontro di vertice con Vladimir Putin. Ha aggiunto che la Russia potrebbe aiutare gli Stati Uniti a combattere i militanti ISIS. Il 7 aprile 2017, Trump ordinò un attacco missilistico contro un campo d'aviazione siriano come rappresaglia per l'attacco chimico di Khan Shaykhun.

#### Corea del Nord

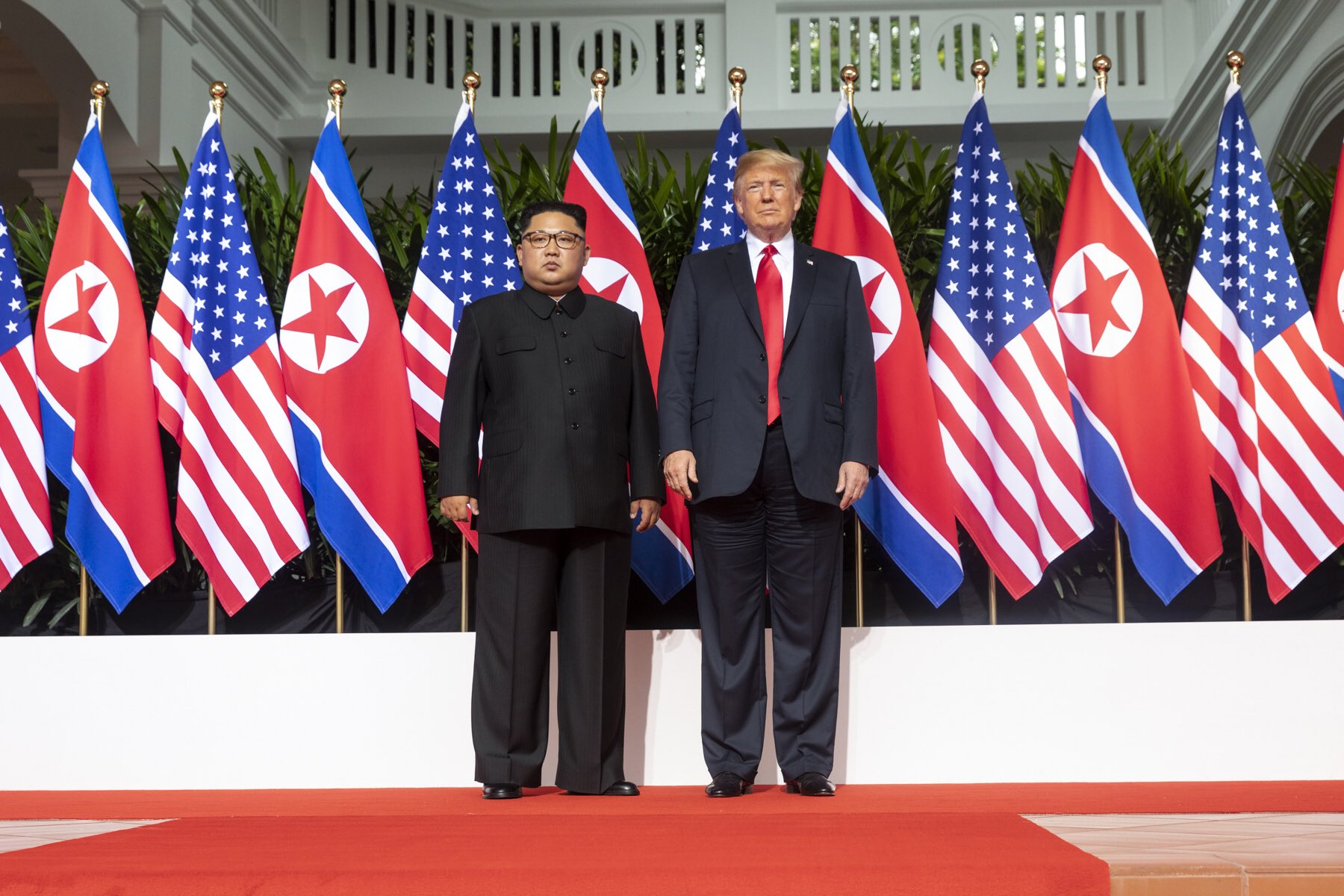
Donald Trump con il Leader supremo della Corea del Nord Kim Jong-un allo storico vertice di Singapore del 2018.

La Corea del Nord è diventata una questione importante alla metà del 2017. Durante la campagna e nei primi mesi della sua presidenza, Trump aveva sperato che la Cina avrebbe aiutato a frenare le ambizioni nucleari e i test missilistici della Corea del Nord, tuttavia, la Corea del Nord ha accelerato il suo test missilistico, portando a un aumento delle tensioni nell'aprile 2017. Nel mese di luglio la Corea del Nord ha testato due missili a lungo raggio, identificati dagli osservatori occidentali come missili balistici intercontinentali, potenzialmente in grado di raggiungere l'Alaska, le Hawaii e la terraferma americana. Nel mese di agosto, Trump ha drammaticamente aumentato la sua retorica contro la Corea del Nord, avvertendo che un'ulteriore provocazione contro gli Stati Uniti sarà ricambiata con "fuoco e furia come il mondo non ha mai visto". Il leader nordcoreano Kim Jong-un ha poi minacciato di dirigere il prossimo test di missili verso Guam. Trump ha risposto che se la Corea del Nord intraprendesse misure per attaccare Guam, "accadranno loro cose che non avrebbero creduto mai che sarebbero state possibili".

### Primoimpeachment(2019-2020)

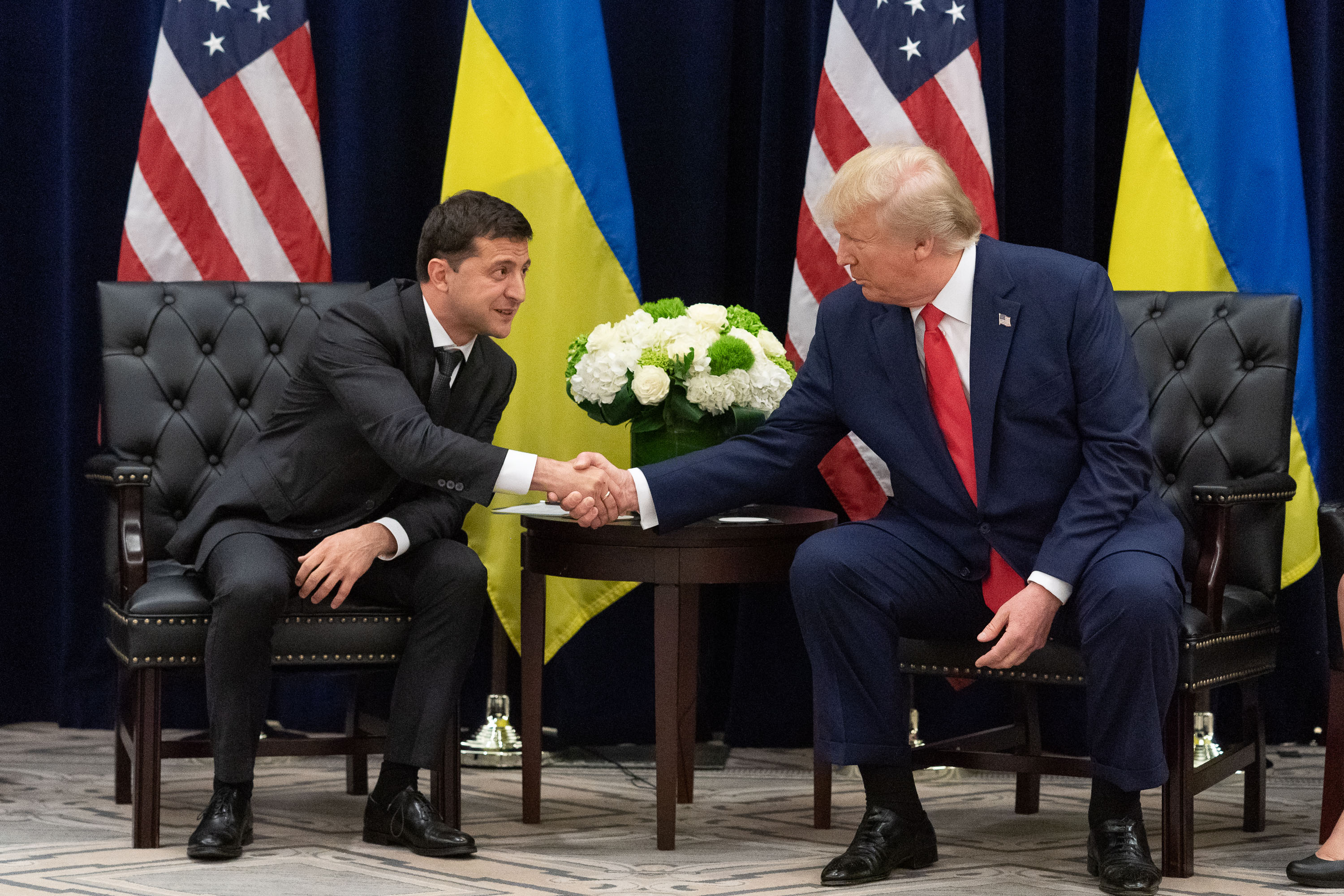
Trump con il presidente ucraino Zelens'kyj nel settembre 2019.

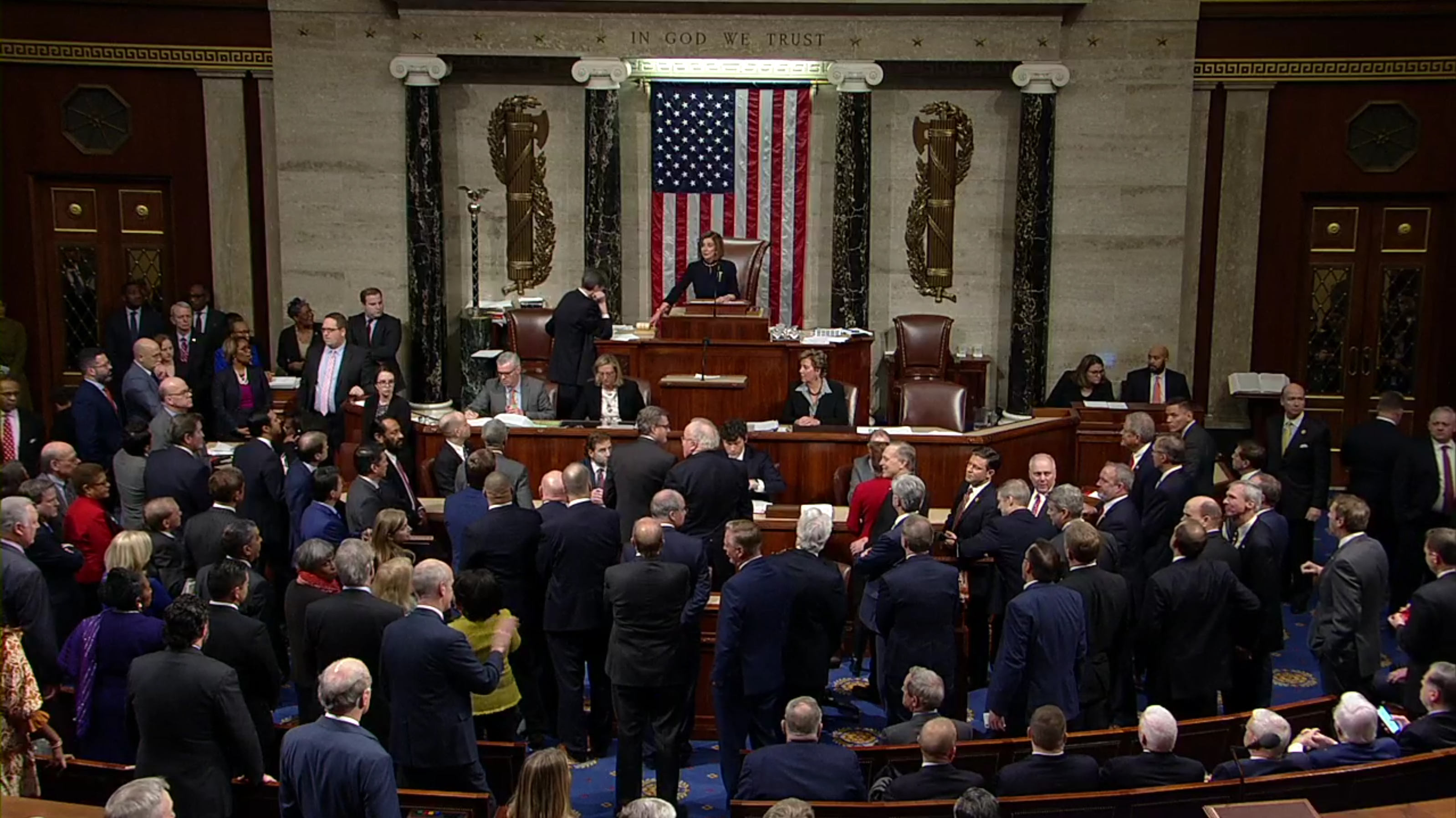
La Camera dei Rappresentanti durante la votazione della messa in stato di accusa di Trump

Il 12 luglio 2017, il rappresentante della California Brad Sherman ha presentato formalmente una richiesta di impeachment, secondo l'H. Res. 438, accusando il presidente di ostacolare la giustizia per quanto riguarda l'indagine dell'interferenza russa nelle elezioni presidenziali del 2016.
Nell'agosto 2019, un whistleblower ha sporto denuncia all'Inspector General of the Intelligence Community relativamente ad una telefonata tra Trump e il presidente ucraino Volodymyr Zelens'kyj, in cui il presidente americano avrebbe fatto pressioni all'omologo ucraino per avviare delle indagini su Hunter Biden, membro del consiglio di amministrazione della Burisma Holdings e figlio del candidato democratico Joe Biden. Nella sua testimonianza, l'informatore ha sostenuto che la telefonata facesse parte di un'ampia campagna di diffamazione nei confronti di Biden, portata avanti dall'avvocato personale di Trump, Rudolph Giuliani, che includeva anche la minaccia di congelare gli aiuti finanziari al paese europeo se non si fosse mosso nelle investigazioni contro il figlio di Biden.
La speaker della Camera, Nancy Pelosi, ha avviato formalmente un'indagine di impeachment il 24 settembre.

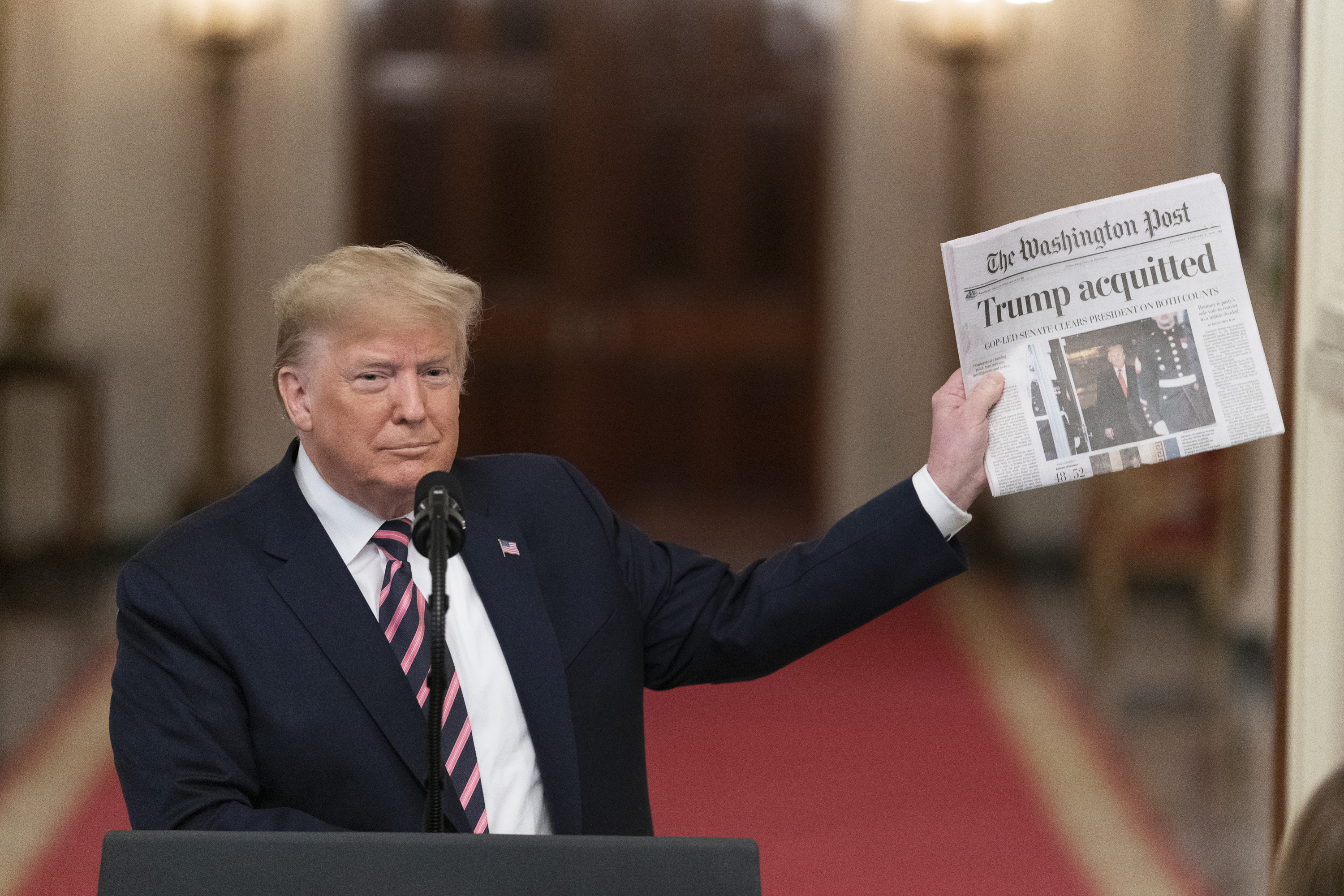
Trump mostra la prima pagina del Washington Post ai giornalisti il giorno dopo la sua assoluzione al Senato.

Nel dicembre 2019 la Commissione permanente della Camera sull'Intelligence ha pubblicato il rapporto sui risultati dell'inchiesta, in cui si rilevava che Trump "agendo personalmente e tramite mediatori [...] ha sollecitato l'intervento di un governo straniero, quello dell'Ucraina, a beneficio della sua rielezione". Dal rapporto traspare inoltre il tentativo di Trump di sfidare eventuali procedimenti giudiziari, ordinando ai funzionari dell'amministrazione di rifiutarsi di comparire in giudizio.

Il 13 dicembre 2019, la Commissione giudiziaria della Camera ha votato per approvare due articoli di impeachment: uno per abuso di potere e uno per ostruzione al Congresso. Dopo il dibattito, il 18 dicembre la Camera dei rappresentanti ha messo Trump in stato di accusa, approvando entrambi gli articoli. Trump è così diventato il terzo presidente della storia ad essere sottoposto ad una procedura di impeachment, dopo Andrew Johnson (nel 1868) e Bill Clinton (nel 1998). Gli articoli di messa in stato di accusa sono stati tuttavia respinti dal Senato, controllato dai Repubblicani, il 31 gennaio 2020. L'unico repubblicano dissenziente è stato il senatore Mitt Romney, che ha votato in favore della messa in stato di accusa per abuso di potere.
In seguito alla sua assoluzione, Trump ha licenziato diversi funzionari dell'amministrazione che, secondo lui, non gli erano stati sufficientemente fedeli nel corso delle investigazioni e della procedura di impeachment.

### Elezioni presidenziali del 2020

#### Annuncio della candidatura
Dopo la sua elezione, Trump ha immediatamente espresso l'intenzione di correre per un secondo mandato, depositando la propria candidatura presso la FEC poche ore prima dell'assunzione della presidenza. Ciò ha trasformato la sua commissione elettorale del 2016 in una per la rielezione del 2020. Lo slogan usato per la campagna è Keep America great sulla falsariga dello slogan usato nel 2016, Make America Great Again. Il responsabile della campagna è Brad Parscale, che aveva già lavorato per lui nel 2016. Conferma inoltre che Mike Pence correrà insieme a lui per un secondo mandato come vicepresidente..

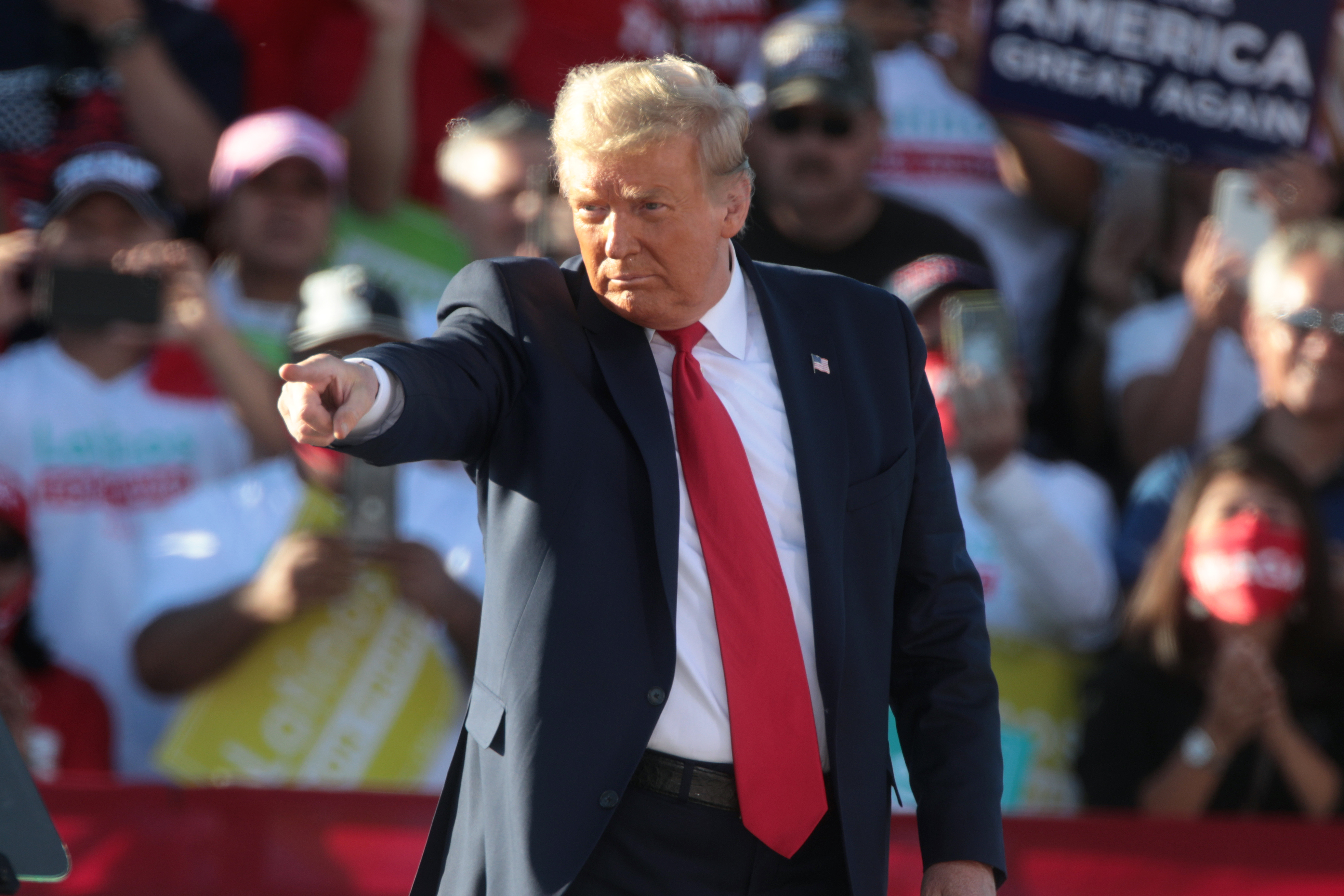
Trump ad un comizio elettorale in Arizona in occasione della campagna per la rielezione.

#### Investitura repubblicana
Trump ha inaugurato, seppur non ufficialmente, la campagna elettorale parlando a Melbourne, in Florida, il 18 febbraio 2017, meno di un mese dopo il giuramento presidenziale. Entro il 1º febbraio 2017 la campagna aveva già raccolto oltre 7 milioni di dollari.
L'inizio ufficiale della campagna elettorale ha avuto luogo il 18 giugno 2019 ad Orlando, in Florida, in un comizio a cui hanno preso parte anche Mike Pence e Melania Trump
Alle prime primarie presidenziali del Partito Repubblicano, tenutesi il 3 febbraio 2020 in Iowa, Trump ha vinto contro i suoi avversari con più del 97% dei consensi, battendo senza difficoltà i concorrenti Bill Weld e Joe Walsh e ottenendo il 17 marzo 2020 un numero largamente sufficiente di delegati per essere investito nuovamente come candidato del Partito Repubblicano. Viene ufficialmente indicato come candidato del Partito Repubblicano alla convention del 24 agosto 2020..

#### Pandemia di COVID-19

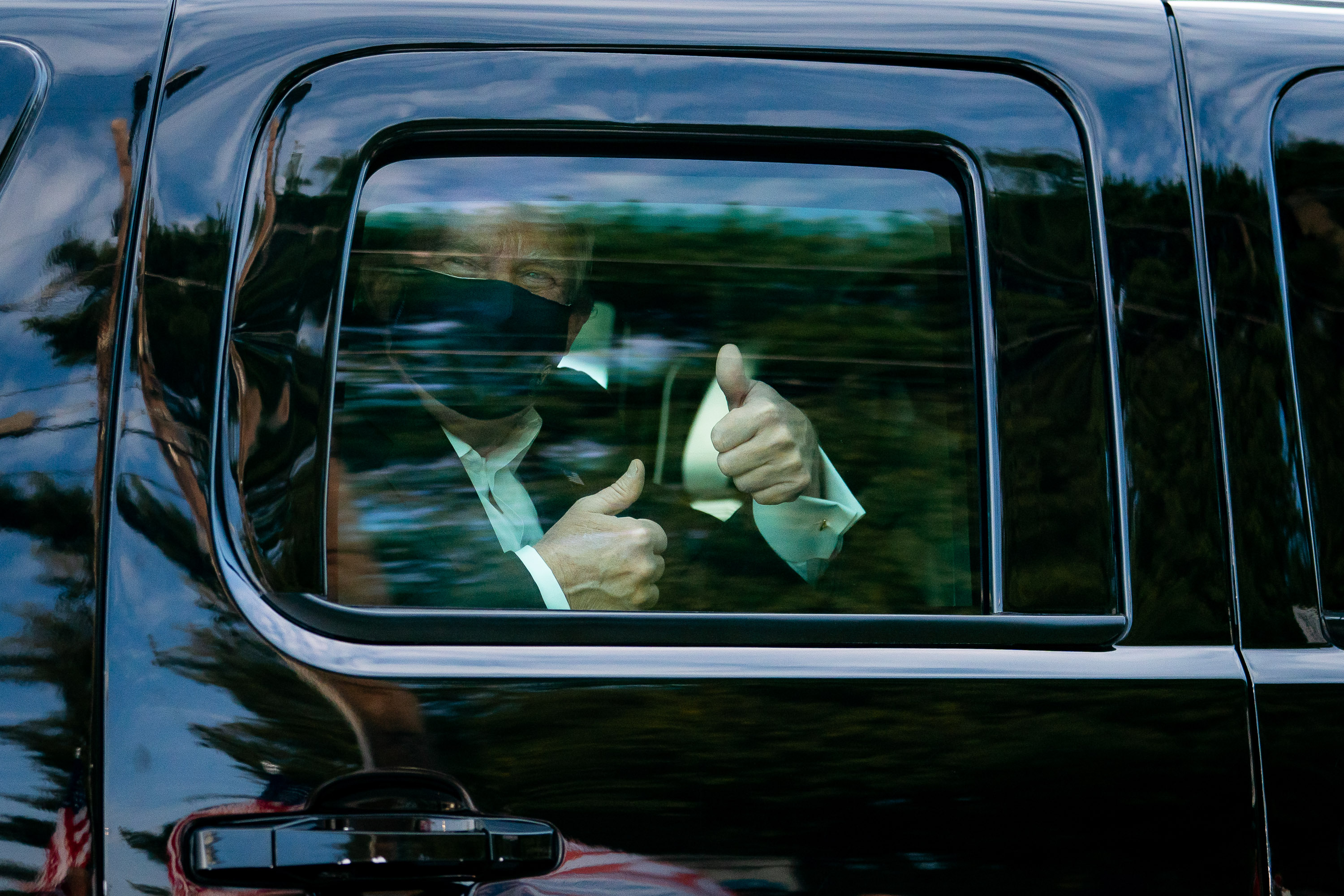
Il presidente Donald Trump saluta i sostenitori durante un viaggio fuori dal Walter Reed National Military Medical Center domenica 4 ottobre 2020.

La campagna elettorale ha subito una brusca interruzione nell'ottobre del 2020, nel pieno della pandemia di COVID-19, che negli Stati Uniti ha causato oltre 550.000 vittime. Lo stesso presidente americano è stato contagiato dal virus, che lo ha costretto al ricovero in ospedale il 2 ottobre. La campagna elettorale è stata pertanto sospesa per qualche settimana, fino alla completa guarigione del candidato repubblicano.

#### Dibattiti e sconfitta elettorale

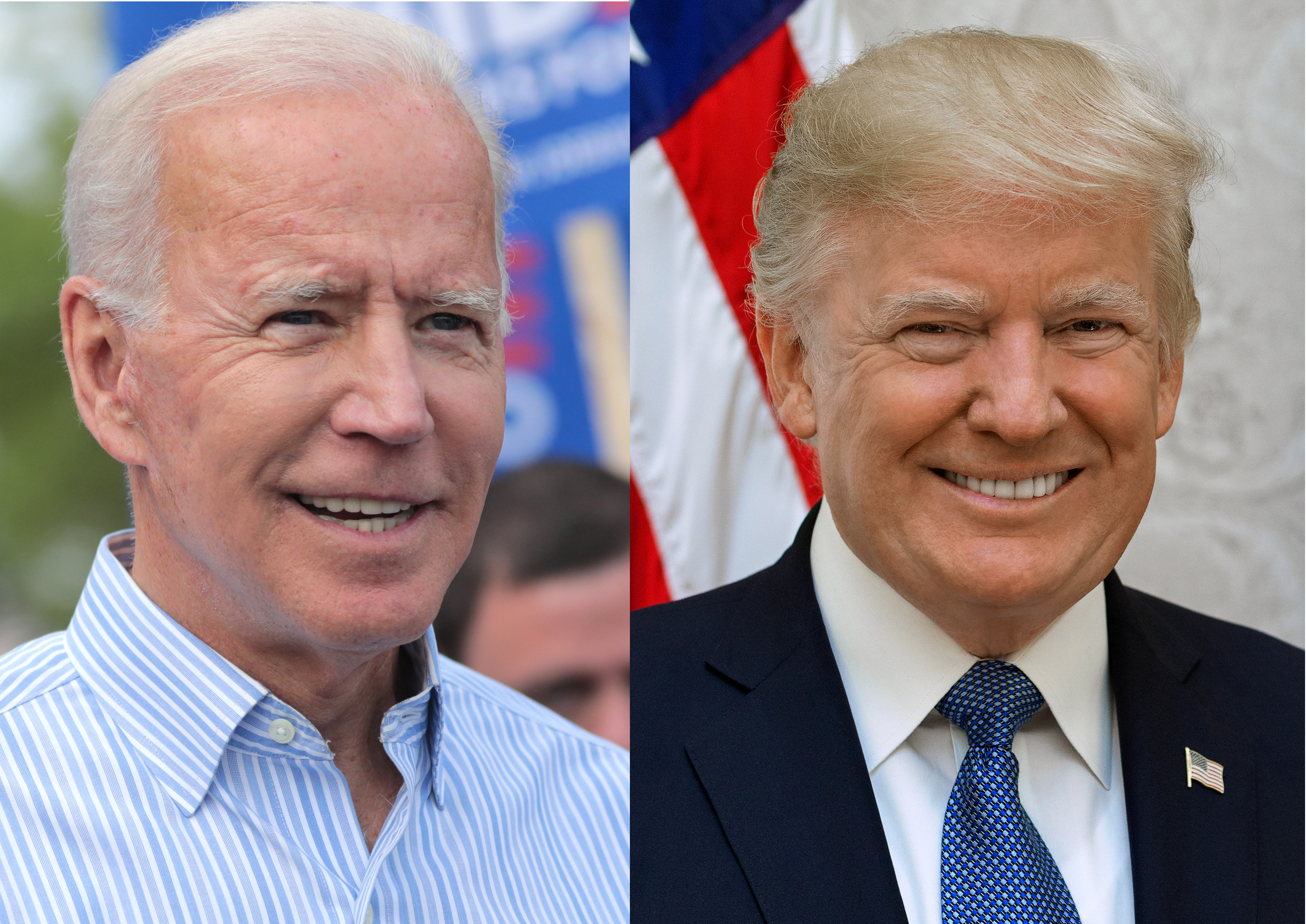
Joe Biden e Donald Trump

Già durante il primo dibattito televisivo, tenutosi a Cleveland il 29 settembre 2020, Trump ha dimostrato grande aggressività nei confronti dell'avversario democratico Joe Biden, al punto che alcuni commentatori americani hanno definito l'incontro come il "peggior dibattito della storia". Incalzato sui suoi rapporti con organizzazioni dell'alt-right americana, in particolare i Proud Boys, Trump non si è esplicitamente dissociato, invitando i gruppi estremisti a "tenersi pronti" e affermando che è necessario che "qualcuno faccia qualcosa contro gli antifascisti e la sinistra. Il problema non è solo la destra, ma anche la sinistra". Le dichiarazioni del presidente hanno infiammato il dibattito in vista delle elezioni.

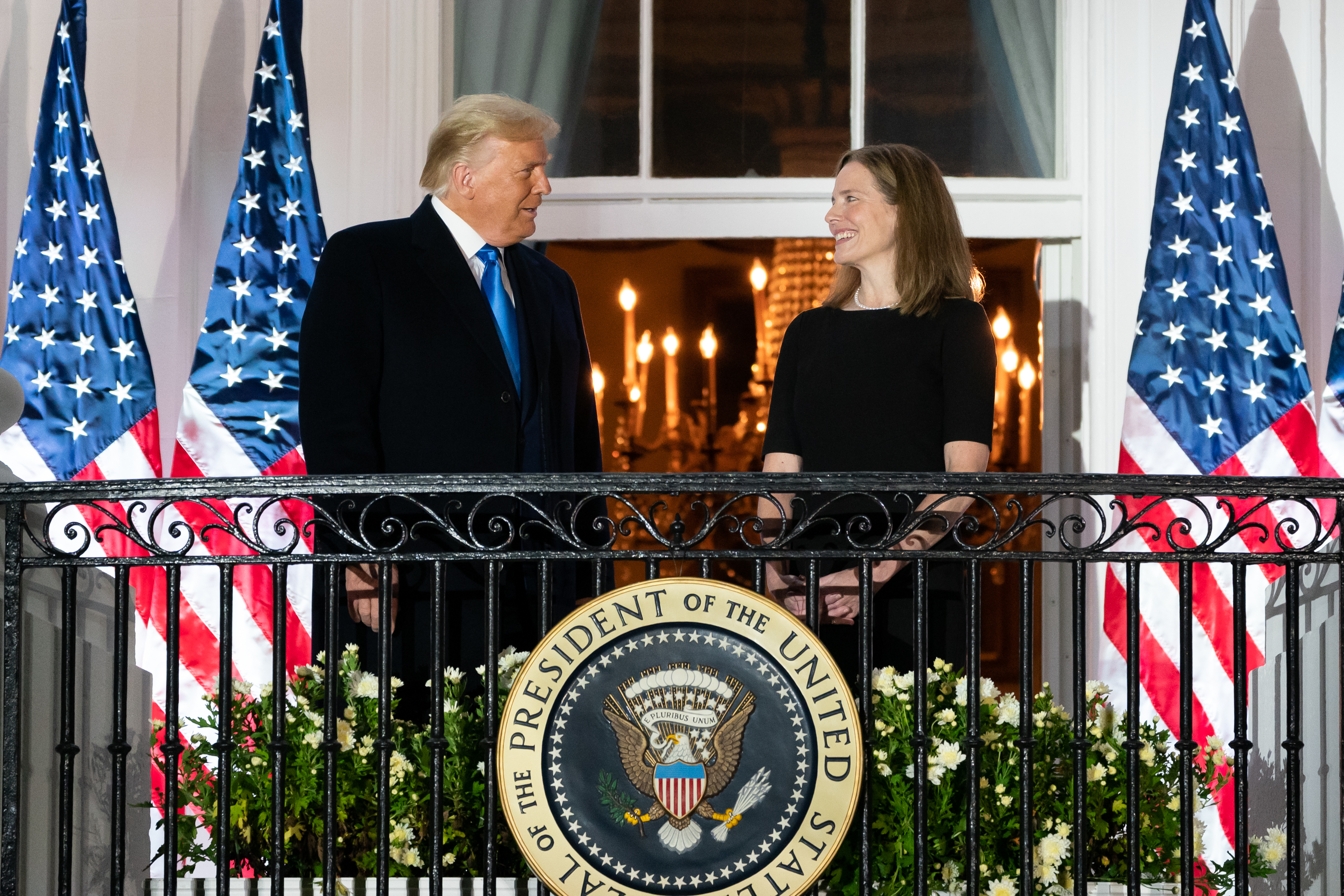
Trump e il giudice associato della Corte suprema Amy Coney Barrett il giorno della cerimonia di giuramento, 26 ottobre 2020.

Trump ha ripetutamente minacciato di contestare davanti alla Corte Suprema una eventuale sconfitta, contestando la sicurezza della modalità di voto per posta, preferita dalla maggior parte degli elettori per via dei rischi del voto in presenza legati alla pandemia di COVID-19. Nel corso del 2020, la campagna elettorale del tycoon ha avuto come tema centrale la possibilità, non supportata da prove, che le elezioni sarebbero state truccate in favore dei democratici, soprattutto grazie al voto per posta.
Le elezioni sono state vinte da Biden, che ha ottenuto 81,3 milioni di voti (51,3%) contro i 74,2 milioni (46.8%) di Trump e 306 delegati contro 232. Trump ha perso in tre swing states (Michigan, Pennsylvania e Wisconsin) e in due Stati in cui la vittoria repubblicana sembrava scontata (Arizona e Georgia). Nonostante l'ufficio elettorale abbia affermato che le elezioni siano state le "più sicure" nella storia degli Stati Uniti, Trump si è rifiutato di ammettere la sconfitta, dando mandato al proprio avvocato Rudy Giuliani di intentare cause in tutti gli Stati in cui il voto postale è stato determinante, e ordinando al proprio team di non cooperare nel periodo di transizione. Tutti i tentativi di ribaltare il risultato sono stati respinti dalle Corti statali e dalla Corte Suprema e il 23 novembre ha avuto inizio il periodo di transizione. Il 14 dicembre il Collegio elettorale ha formalizzato l'elezione di Biden, anche se Trump ha continuato a rifiutarsi di concedere la vittoria allo sfidante, invitando giudici, governatori e politici repubblicani a fare il possibile per capovolgere il risultato in suo favore. Uno di questi tentativi, in cui il presidente uscente ha ordinato al segretario di Stato della Georgia, il repubblicano Brad Raffensperger, di trovare i voti necessari per vincere lo Stato, è stato denunciato dal Washington Post, che il 3 gennaio 2021 ha reso pubblica la registrazione della conversazione telefonica.

#### Proteste al Campidoglio

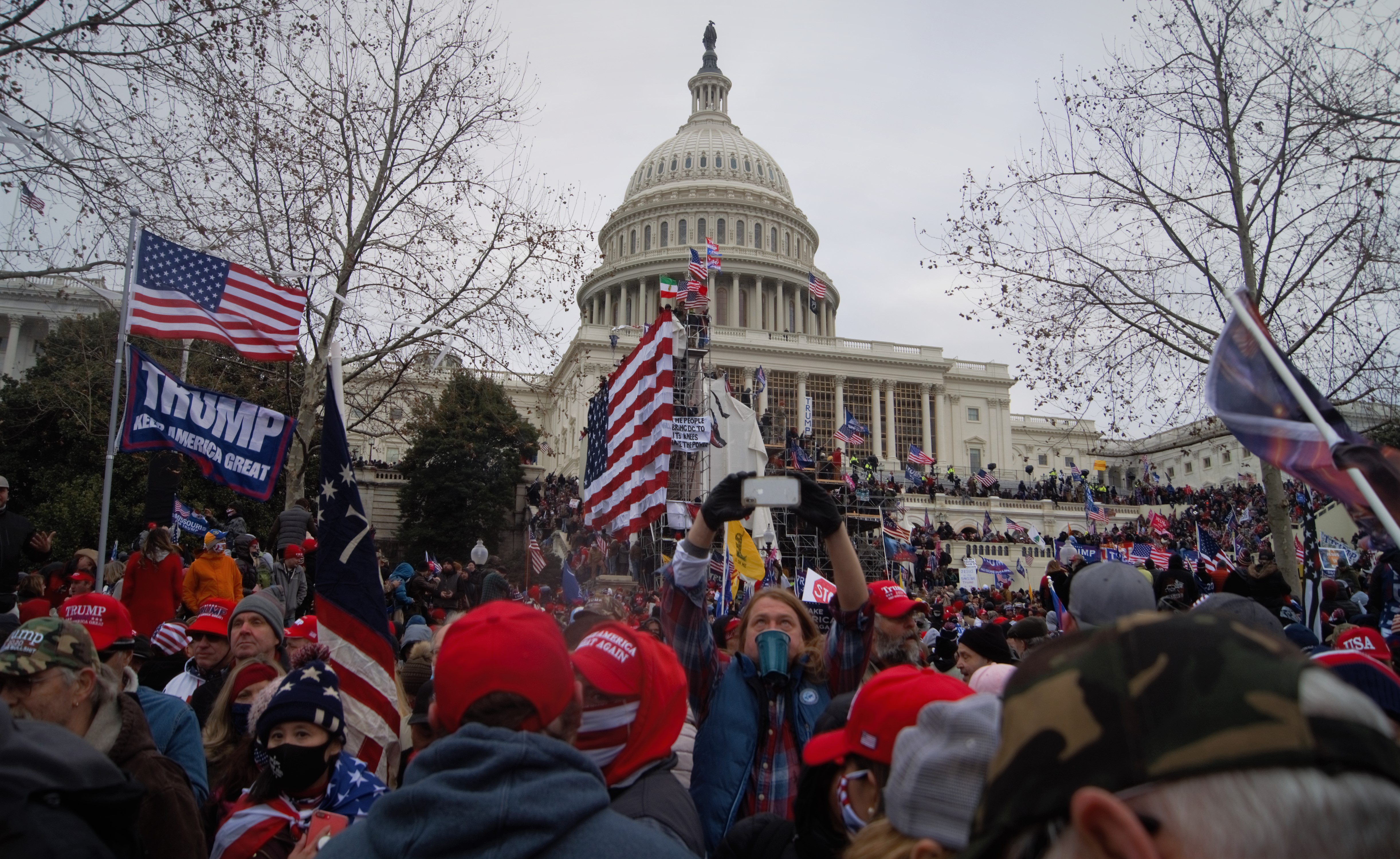
Sostenitori di Trump nel corso delle proteste che hanno portato all'occupazione del Campidoglio

Il 6 gennaio 2021, mentre i membri del Congresso erano riuniti per certificare la vittoria di Biden, Trump ha tenuto un comizio nei pressi della Casa Bianca, in cui ha nuovamente rivendicato la vittoria delle elezioni e attaccato i politici repubblicani che si erano rifiutati di fare altrettanto, invitando i suoi sostenitori a marciare verso il Campidoglio. I manifestanti hanno quindi assaltato l'edificio, provocando la sospensione della seduta e l'evacuazione della struttura. I disordini, in cui hanno perso la vita quattro supporter di Trump e un poliziotto, hanno suscitato indignazione bipartisan e sono stati sedati solo dopo diverse ore dalla polizia. L'atteggiamento ambiguo di Trump, che inizialmente non si è dissociato dai facinorosi, anzi definendoli "molto speciali" e "veri patrioti", è stato condannato da membri di entrambi i partiti e dai leader internazionali. Il vicepresidente Mike Pence, che nel corso della giornata aveva annunciato di non poter acconsentire al volere di Trump, che gli aveva chiesto di respingere i voti elettorali espressi per Biden dagli elettori degli Stati contestati, è diventato bersaglio della folla per il suo presunto tradimento. Mitch McConnell, leader della maggioranza repubblicana al Senato, ha definito gli scontri un "fallito tentativo di insurrezione". Nancy Pelosi, speaker democratica della Camera dei Rappresentanti, ha invocato il 25° emendamento, che permette di rimuovere un presidente non più in grado di adempiere alle proprie funzioni, e ha minacciato un nuovo impeachment. Il presidente ha infine esecrato, in un discorso pubblicato il 7 gennaio su Twitter, quanto avvenuto il giorno prima, ammettendo, seppur non esplicitamente, la fine del proprio mandato e assicurando un pacifico trasferimento dei poteri. In seguito ad altre dichiarazioni controverse espresse dal presidente sui social network sia in merito alle proteste che all'elezione di Biden, Twitter, Facebook, Instagram, YouTube, TikTok, Snapchat, Reddit, Twitch, Google e Apple hanno bloccato o limitato i profili personali di Trump per disinformazione e incitamento esplicito all'odio o alla violenza, che vanno contro le norme della community.
In seguito agli eventi del 6 gennaio, diversi membri del gabinetto di Trump hanno presentato le proprie dimissioni, tra cui Elaine Chao, segretario dei Trasporti, e Betsy DeVos, segretario dell'Educazione.

### Secondoimpeachment(2021)

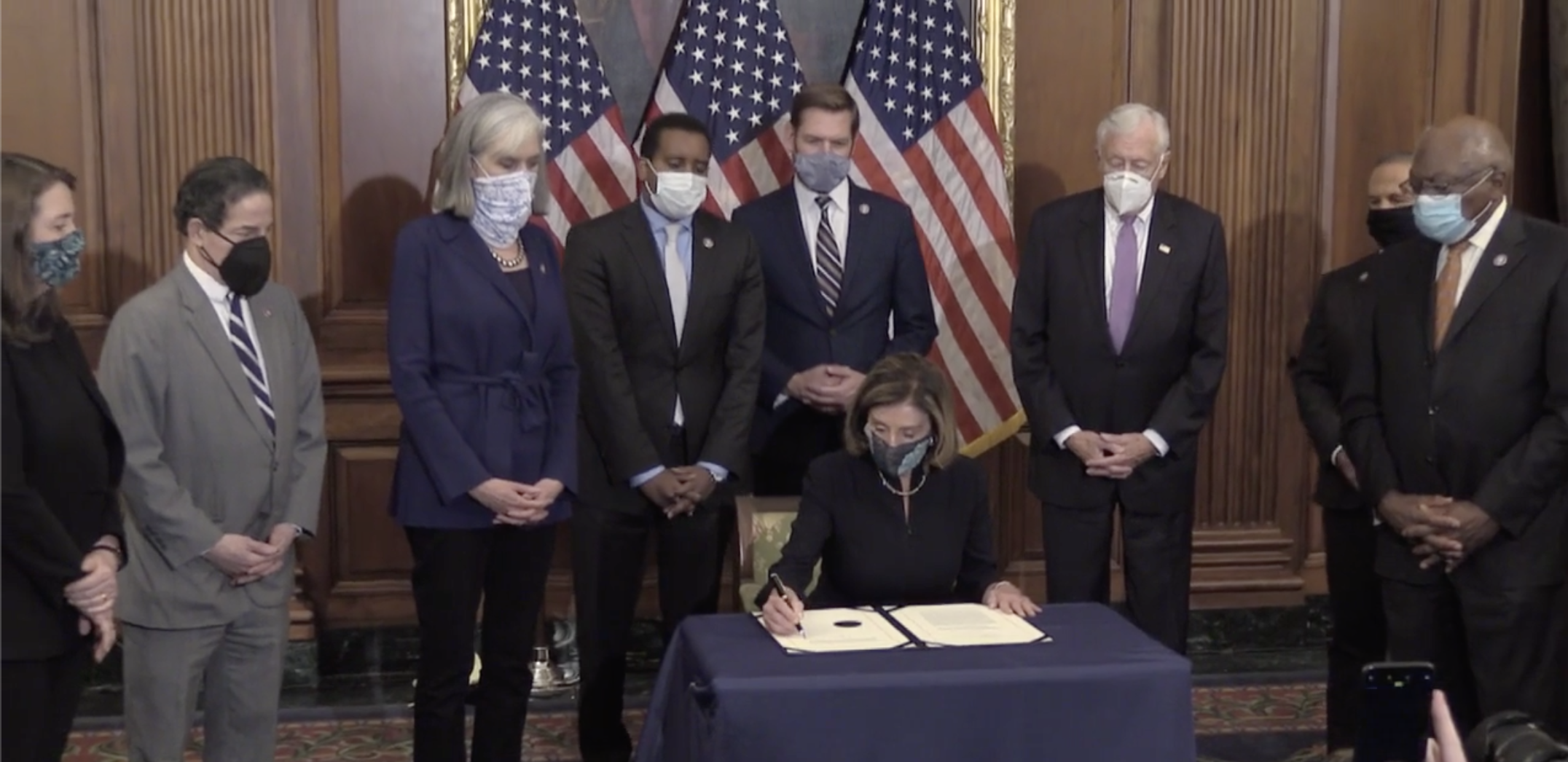
La speaker Nancy Pelosi firma l'articolo di impeachment contro Trump dopo l'approvazione della Camera.

L'11 gennaio viene presentata alla Camera una seconda procedura di impeachment, supportata da rappresentanti di entrambi i partiti, con l'accusa di aver fomentato un'insurrezione contro il governo, nell'ambito delle proteste del 6 gennaio 2021 al Campidoglio. L'unico articolo della mozione viene approvato dalla Camera con una maggioranza di 232 voti favorevoli, di cui dieci espressi da rappresentanti repubblicani, rendendolo il primo presidente della storia ad essere messo per due volte in stato d'accusa. Il Senato ha respinto la mozione di messa in stato d'accusa e assolto l'ex presidente con 57 voti favorevoli e 43 contrari (67 voti necessari per la condanna). In dissenso con il loro partito hanno votato a favore 7 senatori repubblicani.

## Tra le due presidenze

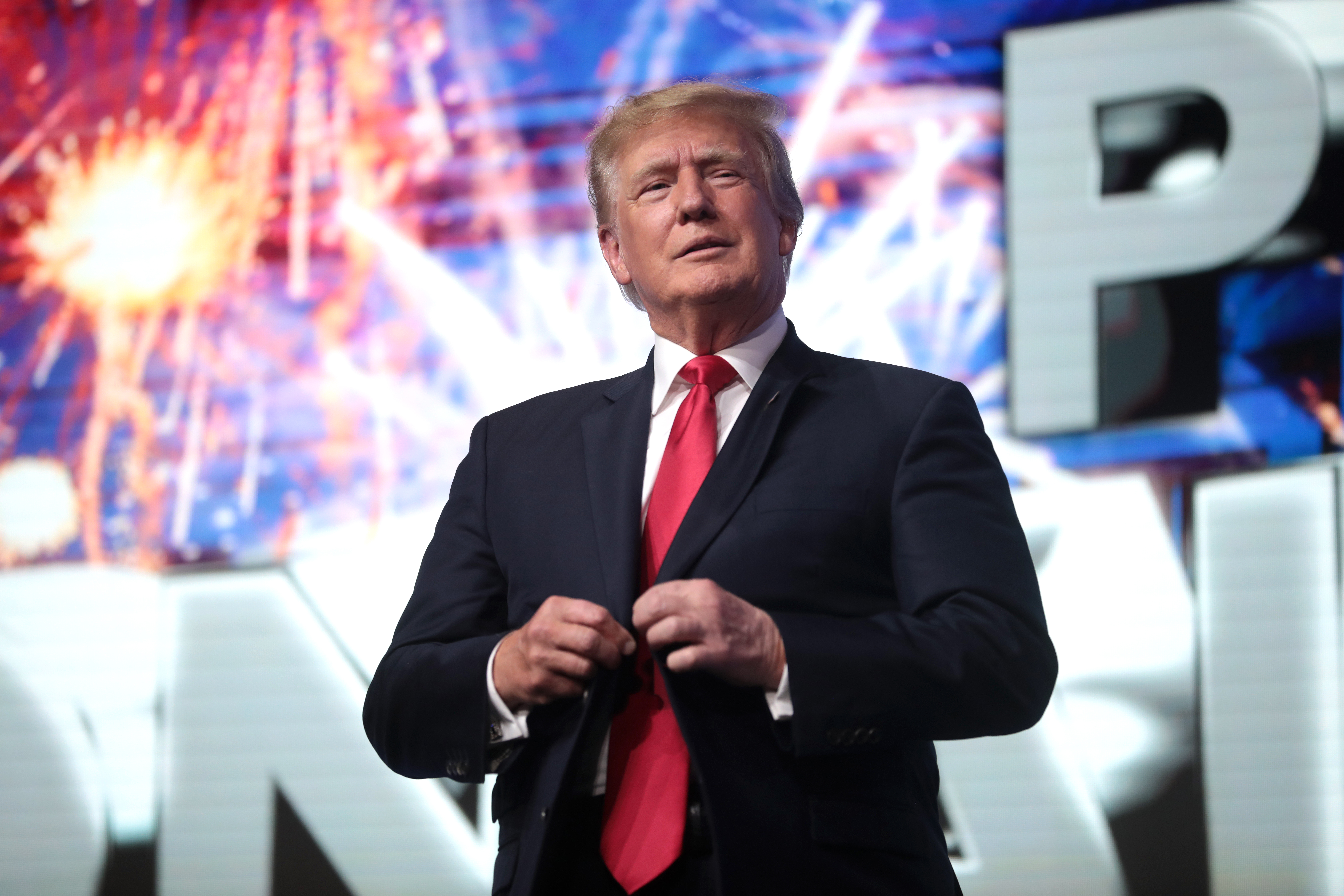
Trump nel luglio 2021

Dopo la fine del suo mandato, Trump si è trasferito nella sua residenza di Mar-a-Lago, a Palm Beach, in Florida, e, come previsto dal Former Presidents Act, ha stabilito un suo ufficio per seguire le attività post-presidenziali.
Da quando ha lasciato la presidenza, Trump e le sue società sono state indagate per reati fiscali a New York. Nel febbraio 2021, il procuratore generale distrettuale della contea di Fulton, Georgia, ha annunciato un'altra causa contro Trump tramite la telefonata fatta a Brad Raffensperger (segretario di Stato della Georgia) dove gli ha chiesto di "trovare" voti per lui, di cui molti interpretati come coercizione.
Il 28 febbraio 2021 ha annunciato, durante un incontro della American Conservative Union, di non voler creare nessun nuovo partito ed ha attaccato il neo-presidente Biden.

### Campagna presidenziale del 2024

Logo della campagna di Donald Trump e Vance 2024

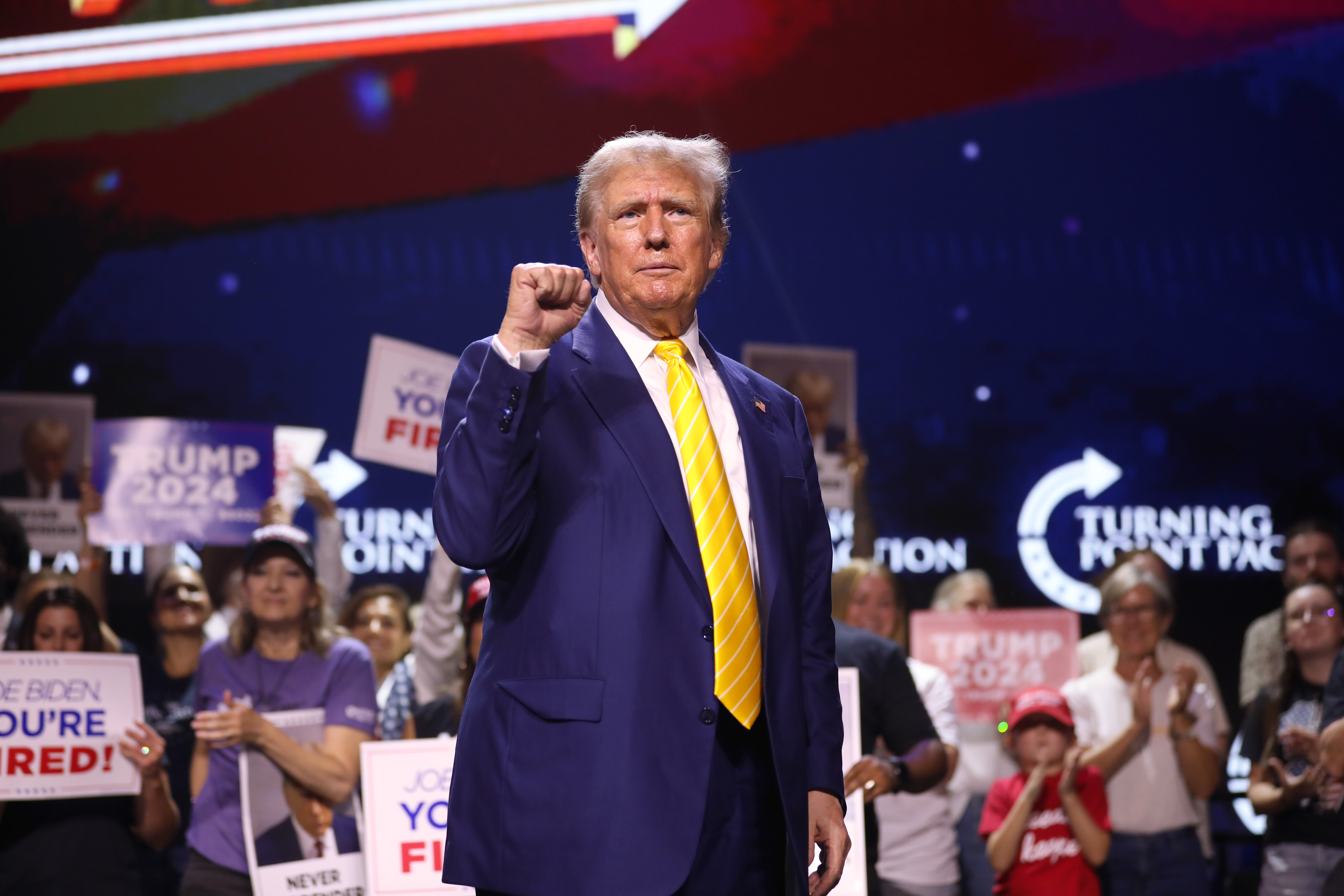
Donald Trump con i suoi sostenitori nella campagna elettorale del 2024

Trump, che subito dopo aver lasciato la presidenza ha ventilato l'eventualità di ricandidarsi alle elezioni presidenziali del 2024, ha registrato la sua candidatura presso la Commissione elettorale federale il 15 novembre 2022 Trump e aperto la raccolta fondi.
Il 19 novembre, Elon Musk, nuovo proprietario di Twitter, ha pubblicato un sondaggio nel quale veniva chiesto agli utenti della piattaforma se fossero favorevoli alla riammissione dell'account di Donald Trump. A seguito della vittoria del "sì" con il 52,8% delle preferenze, il 20 novembre Twitter ha rescisso il ban imposto all'account dell'ex-presidente. Trump ha tuttavia annunciato che continuerà a svolgere la sua campagna elettorale online quasi esclusivamente su Truth Social.
Il 19 dicembre 2023 la Corte suprema dello stato del Colorado ha stabilito che Trump non può partecipare alle primarie nello stato, poiché lo ha ritenuto non eleggibile alla presidenza in base alla Sezione 3 del 14° Emendamento, a causa del suo ruolo nell'assalto al congresso del 6 gennaio 2021. A marzo 2024 la decisione è stata annullata in appello (caso Trump contro Anderson) dalla Corte suprema federale degli Stati Uniti.. Tale sentenza, per effetto dello stare decisis, ha annullato anche le sentenze di ineleggibilità nel frattempo pronunciate dalle corti supreme del Maine e dell'Illinois.
Il 12 marzo 2024 ha ottenuto la maggioranza dei delegati alle primarie repubblicane, diventando il candidato ufficiale del partito alla presidenza.
Il 13 luglio, ha subito un attentato durante un comizio a Butler in Pennsylvania, è stato ferito a un orecchio da un colpo di arma da fuoco sparato dal ventenne Thomas Matthew Crooks. Uno spettatore e l'attentatore sono stati uccisi e altre due persone sono state ferite. Il 15 settembre, a West Palm Beach, in Florida, un uomo armato appostato a breve distanza dal campo da golf nel quale Trump stava giocando è stato arrestato dall'FBI perché sospettato di volergli sparare.
Il 21 luglio 2024 Biden ha annunciato il suo ritiro dalle elezioni presidenziali e ha appoggiato la vicepresidente Kamala Harris come sua sostituta dopo che era già considerato il candidato presuntivo prima della fine delle primarie.
Trump ha vinto le elezioni nel novembre 2024 con 312 voti elettorali contro i 226 della vicepresidente in carica Harris e diversi organi di stampa hanno descritto la sua rielezione come uno straordinario e storico ritorno.

## Seconda presidenza (2025-)

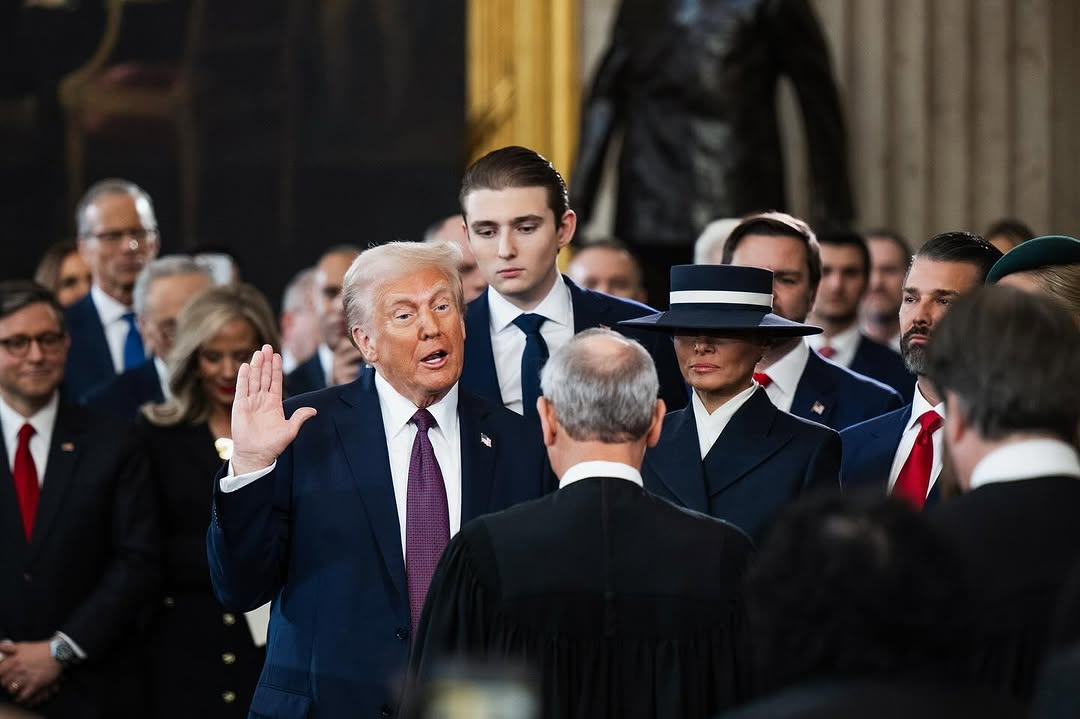
Secondo giuramento di Donald Trump come 47º presidente degli Stati Uniti, alla rotonda del Campidoglio

Il 20 gennaio 2025, giorno della sua seconda cerimonia d'insediamento al Campidoglio, è diventato il 47º Presidente degli Stati Uniti d'America, ricoprendo questo ruolo per la seconda volta. È l'individuo più anziano ad assumere la presidenza e il primo presidente con una condanna penale.

### Primi 100 giorni
Dopo essere entrato in carica, Trump ha firmato una serie di ordini esecutivi: ritiro degli gli Stati Uniti dall'Organizzazione mondiale della sanità e dall'Accordo di Parigi; annullati le misure a favore delle persone transgender e il riconoscimento di qualsiasi genere al di fuori di maschio e femmina; congelati i nuovi regolamenti e l'assunzione di lavoratori federali non militari; fondato il "Department of Government Efficiency" (un'organizzazione guidata da Elon Musk e separata dal governo federale); designato nuovamente Cuba come "Stato sponsor del terrorismo"; revocato le sanzioni contro i coloni israeliani; emesso una grazia di massa di circa 1.500 rivoltosi nell'assalto al Campidoglio; designato i cartelli della droga messicani come organizzazioni terroristiche straniere; eliminata la cittadinanza per diritto di nascita per i nuovi figli di immigrati privi di documenti; rinominato il Denali in Monte McKinley e il Golfo del Messico in Golfo d'America; concesso a TikTok una pausa di 75 giorni prima che sia vietata e dichiarata un'emergenza nazionale al confine meridionale che avrebbe innescato il dispiegamento di forze armate. Il 21 gennaio, Trump ha concesso a Ross Ulbricht una grazia completa e incondizionata.

## Opere letterarie
Trump, come molti altri imprenditori di successo e uomini di spettacolo, ha scritto delle opere letterarie, per lo più autobiografiche, relative ai suoi affari o più in generale nel campo dell'economia, spesso avvalendosi della collaborazione di scrittori professionisti:
- The Art of the Deal (1987), con Tony Schwartz, ISBN 978-0-345-47917-4
- Surviving at the Top (1990), ISBN 978-0-394-57597-1
- The Art of Survival (1991), ISBN 978-0-446-36209-2
- The Art of the Comeback (1997), con Kate Bohner, ISBN 978-0-8129-2964-5
- The America We Deserve (2000), con Dave Shiflett, ISBN 1-58063-131-2
- How to Get Rich (2004), ISBN 978-0-345-48103-0
- The Way to the Top: The Best Business Advice I Ever Received (2004), ISBN 978-1-4000-5016-1
- Think Like a Billionaire: Everything You Need to Know About Success, Real Estate, and Life (2004), ISBN 978-0-345-48140-5
- The Best Golf Advice I Ever Received (2005), ISBN 978-0-307-20999-3
- Why We Want You to be Rich: Two Men – One Message (2006), con Robert Kiyosaki, ISBN 978-1-933914-02-2
- Think Big and Kick Ass in Business and Life (2007), con Bill Zanker, ISBN 978-0-06-154783-6
- The Best Real Estate Advice I Ever Received: 100 Top Experts Share Their Strategies (2007), ISBN 978-1-4016-0255-0
- Trump 101: The Way to Success (2007), ISBN 978-0-470-04710-1
- Never Give Up: How I Turned My Biggest Challenges into Success (2008), ISBN 978-0-470-19084-5
- Think Like a Champion: An Informal Education in Business and Life (2009), ISBN 978-0-7624-3856-3
- Midas Touch: Why Some Entrepreneurs Get Rich - and Why Most Don't (2011), con Robert T. Kiyosaki, ISBN 978-1-61268-095-8
- Time to Get Tough: Making America No. 1 Again (2011), ISBN 978-1-59698-773-9
- Crippled America: How to Make America Great Again (2015), ISBN 978-1-5011-3796-9
- Great Again: How to Fix Our Crippled America (2016), ISBN 978-1-5011-3800-3

### Birthers
Trump fa parte dei cosiddetti birthers, coloro che sostengono che Barack Obama sarebbe nato in Kenya, malgrado egli sia nato a Honolulu, quindi in territorio statunitense. Essi affermano che Obama non abbia mai presentato pubblicamente il proprio certificato di nascita originale, nonostante l'obbligo previsto dalla legge, di conseguenza la sua elezione alla Casa Bianca sia frutto di una cospirazione anti-americana.
La vicenda, iniziatasi nell'autunno 2007, dopo aver diviso l'opinione pubblica statunitense in due fazioni contrapposte, ovvero i sostenitori dei birthers (tra cui Trump e molti politici del Partito Repubblicano con relativi sostenitori) e i loro oppositori, ha avuto conclusione il 27 aprile 2011 con la pubblicazione sul sito della Casa Bianca di un comunicato ufficiale che allegava la scansione del certificato di nascita originale di Obama, che ne ha confermato la nascita in territorio statunitense.

A proposito della teoria esposta dai cosiddetti birthers sulla (presunta) ineleggibilità (per violazione della cosiddetta "clausola costituzionale di nascita") di Obama alla carica di presidente degli Stati Uniti, il 28 marzo 2011 Trump ha dichiarato durante una puntata del David Letterman Show a cui era stato invitato come ospite: 

### Religione
Trump è un presbiteriano. Egli ha più volte dichiarato di aver incominciato a frequentare da piccolo la First Presbyterian Church a Jamaica, nel Queens. Trump frequentò la scuola domenicale e venne cresimato in quella chiesa. In un'intervista nell'aprile del 2011 per The 700 Club ha così commentato le sue personali posizioni religiose: "Sono un protestante, sono un presbiteriano. E sapete che per anni ho avuto buone relazioni con la Chiesa. Penso che la religione sia una gran cosa. Penso che la mia sia una religione bellissima". Durante la campagna del 2015 nella Carolina del Sud ha voluto tenere un discorso alla Marble Collegiate Church, dove sposò la sua prima moglie Ivana nel 1977. Trump ha dichiarato di assumere la comunione senza aver prima chiesto perdono a Dio, adducendo una propria visione sul fatto: "Penso che se io faccio qualcosa di sbagliato, ritengo sia giusto impegnarmi a porvi rimedio. Non metto in mezzo Dio".
Al giuramento da presidente degli Stati Uniti, ha posto la sua mano destra su due Bibbie, rette dalla moglie Melania: una antica, di proprietà della Casa Bianca, e l'altra regalata a Trump dalla madre nel 1955, in occasione del suo nono compleanno, una copia della traduzione in lingua inglese detta Revised Standard Version.
Trump ha dichiarato che il suo libro Trump: The Art of the Deal (1987) "è il mio secondo libro preferito di sempre e sapete qual è il primo? La Bibbia! Nessuno può battere la Bibbia". Tuttavia le sue conoscenze delle Sacre Scritture sono state messe in discussione dopo un discorso tenuto alla Liberty University nel quale fece riferimento alla Seconda lettera ai Corinzi come "due Corinzi" (la sigla del libro nelle edizioni inglesi è, infatti, 2 Corinthians) anziché, appunto, "seconda Corinzi", suscitando ilarità tra i presenti.
Trump per motivi di lavoro mantiene comunque strette relazioni anche con persone di convinzioni religiose differenti, tra cui protestanti evangelici e cristiani come Tony Perkins e Ralph Reed Durante la campagna presidenziale del 2016 ha ricevuto una benedizione dal sacerdote greco ortodosso Emmanuel Lemelson. Trump ha legami anche con la comunità ebraica statunitense. Durante la cerimonia di concessione dell'Algemeiner Liberty Award dall'Algemeiner Journal a Trump venne chiesto cosa ne pensasse di avere dei nipoti ebrei (la domanda faceva riferimento al fatto che sua figlia Ivanka si era convertita all'ebraismo dal suo matrimonio con Jared Kushner), a cui Trump ha risposto: "Non solo ho dei nipoti ebrei, ma ho una figlia ebrea; e sono molto onorato di tutto ciò... non era stato programmato, ma sono grato a Dio che sia successo".

#### Polemica con papa Francesco

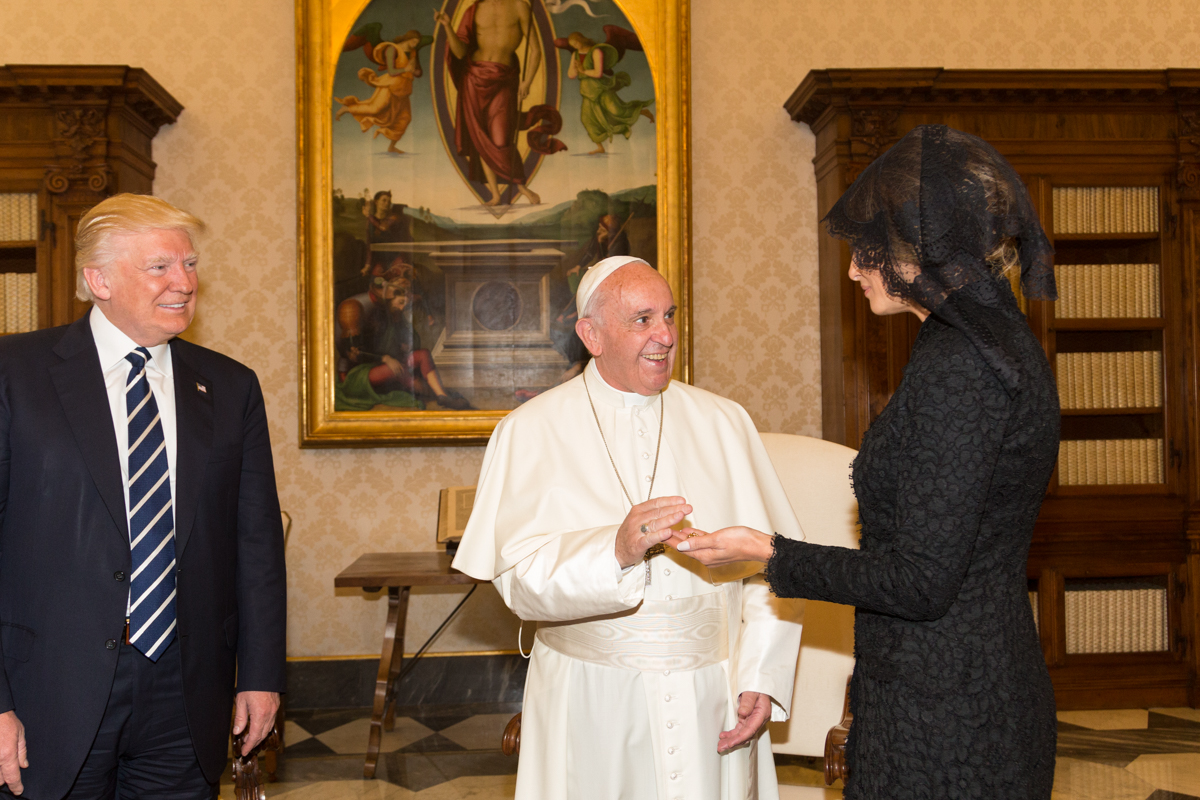
Donald e Melania Trump con papa Francesco il 24 maggio 2017

Nel febbraio del 2016, durante il suo viaggio di ritorno a seguito di una visita in Messico, papa Francesco ha dichiarato quanto segue circa Trump (senza tuttavia citarlo esplicitamente): 
Trump non tardò a rispondere, dicendo che era "vergognoso" per il papa discutere della sua fede, suggerendo che il governo messicano stesse "usando il papa come proprio paggio" per propositi politici, affermò però di essere d'accordo che gli immigrati debbano avere la propria dignità lavorando e non trasferirsi nei paesi occidentali per delinquere, debbano avere rispetto degli occidentali e che i messicani sono considerati come loro, hanno cioè una cattiva reputazione, sono uno stereotipo negativo: spacciano droga, fanno violenza, rapiscono le persone, favorendo il traffico di esseri umani e recano violenze sessuali; inoltre Trump aggiunse: 
Il giorno successivo il direttore della sala stampa vaticana, padre Federico Lombardi, prese la parola precisando che il Papa non stava lanciando un attacco personale a Trump né tentava di sviare i votanti, dichiarando che qualcuno che costruisce muri non è un cristiano. Dopo il chiarimento di Lombardi, Trump sminuì la controversia col Papa dicendo: "Non penso si tratti di una lotta".

### Stato di salute e abitudini alimentari
Nel 2015 il gastroenterologo Harold Bornstein, medico personale di Trump dal 1980, firmò un certificato secondo il quale l'imprenditore sarebbe stato "la persona più sana mai eletta per la presidenza", ma tre anni più tardi lo stesso Bornstein ha affermato che fu lo stesso Donald Trump a dettare i contenuti del documento, e che nel febbraio 2017 tre dipendenti di Trump ne abbiano manomesso le cartelle cliniche senza autorizzazione. Trump ha dichiarato di non aver mai fumato sigarette né marijuana né, tanto meno, di aver fatto uso di droghe. Non beve alcool né caffè.
Nel settembre 2016, nell'ambito delle discussioni sullo stato di salute dei candidati alle elezioni, Trump portò al The Dr. Oz Show le sue ultime analisi del sangue, esaminandole col pubblico.
In seguito alla sua affermazione politica, le sue abitudini alimentari sono state oggetto di attenzione da parte dei media. La sua dieta abituale è stata descritta pressoché all'unanimità come altamente squilibrata e poco salutare perché incentrata su cibo spazzatura, come i panini di McDonald's e le patatine. Inoltre, le fonti giornalistiche concordano che Trump non svolga nessuna forma di esercizio fisico "dai tempi del college" e pubblicamente, lo stesso Trump si è dichiarato scettico sui benefici dell'attività sportiva. Queste abitudini sono state criticate da esperti e opinionisti come diseducative verso una nazione con rilevanti problemi di salute, pubblica e privata, causati da una diffusa obesità e malattie a essa correlate, e sono state sfavorevolmente paragonate all'attenzione avuta da Barack Obama verso l'alimentazione sana e al fitness.
I medici ufficiali della Casa Bianca, Ronny Jackson e Sean Conley, hanno ripetutamente descritto la forma fisica di Trump come "nel complesso sana", ma rilevandone l'obesità. Nel 2018 il suo livello di colesterolo fu discusso da diversi cardiologi, giungendo alla conclusione che non era indicatore di buona salute. Una tomografia del 2019 ha rivelato che Trump soffre di una comune forma di coronaropatia.
Mary L. Trump, psicoterapeuta e nipote dello stesso Trump, ha sostenuto nel 2020 che il tycoon avrebbe sviluppato negli anni diversi disturbi di personalità, fra cui in particolare un disturbo narcisistico di personalità.

## Procedimenti giudiziari
Un'analisi condotta da USA Today, pubblicata nel giugno del 2016, ha evidenziato come Trump e i suoi affari siano stati coinvolti in circa 3.500 cause civili e penali negli Stati Uniti, un numero senza precedenti per un candidato alle presidenziali statunitensi. Di tutti questi processi in 1.900 Trump è stato l'attore, in 1.450 è stato chiamato a difendersi; in altri centocinquanta si è costituito terza parte. Per quanto le contese legali nel mondo dell'industria statunitense di alto livello siano all'ordine del giorno, questa analisi ha evidenziato che Trump è stato coinvolto in dispute legali più di Edward J. DeBartolo Jr., Donald Bren, Stephen M. Ross, Sam Zell e Larry Silverstein combinati insieme. Cinquecento casi sono stati archiviati, mentre in un altro centinaio di cause le risoluzioni finali non sono state rese pubbliche. Nei casi in cui vi è stata una pubblica sentenza Trump ha riportato 451 vittorie e 38 sconfitte.

### 1980–1990
Nel 1985 Trump venne accusato di aver costretto propri affittuari di permettergli delle demolizioni di stabili e nuove costruzioni più remunerative. La questione venne risolta e le demolizioni annullate. Nel 1988 Trump pagò 750.000 dollari per risolvere le sanzioni civili in una causa antitrust derivante da acquisti di azioni.

### 1990–2000
Nel 1991 un'analisi di settore predisse l'imminente fallimento del Trump Taj Mahal; l'analista venne citato in giudizio da Trump, il quale riteneva che egli avesse avuto un ruolo determinante nel crollo dei suoi affari in quella struttura, ma la questione venne alla fine risolta fuori dalle aule del tribunale. Dopo che un elicottero si schiantò a terra, provocando la morte di tre inservienti del suo hotel-casinò nel New Jersey, Trump citò in giudizio l'azienda produttrice del velivolo, ma il caso venne archiviato. Il Trump Plaza venne multato di duecentomila dollari per aver tenuto dei comportamenti razzisti e sessisti nei confronti soprattutto di impiegati afroamericani della struttura, ma Trump preferì non indagare la faccenda e ricusò sempre il comportamento del proprio personale in servizio. Nel 1991 il padre di Trump, Fred, fece un prestito illegale al Trump's Castle per aiutare la struttura a sostenere un mutuo e il locale casinò venne multato di trentamila dollari, ma tale penalità non andò a intaccare Trump stesso.
Nel 1993 Trump citò in giudizio il suo socio in affari Jay Pritzker per aver calcolato male delle tasse, ma il tutto venne archiviato. La proprietaria di una pensione, Vera Coking, venne citata in giudizio per danni durante la costruzione di un casinò adiacente, ma la causa fu poi lasciata decadere.
Nel 1997 Trump e il rivale proprietario di un casinò di Atlantic City, Stephen Wynn, incominciarono una controversia legale, ma anche questo caso venne archiviato.

### 2000–2010
Nel 2000 Trump venne accusato di lobbying per il rifiuto del governo di proporre casinò in concorrenza col suo e dovette pagare una multa di 250.000 dollari. La causa riguardava in particolare il casinò situato nei monti Catskill, nello stato di New York, gestito da nativi americani, che avrebbe dovuto competere con tre casinò di Trump.
Quando la Securities and Exchange Commission accusò una delle sue compagnie di poca chiarezza nei report finanziari, l'avvocato di Trump dichiarò che il colpevole di tale azione era stato licenziato e che lo stesso Trump non era al corrente del fatto. Dopo un litigio con Leona Helmsley, incominciato negli anni novanta per il controllo dell'Empire State Building, nel 2002 Trump decise di vendere la sua quota dell'edificio al rivale della Helmsley.
Nel 2004 Trump trasse in giudizio il suo ex partner in affari, Richard Fields, per false dichiarazioni di partenariato con Trump, ma Fields controbatté e la causa venne archiviata.
La città di Palm Beach, in Florida, multò Trump per aver costruito un palo di ventiquattro metri per esporvi la bandiera statunitense nella sua proprietà di Mar-a-Lago, senza averne i permessi necessari. Trump venne alla fine multato di 100.000 dollari e venne obbligato a versare ciò come contributo ai veterani, ma fece richiesta e ottenne il permesso di esporre una bandiera più piccola.
La città californiana di Rancho Palos Verdes citò in giudizio Trump per aver incominciato i lavori per una sua abitazione di lusso in un'area a rischio frane.
Nel 2009 Trump venne citato in giudizio dagli investitori dell'oggi chiuso Trump Ocean Resort Baja Mexico; Trump disse di essere stato un mero portavoce nella faccenda e la sanzione venne stabilita in una cifra simbolica.

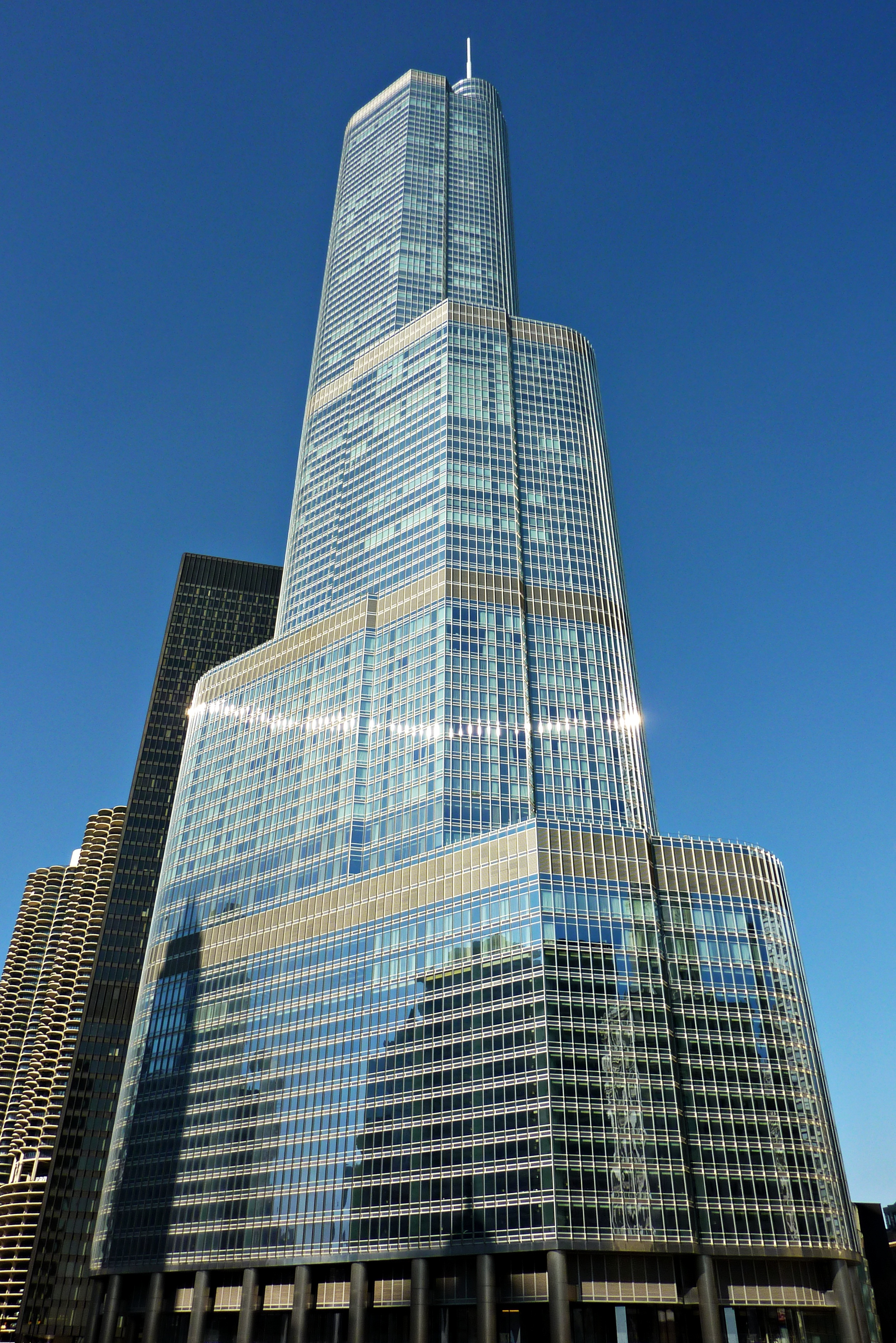
Trump International Hotel and Tower a Chicago

Nel 2004 la Trump Organization concesse il marchio Trump a un hotel a Fort Lauderdale la cui apertura era prevista per il 2007, ma i ritardi nella costruzione portarono Trump a ritirare il suo nome dal contratto nel 2009 dopo la definizione del progetto, fatto che spinse gli investitori a citarlo in giudizio, ma Trump venne citato soprattutto in quanto egli aveva compartecipato nella pubblicità col proprio nome.
Trump concesse personalmente 40 milioni di dollari per garantire un prestito di 640 milioni di dollari per la Trump International Hotel and Tower a Chicago. Quando la Deutsche Bank tentò di riscuoterli citò in giudizio la banca per aver attentato al progetto e alla sua reputazione, quindi la banca si accordò per estendere i termini del prestito per altri cinque anni.

### 2010–2020
Nel 2015 Trump disse che il governo scozzese aveva impropriamente approvato un progetto nei pressi del proprio stabilimento golfistico e pertanto la costruzione di un hotel a esso annesso era stata respinta dalla Corte suprema del Regno Unito, portando così a una battaglia legale.
Nel luglio del 2015 Trump ha citato in giudizio l'ex Miss Pennsylvania Sheena Monnin, dopo che questa aveva pubblicamente sostenuto che il concorso di Miss USA 2012 era stato truccato. Un giudice federale diede ragione a Trump e condannò la miss al pagamento di un'indennità di cinque milioni di dollari a Trump.
Trump trascinò in giudizio la contea di Palm Beach, sostenendo che questa aveva permesso alla FAA di dirigere il traffico aereo sopra la sua tenuta di Mar-a-Lago.
Trump ha citato in giudizio la città di Ossining sulla tassazione del suo Trump National Golf Club Westchester presso quella città, dopo che egli era stato a sua volta citato per aver modificato un sistema di drenaggio che aveva apportato danni a una biblioteca, a una piscina pubblica e a dei parcheggi.
Connesso alla campagna elettorale di Trump vi è l'episodio nel quale cinque uomini, che si trovavano a protestare presso la Trump Tower di New York, citarono in giudizio lo stesso Trump, in quanto alcune sue guardie private avevano preso a pugni uno di essi.
Nel 2016 il Partito Democratico statunitense ha citato in giudizio Trump accusandolo d'intimidire i votanti. L'Ohio Democratic Party ha scritto in una nota legale: "Trump ha cercato di portare avanti l'obiettivo della sua campagna elettorale con l'intimidazione degli elettori".
Fra il 2017 e il 2018 Mary L. Trump, nipote di Donald, collabora con il The New York Times come whistleblower, trasmettendo in forma anonima al quotidiano una serie di documenti fiscali della famiglia Trump, che provavano le consistenti frodi all'origine dell'impero milionario del presidente. Come risultato di questa inchiesta, nel 2019 i giornalisti del New York Times David Barstow, Susanne Craig e Russ Buettner ricevettero il Premio Pulitzer per il giornalismo investigativo.

### Dal 2020
Donald Trump ha fatto causa alla nipote Mary L. Trump per bloccare l'uscita del suo libro su di lui Too much and never enough: How my family created the World's most dangerous man. Sebbene in un primo tempo Trump avesse ottenuto ragione dalla Corte suprema, a luglio 2020 la decisione venne ribaltata sulla base del Primo Emendamento della Costituzione.
Il 9 agosto 2022 la casa di Trump è stata perquisita da agenti dell'FBI a Mar-a-Lago per detenzione di documenti riservati e classificati. Tra l'altro, questo avvenimento potrebbe anche avere risvolti politici in direzione di una rielezione di Trump nel 2024 alla massima carica dello Stato.

Il 31 marzo 2023 Trump è stato incriminato da un grand jury di Manhattan con l'accusa di falsificazione di documenti aziendali per aver nascosto il pagamento di 130.000 dollari all'ex attrice pornografica Stormy Daniels, effettuato durante la campagna elettorale del 2016. La somma, secondo l'accusa, sarebbe servita a comprare il silenzio della donna su una relazione sessuale clandestina consumata dieci anni prima, venendo camuffata come un generico rimborso legale di Trump nei confronti del suo avvocato Michael Cohen (che avrebbe poi fisicamente consegnato i soldi all'attrice). Il 31 maggio 2024 una giuria newyorkese ha riconosciuto l'ex presidente colpevole di tutti i 34 capi di imputazione. La condanna ha reso Trump il primo ex-presidente pregiudicato nella storia degli Stati Uniti. Nel gennaio 2025 il giudice ha stabilito che la condanna non dovesse consistere in alcuna pena, a causa dell'elezione di Trump come presidente degli Stati Uniti nel novembre precedente.
Almeno 26 donne hanno pubblicamente accusato Trump di stupro, di molestie, e di aver assistito nudi ai concorrenti di spettacoli di adolescenti. Nel 2016, ha negato tutte le accuse, definendole "false diffamazioni" e presunta cospirazione contro di lui e contro il popolo americano. Nel maggio 2023, una giuria federale a Manhattan ha dichiarato Trump civilmente responsabile per aver abusato sessualmente e diffamato E. Jean Carroll, assegnandole 5 milioni di dollari. Trump ha costantemente negato le affermazioni di Carroll e ha definito il verdetto una "disgrazia".

## Matrimoni e figli

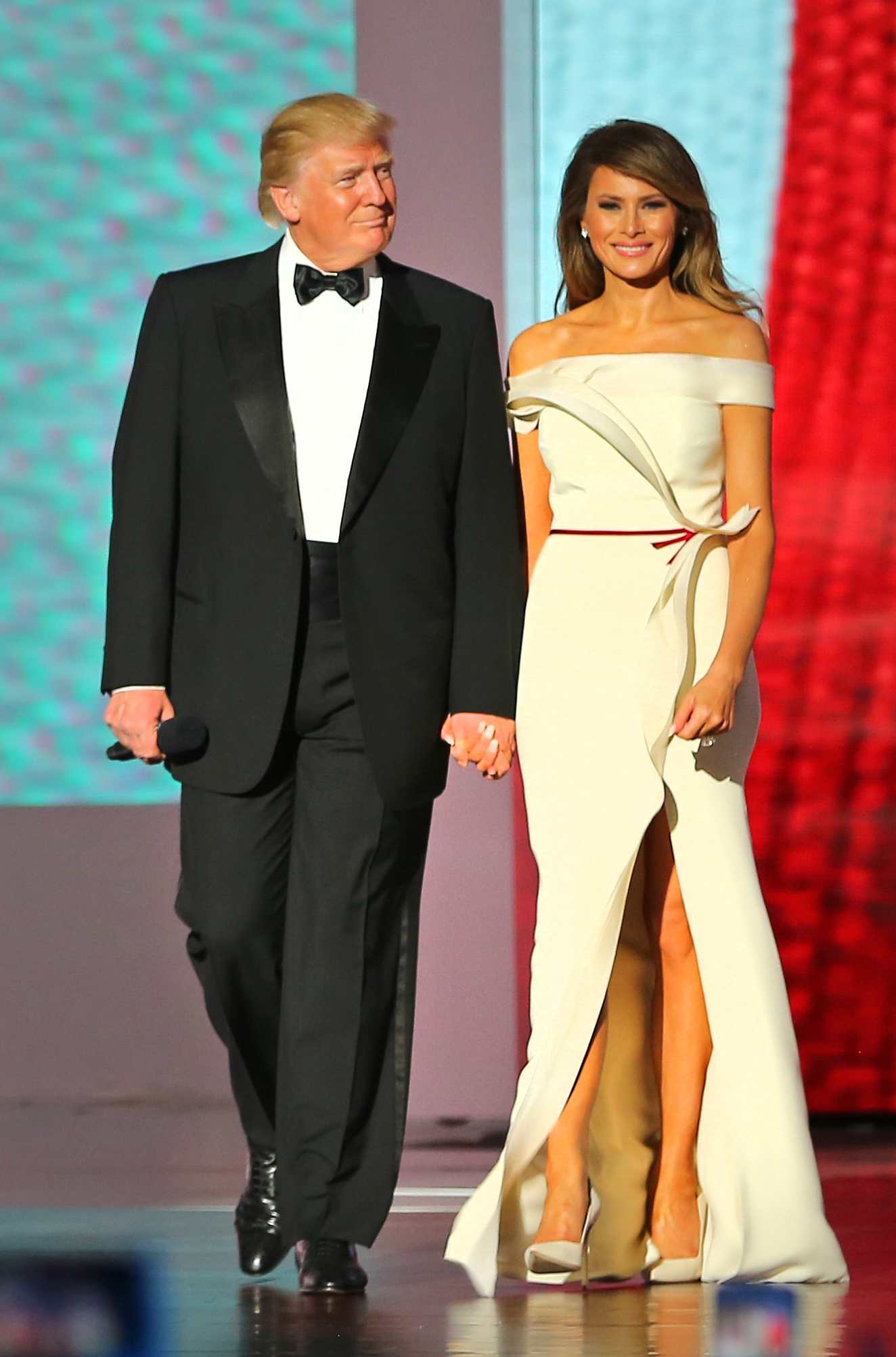
Trump con la moglie Melania Trump al suo primo ballo da presidente degli Stati Uniti (20 gennaio 2017).

Trump ha avuto in tutto cinque figli e si è sposato tre volte nella sua vita.
Sposò la sua prima moglie, la modella ceca Ivana Marie Zelníčková (Trump) (1949-2022), il 7 aprile 1977 alla Marble Collegiate Church di Manhattan in una cerimonia officiata da uno dei più famosi sacerdoti statunitensi, il reverendo Norman Vincent Peale. Ivana è stata naturalizzata cittadina statunitense solo nel 1988. Già dall'inizio del 1990 incominciarono però a circolare le prime voci, riportate anche dalla stampa, circa un rapporto d'intesa tra Trump e l'attrice Marla Maples. Ivana ottenne il divorzio l'8 giugno 1992, affermando che il marito l'aveva trattata "crudelmente e disumanamente". A sua volta, sempre nel 1992, Trump citò in giudizio Ivana per aver violato una delle clausole del loro divorzio, ossia che ella avesse pubblicato un libro riportando alcuni fatti personali riguardanti la loro vita matrimoniale prima del divorzio.
Ciononostante, nel 2015 Ivana ha detto che lei e Donald sono "ottimi amici" e che "insieme abbiamo cresciuto tre figli che amiamo e di cui siamo particolarmente orgogliosi. Non ho nulla contro Donald e gli auguro il meglio per la sua campagna elettorale. Per inciso, penso che sarebbe un ottimo presidente". Malgrado questo atteggiamento conciliante, Ivana è stata comunque coinvolta in una battaglia legale con l'ex marito per la possibilità di continuare a sfruttare il cognome Trump per i propri affari. Con Ivana ha avuto tre figli:
- Donald John Trump Jr. (nato il 31 dicembre 1977), sposato dal 12 novembre 2005 al marzo 2018 con Vanessa Haydon;
- Ivanka Marie Trump (nata il 30 ottobre 1981), sposata dal 25 ottobre 2009 con Jared Kushner;
- Eric Frederic Trump (nato il 6 gennaio 1984), sposato dall'8 novembre 2014 con Lara Yunaska.

Con Marla Maples (nata nel 1963) si è sposato il 19 dicembre 1993, rimanendo con lei sino all'8 giugno 1999, anche se formalmente si erano già separati dal maggio del 1997, ma il divorzio venne formalizzato solo nel giugno del 1999. Da questa relazione è nata una figlia, Tiffany (nata il 13 ottobre 1993), cresciuta dalla madre in California a Calabasas e vissuta con lei sino al diploma presso la Viewpoint School.

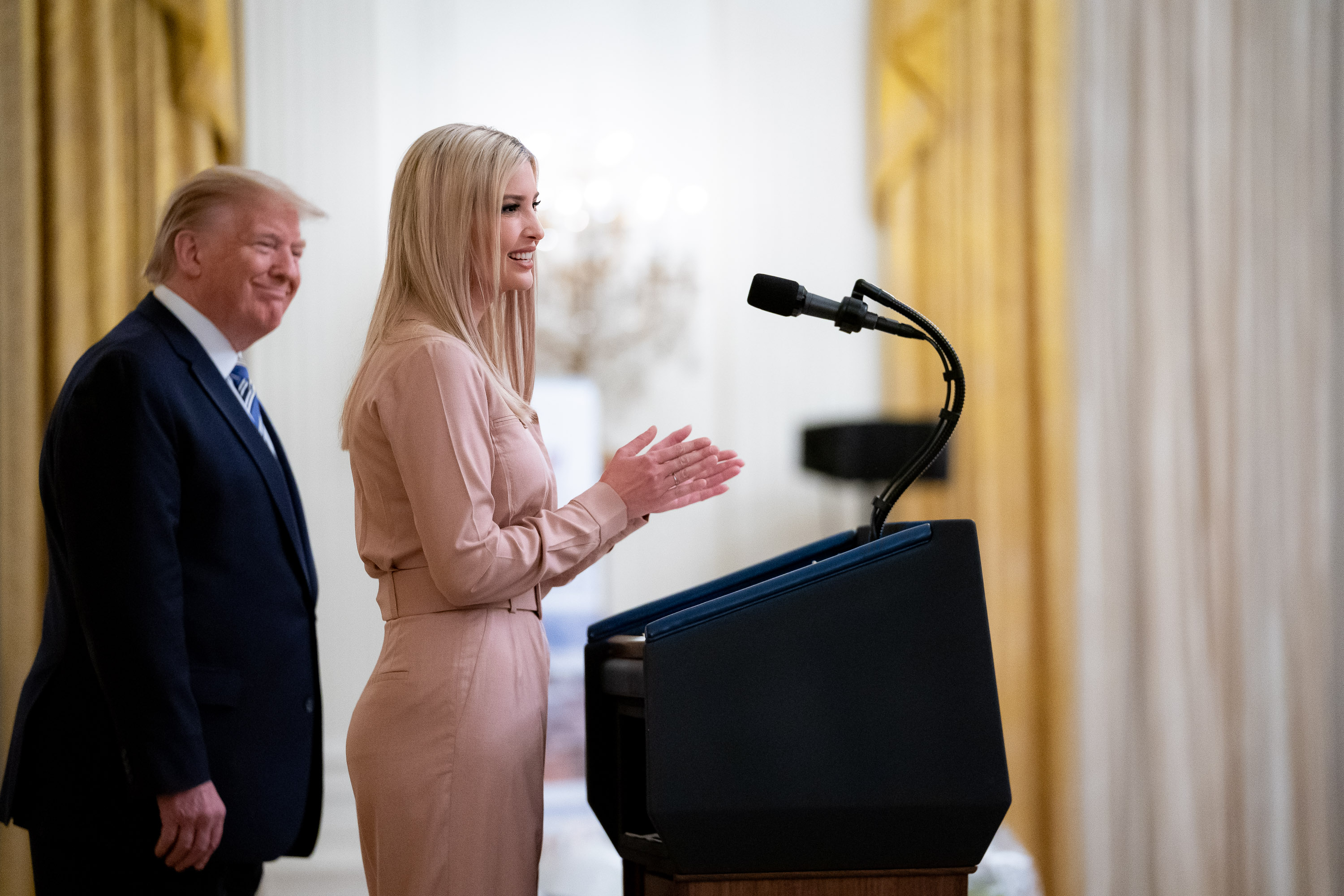
Donald Trump insieme alla sua figlia secondogenita Ivanka in qualità di assistente del presidente, a un evento a sostegno delle piccole imprese.

Dal 1998 ha incominciato una relazione con la modella slovena Melania Knauss (nata nel 1970), con cui si è poi sposato il 22 gennaio del 2005 e che è tuttora la sua consorte, da cui ha avuto l'ultimo figlio, Barron William (nato il 20 marzo 2006).

## Onorificenze e riconoscimenti

### Altre onorificenze
- 1983 – Tree of Life Award del Jewish National Fund per i rapporti Israele-Stati Uniti d'America[577]
- 1990 – Razzie Award al peggior attore non protagonista per il suo ruolo in I fantasmi non possono farlo[578]
- 1995 – Gaming Hall of Fame[579]
- 2007 – Stella sulla Hollywood Walk of Fame[580]
- 2007 – Muhammad Ali Entrepreneur Award[581]
- 2010 – New York Ride of Fame[582]
- 2013 – WWE Hall of Fame[137]
- 2015 – The Algemeiner Liberty Award per i rapporti tra Israele e Stati Uniti d'America[583]
- 2015 – New Jersey Boxing Hall of Fame[584]
- 2015 – Marine Corps–Law Enforcement Foundation Commandant's Leadership Award[585]
- 2015 – Chiavi della città di Doral, Florida[586]
- 2016 – TIME 100, elenco annuale delle personalità più influenti stilato da TIME[587]
- 2019 – Razzie Award al peggior attore protagonista per il suo ruolo in Fahrenheit 11/9 e Death of a Nation: Can We Save America a Second Time?.
- 2019 – Razzie Award alla peggior coppia (con "la sua costante meschinità") per Fahrenheit 11/9 e Death of a Nation: Can We Save America a Second Time?.